# Gallia Narbonense
La Gallia Narbonense era una provincia romana geograficamente corrispondente, all'incirca, alle regioni amministrative francesi di Linguadoca-Rossiglione e Provenza-Alpi-Costa Azzurra, situate nella Francia meridionale. Precedentemente conosciuta come Gallia Transalpina (o Gallia meridionale), prima delle campagne di Cesare era chiamata anche Provincia Nostra o semplicemente Provincia. L'eco di questo termine ancora permane nel nome dell'attuale regione francese (Provence o Provenza).

## Statuto
La regione divenne provincia romana nel 121 a.C., col nome originario di Gallia Transalpina (ossia "Gallia al di là delle Alpi", nota anche come Gallia ulterior e Gallia comata, in contrapposizione alla Gallia cisalpina ossia "Gallia al di qua delle Alpi", nota anche come Gallia citerior e Gallia togata). Dopo la fondazione della città di Narbo Martius, o Narbona, (l'attuale Narbona), nel 118 a.C., la provincia fu rinominata Gallia Narbonensis, o Gallia bracata, con la nuova colonia costiera come capitale.
In età imperiale, la provincia fu affidata a un proconsole dell'ordine senatorio.
Con la riforma dioclezianea, la Gallia narbonese perse la sua parte più settentrionale, che assunse il nome di Gallia Viennensis. Poco dopo la provincia venne ulteriormente divisa, in Narbonensis prima (ad occidente del Rodano), e Narbonensis secunda (oriente del Rodano). Insieme all'Aquitania prima, all'Aquitania secunda, alla Novempopulana (da Novempopuli il resto del sud-ovest della Gallia) e alle Alpi Marittime andò a formare la Diocesi denominata Septem Provinciae.

## Storia

### La Narbonense e la Repubblica romana

La confederazione edua alleata di Roma a fronte di Arverni e Sequani.

La prima apparizione delle insegne romane in Gallia si avrà intorno al 150 a.C., quando l'esercito di Roma sarà impegnato nel sud della Gallia ad ingaggiare la prima delle campagne contro le tribù celto-liguri dei Salluvii, spina nel fianco di Massalia, l'odierna Marsiglia, colonia focea legata a Roma da amichevoli rapporti risalenti almeno all'inizio del IV secolo a.C., e meritevole della gratitudine di Roma per l'aiuto prestato nella seconda guerra punica.
I Salluvi, che gravitavano sulla loro capitale Entremont (presso l'attuale Aix-en-Provence), furono rapidamente sconfitti e le legioni romane poterono fare immediato ritorno in patria. Una generazione dopo, Roma è costretta a intervenire di nuovo: i Salluvi sono definitivamente sconfitti intorno al 125-124 a.C. dal console Marco Fulvio Flacco. L'oppidum di Entremont cade in mano romana mentre i superstiti beneficiano dell'ospitalità dei vicini e temibili Allobrogi. È solo l'inizio di un processo che, in alcuni decenni, porterà alla decadenza politica e al completo assoggettamento della Gallia transalpina al potere di Roma.
L'ingerenza armata nei territori d'oltralpe, potrebbe aver fornito a Roma le prime occasioni per stringere inedite alleanze con popolazioni celtiche: fu probabilmente negli stessi anni dell'intervento contro i celto-liguri che Roma poté intessere i primi benevoli contatti con gli Edui, dislocati in Gallia centrale, in un territorio controllato dalla capitale Bibracte (nei pressi dell'odierna Autun). Queste relazioni sedimentarono, in breve tempo in una vera e propria alleanza, fino al conferimento agli Edui di uno status privilegiato, quello di «amici et socii populi Romani» («amici ed alleati del popolo romano»): quest'alleanza doveva rivelarsi decisiva per le successive mire di Roma nella regione, dagli anni che immediatamente seguirono, fino alle campagne militari di Cesare: poco dopo, probabilmente con la fondazione della provincia narbonense, si fecero ancor più stretti i vincoli di amicizia con gli Edui, ora promossi al grado di «fratres populi Romani».

### Dalla conquista romana della Narbonense all'invasione di Cimbri e Teutoni

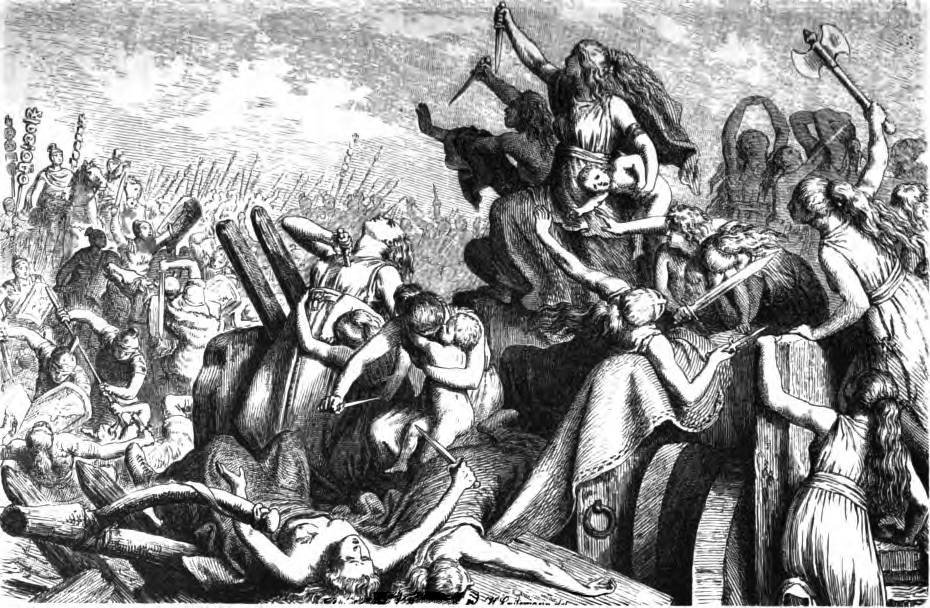
Le donne dei Teutoni difendono la fortezza di carri durante la Battaglia di Aquae Sextiae (di Heinrich Leutemann, 1882).

Negli anni immediatamente successivi alla sottomissione dei Salluvii e alla conquista di Entremont, si acuirono le tensioni con i popoli stanziati a est e a ovest del corso del Rodano, Allobrogi e Arverni. Roma, forte anche della sua alleanza con gli Edui, si sentì pronta a lanciare una campagna di espansione nelle regioni meridionali della Gallia e a contrastare il risorgente egemonismo arverno portato avanti dal suo leader Bituito: questi avrebbe radunato trecentomila uomini, ma i consoli che si avvicendarono in quegli anni, Quinto Fabio Massimo e Gneo Domizio Enobarbo, portarono a termine l'annessione di territori a sudest e a cavallo del Rodano. La vittoria di Enobarbo, presso la confluenza tra il Rodano e l'Isère decise definitivamente la contesa: nel 121 a.C. venne eretta la provincia romana della Gallia Narbonensis e, tre anni dopo, venne dedotta la colonia di Narbona, capitale provinciale con il suo porto: le nuove acquisizioni territoriali rendevano possibile la frequentazione di un agevole collegamento con le province ispaniche, attraverso la Via Domitia, costruita da Gneo Domizio Enobarbo negli anni dal 121 al 117 a.C.
Nel 102 a.C. le armate romane di Gaio Mario vendicarono dieci anni di disastri romani contro i Germani: Mario aveva, infatti, provveduto a riorganizzare nel migliore dei modi la propria armata. I soldati erano stati sottoposti ad un addestramento che mai in precedenza si era visto, ed erano abituati a sopportare senza lamentarsi le fatiche delle lunghe marce di avvicinamento, dell'allestimento degli accampamenti, tanto da meritarsi il soprannome di muli di Mario. Dapprima decise di affrontare i Teutoni, che si trovavano in quel momento nella provincia della Gallia Narbonense e si stavano dirigendo verso le Alpi. Mario li attirò su di un terreno a lui congeniale nei pressi di Aquae Sextiae (l'attuale Aix en Provence), dove avvenne la prima delle due battaglie determinanti. Alcuni contingenti di Ambroni, avanguardia dell'esercito dei Germani, si lanciarono avventatamente all'attacco contro le postazioni romane, senza attendere l'arrivo dei rinforzi, e 30 000 di essi rimasero uccisi. Mario schierò poi un contingente di 30 000 uomini per tendere un'imboscata al grosso dell'esercito dei Germani, che presi alle spalle e attaccati frontalmente, furono completamente sterminati e persero 100 000 uomini, e quasi altrettanti ne furono catturati.

### Conquista della Gallia Comata
|  |  |  |

Quarant'anni più tardi, durante il suo consolato (59 a.C.), Cesare, con l'appoggio degli altri triumviri (Pompeo e Crasso), ottenne con la Lex Vatinia del 1º marzo il proconsolato delle province della Gallia Cisalpina e dell'Illirico per cinque anni e il comando di un esercito composto da tre legioni. Poco dopo un senatoconsulto aggiunse anche quella della Gallia Narbonense, il cui proconsole era morto all'improvviso, e il comando della X legione.
A fornire a Cesare il pretesto per entrare in armi in Gallia fu la migrazione degli Elvezi, stanziati tra il Lago di Costanza, il Rodano, il Giura, il Reno e le Alpi Retiche. Nel 58 a.C. Cesare si trovava ancora a Roma quando venne a sapere che gli Elvezi si stavano preparando a migrare verso le regioni occidentali della Gallia, con l'intento di attraversare il territorio della Gallia Narbonense. Il passaggio di un intero popolo all'interno della provincia romana avrebbe senza dubbio procurato enormi danni e avrebbe potuto spingere gli Allobrogi, che vivevano in quell'area, a ribellarsi contro il dominio romano. Inoltre, i territori abbandonati dagli Elvezi avrebbero potuto essere occupati da popoli germanici, che sarebbero così divenuti pericolosi e bellicosi vicini dei possedimenti romani.
Gli Elvezi, pur senza sapere quale sarebbe stata la reazione dei Romani alla loro richiesta di trasferire l'intero popolo sul suolo romano, una volta raggiunto il Rodano indissero un'assemblea lungo la sua riva destra per decidere il da farsi. Era il 28 marzo. Cesare, informato delle loro intenzioni, si precipitò da Roma nella Gallia Narbonense, percorrendo fino a 140-150 chilometri al giorno e raggiungendo Ginevra il 2 aprile. Come prima misura il proconsole romano diede l'ordine di distruggere il ponte sul Rodano presso Ginevra così da rendere più difficoltoso l'attraversamento del fiume. Nella Narbonense arruolò truppe ausiliarie e reclute, oltre a disporre che le tre legioni di stanza ad Aquileia lo raggiungessero, oltre a predisporre la formazione di due nuove legioni (la XI e la XII) nella Cisalpina.
Riuscito a dissuaderli a non passare attraverso la provincia, Cesare desiderava però la guerra per fama, ricchezze e maggior potere a Roma. Il pretesto fu che, poiché gli Elvezi volevano stanziarsi nel territorio dei Santoni, non molto distante dal territorio dei Tolosati, la cui città si trova nella provincia, ciò avrebbe causato un grave pericolo per l'intera provincia Narbonense ed anche della vicina Tarraconense. Da qui lo scontro inevitabile con gli Elvezi nella battaglia del fiume Arar ed in quella di Bibracte. La vittoria romana fu completa, determinando l'inizio della conquista dell'intera Gallia negli otto anni successivi (58-50 a.C.).
La Narbonense fu determinante anche nell'anno in cui Cesare si confrontò con Vercingetorige nel 52 a.C., quando, venuto a sapere dei piani del capo dei Galli e delle nuove alleanze che Lucterio era riuscito ad ottenere con Ruteni, Nitiobrogi e Gabali, si affrettò a raggiungere la Narbonense. Qui Cesare arruolò i suoi legionari nel corso degli otto anni di guerra gallica, sia tra i transpadani che abitavano a nord del Po (e godevano di diritto latino), sia tra i cispadani (muniti di cittadinanza romana) a sud del fiume padano e della Gallia cisalpina. Importante fu anche la novità apportata agli inizi del 52 a.C., quando fu costretto ad arruolare una milizia di 22 coorti tra la popolazione nativa della Gallia Narbonense, che in seguito costituì la base della legio V Alaudae. Dispose quindi presidi armati tra i Ruteni stessi, i Volci Arecomici, i Tolosati e nei dintorni della capitale, Narbona (tutti luoghi che confinavano con i territori del nemico). Ordinò, infine, che la parte rimanente delle truppe di stanza nella provincia, unitamente alle coorti dei complementi che aveva arruolato durante l'inverno in Italia e condotto con sé, fossero riuniti nel Paese degli Elvi, che confinavano con gli Arverni.
All'inizio della guerra civile c'erano ben tre legioni nella Narbonense. La prima si trovava nei pressi della capitale Narbona, la legio IX, che poco dopo fu inviata da Cesare in Hispania sotto il comando del suo legato, Gaio Fabio, prendendo parte alla vittoriosa campagna di Lerida del 49 a.C. Rientrata in Italia, si ammutinò a Piacenza e fu in un primo tempo "sciolta", per essere poi riabilitata dallo stesso Cesare, in seguito alle suppliche dei suoi soldati. E dopo la battaglia di Tapso del 46 a.C. sempre la legio IX fu sciolta ed i suoi veterani inviati in Africa proconsolare, Illirico, Gallia Narbonense a Forum Iulii, Campania e Piceno ad Ancona. Sembra invece che la seconda legione, la legio VIII, prese parte prima all'assedio di Marsiglia e poi alla successiva campagna in Hispania del 49 a.C. La terza, la legio XI si trovava, anch'essa, nei pressi di Narbona e fu inviata da Cesare in Hispania sotto il comando del suo legato, Gaio Fabio, prendendo parte alla vittoriosa campagna di Lerida del 49 a.C.

### Al tempo dell'Impero romano
Con la riforma augustea dell'esercito romano, la flotta fu riorganizzata (tra il 27 ed il 23 a.C.) grazie al valido collaboratore di Augusto, Marco Vipsanio Agrippa. Inizialmente fu dislocata nella Gallia Narbonense a Forum Iulii, in seguito fu divisa in due flotte, le cui basi erano a Miseno (Classis Misenensis), per la difesa del Mediterraneo occidentale, e Ravenna (Classis Ravennatis) per la difesa di quello orientale; ognuna delle due "squadre navali" era poi sottoposta ad un prefetto, dove il praefectus classis Misenis risultava più alto in grado del praefectus classis Ravennatis.
Verso gli inizi del III secolo, governò qui come proconsole il futuro imperatore Marco Clodio Pupieno Massimo. A partire dal 260 entrò a far parte dell'Impero delle Gallie, staccandosi dal potere "centrale" di Gallieno. Tornò nella sfera d'influenza di Roma, quasi dieci anni più tardi, al tempo dell'Imperatore Claudio il Gotico (268-270). L'Imperatore Marco Aurelio Caro era originario della Narbonense. E ad Arelate fu posta una zecca che qui batté moneta dal 313 al 475.

### Fine della provincia: il V secolo
Con la riforma dioclezianea, la Gallia Narbonense perse la sua parte più settentrionale, che assunse il nome di Gallia Viennensis. Poco dopo la provincia venne ulteriormente divisa, in Narbonensis prima (ad occidente del Rodano), e Narbonensis secunda (oriente del Rodano). Le due province Narbonensi entrarono a far parte della diocesi delle Septem provinciae, che comprendeva la Gallia a sud della Loira.
     Impero d'Occidente (Onorio).
     Area controllata da Costantino III (usurpatore).
     Aree in rivolta.
     Franchi, Alamanni, Burgundi.
     Area controllata da Massimo (usurpatore).
     Vandali Silingi.
     Vandali Asdingi e Suebi.
     Alani.
     Visigoti.

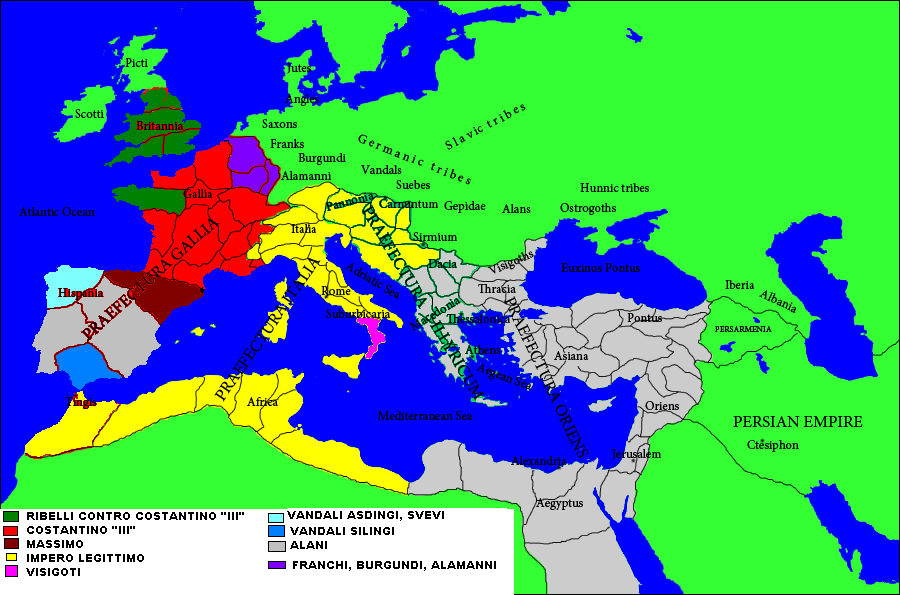
L'Impero romano d'Occidente nel 410.
Impero d'Occidente (Onorio).
Area controllata da Costantino III (usurpatore).
Aree in rivolta.
Franchi, Alamanni, Burgundi.
Area controllata da Massimo (usurpatore).
Vandali Silingi.
Vandali Asdingi e Suebi.
Alani.
Visigoti.

Arelate, all'inizio del V secolo, divenne capitale della prefettura del pretorio delle Gallie, soppiantando Treviri (in Gallia settentrionale). Se alcuni studiosi (come ad esempio Halsall) sostengono che ciò avvenne prima dell'attraversamento del Reno del 406, altri (come Heather) sostengono invece che lo spostamento della sede del prefetto ad Arelate fu conseguenza dell'invasione. Mentre nel 406 Vandali, Alani e Svevi invasero e devastarono la Gallia, nel medesimo periodo, infatti, si rivoltarono le legioni britanniche, che elessero come usurpatore Costantino III, che invase la Gallia, sottraendola al controllo di Onorio e ponendo la propria sede ad Arelate. Subito dopo aver preso il controllo della Narbonense, Costantino III dovette fronteggiare la controffensiva dell'Imperatore legittimo Onorio. Nel 407 il generalissimo Stilicone, reggente di Onorio, aveva inviato contro l'usurpatore un'armata sotto il comando del generale Saro. Quest'ultimo, attraversate le Alpi, sconfisse rapidamente nelle province della Narbonense i due generali di Costantino III, Giustiniano e Nebiogaste, e cinse d'assedio la città di Valentia (Valence), dove era riparato Costantino III. Dopo sette giorni dall'inizio dell'assedio, tuttavia, accorsero in soccorso della città e dell'usurpatore i rinforzi condotti da Edobico e Geronzio, che costrinsero Saro a levare l'assedio e a battere in ritirata verso le Alpi. L'attraversamento delle Alpi fu ostacolato dai briganti Bagaudi, i quali imposero all'esercito di Saro la cessione di tutto il bottino di guerra in cambio del passaggio. Sventata la controffensiva delle armate di Onorio, Costantino III tentò di fermare gli invasori del Reno, ma con scarsi risultati. Essi invasero e saccheggiarono la Narbonense nel 408/409, attirando l'attenzione di San Girolamo, che in un'epistola del 409, scrisse che «le province dell'Aquitania e delle Nove Nazioni, di Lione e di Narbona sono, con l'eccezione di alcune città, una scena universale di desolazione». Nel 409 gli invasori del Reno si spostarono in Spagna, che conquistarono (a parte la provincia Tarraconense).
Nel 411 la situazione politico-militare giunse finalmente ad un punto di sblocco. Geronzio, generale di Costantino III, si era rivoltato in Spagna, eleggendo usurpatore Massimo, suo amico intimo secondo Sozomeno, addirittura suo figlio secondo Olimpiodoro. Posta la propria sede a Tarragona, Geronzio, una volta fatta pace con i Vandali, gli Alani e gli Svevi che avevano invaso la penisola iberica, avanzò con la sua armata contro Costantino III, invadendo le province Narbonensi e sconfiggendo, catturando e uccidendo a Vienne Costante II, figlio di Costantino III, associato al trono dal padre. Geronzio, raggiunta ben presto Arelate (l'odierna Arles), l'assediò. Della situazione approfittò Onorio, inviando sul posto il generale Flavio Costanzo.

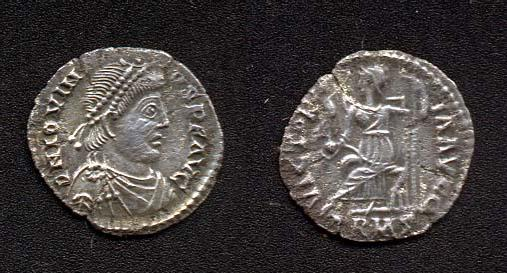
Moneta dell'usurpatore Giovino, sconfitto nel 413.

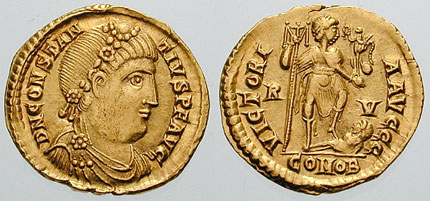
Moneta di Costanzo III, co-imperatore di Onorio nel 421.

Quando l'armata di Costanzo raggiunse Arelate, Geronzio levò precipitosamente l'assedio ritirandosi in Hispania con pochi soldati, mentre la maggior parte delle sue truppe disertava in massa unendosi all'esercito di Costanzo. Geronzio fu poi costretto al suicidio dai suoi stessi soldati, che, intenzionati a ucciderlo, assaltarono la sua casa di notte, costringendolo al suicidio, mentre Massimo abdicava rifugiandosi tra i barbari. Nel frattempo l'assedio di Arelate ad opera di Costanzo proseguiva: Costantino III oppose strenua resistenza, confidando nell'arrivo del suo generale Edobico con i suoi ausiliari franchi e alemanni reclutati da oltre Reno. Le truppe di Edobico furono però sconfitte al loro arrivo dall'esercito di Costanzo, coadiuvato nell'operazione da Ulfila; Costantino III, abbandonata ogni speranza, si levò la porpora e gli altri ornamenti imperiali, riparandosi in chiesa, dove si fece ordinare sacerdote: le guardie a difesa delle mura, avendo ricevuto garanzie che sarebbero stati risparmiati, aprirono le porte a Costanzo, che effettivamente mantenne la promessa data. Costantino III e suo figlio Giuliano furono inviati in Italia, ma Onorio, ancora pieno di risentimento nei loro confronti per l'esecuzione dei suoi cugini ispanici Vereniano e Didimo, li fece decapitare a trenta miglia da Ravenna, violando la promessa che li avrebbe risparmiati.
Gli usurpatori Massimo e Costantino furono però presto sostituiti da due nuovi ribelli. Nel 412 il comes Africae Eracliano si proclamò imperatore, tagliando le forniture di grano all'Italia, mentre a nord i Burgundi e gli Alani lungo la frontiera renana, condotti rispettivamente da Gundicaro e Goar, sobillarono le legioni di stanza nella regione a proclamare imperatore a Magonza il generale Giovino, a cui tentarono di unirsi i Visigoti di Ataulfo. Ben presto, però, Ataulfo ebbe disaccordi con Giovino, dovuti non solo all'intervento del prefetto del pretorio delle Gallie Dardano, il quale, fedele a Onorio, cercò di convincere Ataulfo a deporre l'usurpatore, ma anche al fatto che all'esercito di Giovino si era unito anche il suo rivale Saro, il quale aveva deciso di disertare al nemico perché Onorio non aveva punito con vigore l'assassinio di Belleride suo domestico; deciso a risolvere il conto in sospeso con Saro, Ataulfo lo attaccò e lo uccise in una battaglia impari (Saro aveva solo una ventina di guerrieri con sé contro circa 10 000 guerrieri dalla parte di Ataulfo). I disaccordi si tramutarono in ostilità aperta quando Giovino innalzò al rango di Augusto suo fratello Sebastiano nonostante il mancato assenso del re visigoto, il quale inviò un messaggio ad Onorio promettendogli di inviargli le teste degli usurpatori in cambio della pace. In seguito all'assenso di Onorio, Ataulfo si scontrò con Sebastiano, vincendolo e inviando la sua testa a Ravenna; la prossima mossa del re goto fu di assediare Valence, dove si era rifugiato Giovino; ottenuta la resa della città e dell'usurpatore, Ataulfo inviò Giovino al prefetto del pretorio delle Gallie Dardano, che, dopo averlo fatto decapitare a Narbona, inviò la sua testa a Ravenna; essa venne poi esposta, insieme a quelle degli altri usurpatori, a Cartagine.
Le province Narbonensi vennero a questo punto invase dai Visigoti di re Ataulfo (412). Onorio chiese a questo punto in cambio della pace la restituzione di Galla Placidia, ostaggio dei Visigoti fin dal 410. Ataulfo, tuttavia, non era disposto a restituire a Onorio sua sorella, se in cambio non veniva rispettata la condizione di fornire ai Visigoti una grossa quantità di grano, una cosa che i Romani avevano promesso ai Visigoti ma che non era stata finora mantenuta. Quando i Romani si rifiutarono di fornire ai Visigoti il grano promesso se prima non avveniva la restituzione di Galla Placidia, Ataulfo riprese la guerra contro Roma (413), tentando di impadronirsi di Marsiglia ma fallendo nella sortita grazie al valore del generale Bonifacio, il quale difese strenuamente la città, riuscendo anche nell'impresa di ferire, durante la battaglia, Ataulfo.
Nel gennaio dell'anno successivo il re dei Visigoti sposò la sorella di Onorio, Galla Placidia, tenuta in ostaggio prima da Alarico e poi da Ataulfo stesso fin dai giorni del sacco di Roma. L'ex-usurpatore Prisco Attalo, che aveva seguito il suo popolo d'adozione fin nelle Gallie, festeggiò l'evento decantando il panegirico in onore degli sposi. Poco tempo dopo, ai due sposi nacque un figlio, di nome Teodosio. Secondo Heather, il matrimonio di Galla Placidia con Ataulfo aveva fini politici: sposando la sorella dell'Imperatore di Roma, Ataulfo sperava di ottenere per sé e per i Visigoti un ruolo di preponderante importanza all'interno dell'Impero, nutrendo forse anche la speranza che una volta deceduto Onorio suo figlio Teodosio, nipote di Onorio, per metà romano e per metà visigoto, sarebbe diventato imperatore d'Occidente in quanto Onorio non aveva avuto figli. Tuttavia, ogni tentativo di negoziazione tra i Visigoti e Roma ad opera di Ataulfo e Placidia fallì a causa dell'opposizione alla pace di Flavio Costanzo, e la morte prematura del figlioletto Teodosio dopo nemmeno un anno di età mandò a monte tutti i piani di Ataulfo.
A quel punto - era sempre il 414 - Ataulfo proclamò nuovamente imperatore Prisco Attalo, nel tentativo di raccogliere attorno a lui l'opposizione a Onorio. Numerosi proprietari terrieri romano-gallici della Narbonense, lasciati indifesi dal governo centrale di Ravenna e non potendo correre il rischio di perdere la loro principale fonte di ricchezza, costituita dalle terre, allentarono i loro legami con l'Impero e acconsentirono a collaborare con i Visigoti, ricevendone in cambio protezione, privilegi e la garanzia di poter conservare le proprie terre. Una testimonianza di questo processo è costituita dallo scrittore e proprietario terriero gallico Paolino di Pella, che per la sua collaborazione con il regime visigoto fu ricompensato da Attalo con la nomina a comes rerum privatarum e con l'esonero dal dover ospitare i Visigoti nelle proprie proprietà terriere. Il suddetto scrittore attesta che altri proprietari terrieri, che furono invece costretti a dover ospitare i Goti, ricevettero da essi in cambio protezione contro eventuali minacce militari. Secondo Paolino di Pella, la cosiddetta pace gotica, ovvero l'accordo di compromesso che i proprietari terrieri gallici avevano raggiunto con gli invasori Visigoti, «resta a tutt'oggi una pace da non deplorare, dal momento che vediamo molti, nel nostro stato, prosperare con il favore dei Goti, mentre prima avevamo dovuto sopportare ogni sventura».
L'avanzata delle legioni di Flavio Costanzo costrinse però i Visigoti a ripiegare in Spagna, lasciando Attalo nelle mani di Onorio, che lo fece giustiziare nel 415. In quello stesso anno Ataulfo si spense nei pressi di Barcellona, e il suo successore, Vallia, si riappacificò con l'Impero, accettando di restituire Galla Placidia a Onorio e combattere come federato i Barbari nella Spagna in cambio di un'immensa quantità di grano e dello stanziamento del proprio popolo in Aquitania. Galla Placidia fece così trionfalmente ritorno in Italia, andando in sposa, nel 417, proprio a Flavio Costanzo, che nel frattempo assumeva una posizione sempre più preminente a corte.
Nel 418 i Visigoti furono stanziati come foederati in Gallia Aquitania (fatta eccezione per l'Alvernia). Nello stesso anno, inoltre, per ristabilire un'intesa e una comunanza di interessi con i proprietari terrieri gallici, alcuni dei quali, vista la latitanza del potere centrale romano, avevano mostrato tendenze filo-barbariche o filo-gotiche, il regime di Costanzo ricostituì il consiglio delle sette province della Gallia meridionale. Il consiglio delle sette province si teneva ogni anno con lo scopo di discutere questioni di interesse generale per i proprietari terrieri della Gallia. Probabilmente la seduta del 418 riguardò lo stanziamento dei Goti nella valle della Garonna in Aquitania (province di Aquitania II e Novempopulana, che comunque per un certo periodo continuarono ad essere governate da governatori romani).
     Impero d'Occidente (Onorio).
     Aree in rivolta.
     Franchi, Alamanni, Burgundi.
     Vandali e Alani.
     Suebi.
     Visigoti.

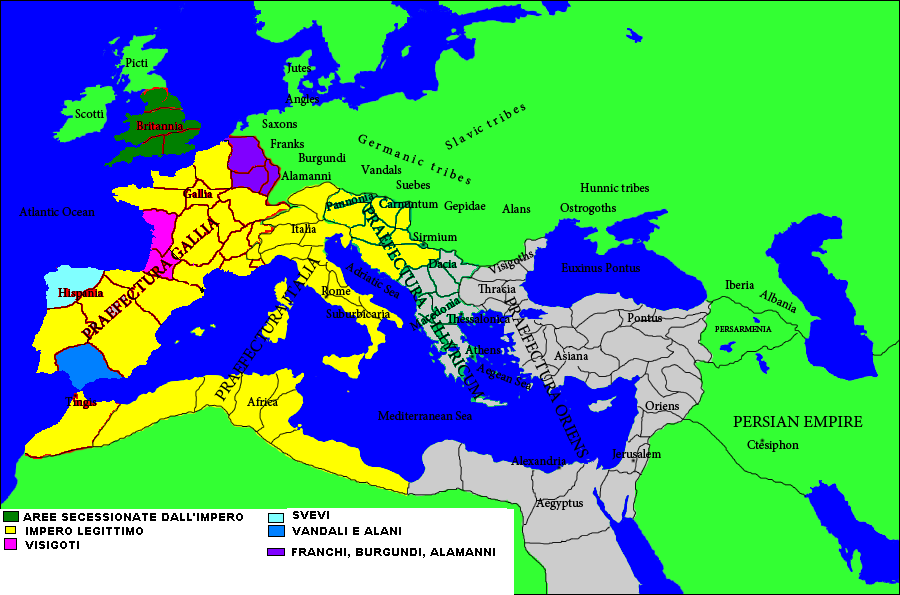
L'Impero romano d'Occidente nel 421.
Impero d'Occidente (Onorio).
Aree in rivolta.
Franchi, Alamanni, Burgundi.
Vandali e Alani.
Suebi.
Visigoti.
Grazie all'operato di Flavio Costanzo, rispetto al 410, l'Impero aveva recuperato la Gallia, sconfiggendo usurpatori e ribelli, e una parte della Spagna, annientando, grazie ai Visigoti, gli Alani.

In quegli anni Costanzo tentò di assumere sempre più il controllo su Onorio, finché l'8 febbraio 421 venne proclamato co-imperatore come Costanzo III. Il suo regno fu però molto breve e Costanzo morì improvvisamente e misteriosamente in quello stesso anno, dopo appena sette mesi dalla sua acclamazione. Alla sua morte iniziò un periodo di intrighi politici a Ravenna, che minarono la capacità dello stato di fronteggiare le minacce esterne e che terminarono solo nel 433-435. I Visigoti, volendo approfittarne, invasero le province Narbonensi nella seconda metà degli anni 420, assediando Arelate ma fallendo per intervento delle truppe romane condotte da Flavio Ezio (425/428). Nel 436 assediarono Narbona, tentando di ottenere per motivi strategici uno sbocco sul Mediterraneo, ma furono costretti a levare l'assedio per il sopraggiungere del generale Litorio con ausiliari unni, che portarono ciascuno un sacco di grano alla popolazione cittadina affamata. La campagna contro i Visigoti proseguì con un certo successo: nel 438 Ezio inflisse una pesante sconfitta ai Visigoti nella battaglia di Mons Colubrarius, celebrata dal poeta Merobaude.
La scelta di Ezio di impiegare un popolo pagano come gli Unni contro i cristiani (seppur ariani) Visigoti trovò però l'opposizione di taluni, come il vescovo di Marsiglia Salviano, autore del De gubernatione dei ("Il governo di Dio"), secondo il quale i Romani, adoperando i pagani Unni contro i cristiani Visigoti, non avrebbero fatto altro che perdere la protezione di Dio. Gli autori cristiani furono soprattutto scandalizzati dal fatto che Litorio permettesse agli Unni non solo di compiere sacrifici alle loro divinità pagane e di predire il futuro attraverso la scapulimanzia, ma anche di saccheggiare in talune circostanze lo stesso territorio imperiale. Nel 439 Litorio arrivò alle porte di Tolosa, capitale del Regno visigoto dove si scontrò con i Visigoti nel tentativo di annientarli definitivamente: nel corso della battaglia, però, fu catturato dal nemico, e ciò generò il panico tra i mercenari Unni, che vennero sconfitti e messi in rotta. Litorio fu giustiziato. La sconfitta e morte di Litorio spinse Ezio a firmare una pace con i Visigoti riconfermante il trattato del 418, dopodiché tornò in Italia, per l'emergenza dei Vandali, che proprio in quell'anno avevano conquistato Cartagine.

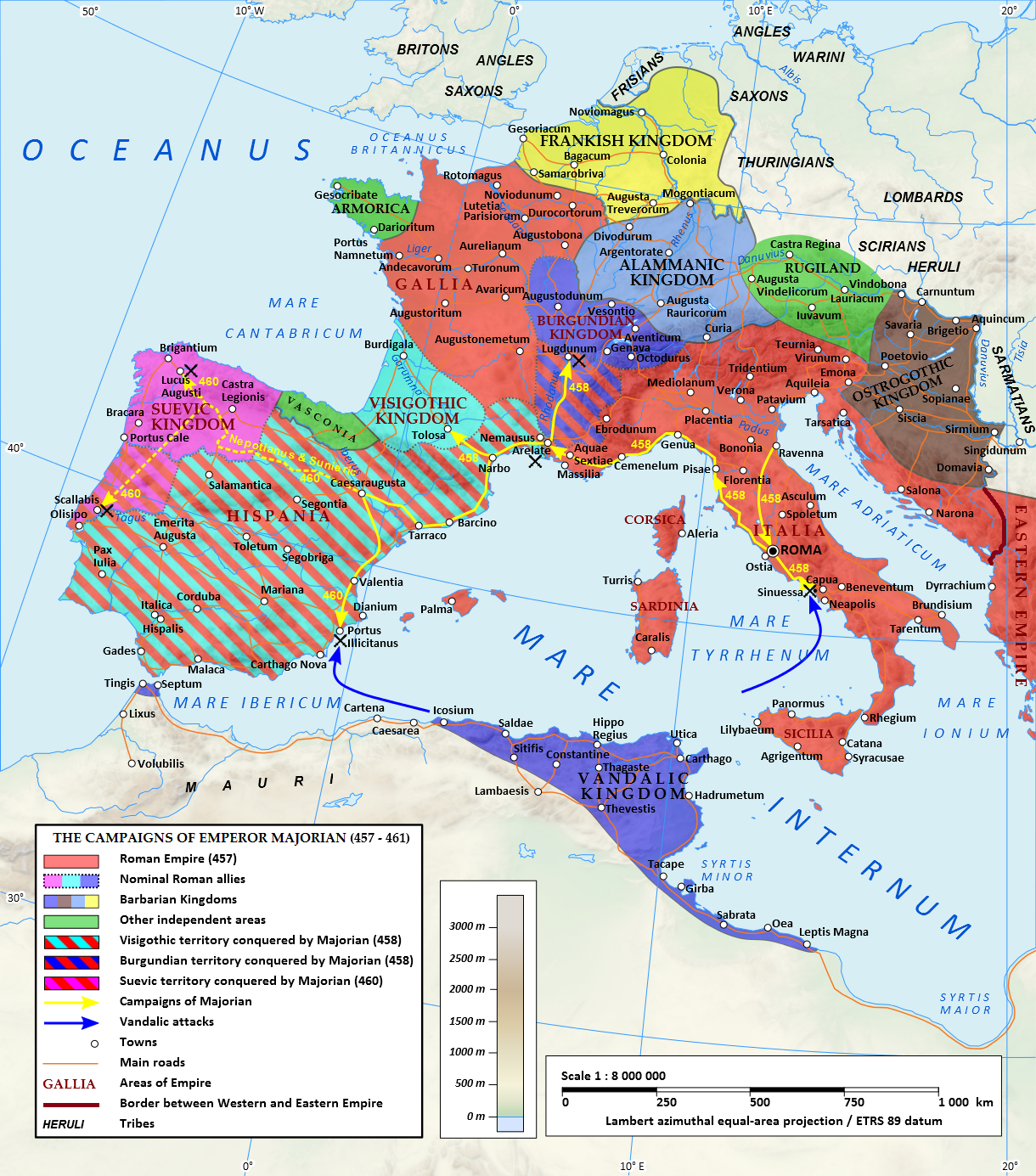
L'Impero romano d'Occidente sotto Maggioriano. Si noti come l'Illirico fosse solo nominalmente sotto il dominio dell'imperatore, mentre il potere effettivo era tenuto dal comes Marcellino; anche la Gallia e parte dell'Hispania erano di fatto, all'inizio del regno di Maggioriano, fuori dal controllo dell'imperatore, in quanto occupate dai Visigoti e dai Burgundi.

Nel 455 salì al trono Avito, un gallo-romano di classe senatoria nominato magister militum da Petronio, acclamato imperatore ad Arelate con il sostegno militare dei Visigoti e che, entrato a Roma, riuscì ad ottenere il riconoscimento da parte dell'esercito romano d'Italia grazie all'imponente esercito visigoto. Avito era intenzionato a intraprendere un'azione contro gli Svevi, i quali minacciavano la Tarraconense: inviò dunque in Spagna i Visigoti, i quali, però, se riuscirono ad annientare gli Svevi, saccheggiarono il territorio ispanico e se ne impadronirono a scapito dei Romani. Inviso alla classe dirigente romana e all'esercito d'Italia per la sua gallica estraneità, contro Avito si rivoltarono i generali dell'esercito italico Ricimero, nipote del re visigoto Vallia, e Maggioriano, che, approfittando dell'assenza dei Visigoti, partiti per la Spagna per combattere gli Svevi, lo sconfissero presso Piacenza nel 456 e lo deposero. Il vuoto di potere creatosi alimentò le tensioni separatiste nei vari regni barbarici che si stavano formando.
Venne nominato imperatore, quindi, Maggioriano che, appoggiato dal Senato, si impegnò per quattro anni in un'attenta e decisa azione di riforma politica, amministrativa e giuridica, cercando di eliminare gli abusi e impedire la distruzione degli antichi monumenti per impiegarne i materiali per l'edificazione di nuovi edifici. Uno dei primi compiti che il nuovo imperatore si trovò ad affrontare fu quello di consolidare il dominio sull'Italia e riprendere il controllo della Gallia, che gli si era ribellata dopo la morte dell'imperatore gallo-romano Avito; i tentativi di riconquista della Hispania e dell'Africa erano progetti in là nel futuro. Dopo aver assicurato la sicurezza dell'Italia sconfiggendo i Vandali, assoldò un forte contingente di mercenari barbari e lo portò in Gallia, scacciando i Visigoti di Teodorico II da Arelate, costringendoli a ritornare nella condizione di foederati e di riconsegnare la diocesi di Spagna, che Teodorico aveva conquistato tre anni prima a nome di Avito; l'imperatore mise il proprio ex-commilitone Egidio a capo della provincia, nominandolo magister militum per Gallias e inviò dei messi in Hispania ad annunciare la propria vittoria sui Visigoti e l'accordo raggiunto con Teodorico. Con l'aiuto dei suoi nuovi foederati, Maggioriano penetrò poi nella valle del Rodano, conquistandola sia con la forza che con la diplomazia: sconfisse infatti i Burgundi e riprese Lione dopo un assedio, condannando la città a pagare una forte indennità di guerra, mentre i Bagaudi furono convinti a schierarsi con l'impero. L'intenzione di Maggioriano era però quella di riconciliarsi con la Gallia, malgrado la nobiltà gallo-romana avesse preso le parti di Avito: significativo è il fatto che il genero dell'imperatore gallico, il poeta Sidonio Apollinare, ottenesse di poter declamare un panegirico all'imperatore (inizio di gennaio 459); sicuramente molto più efficace fu la concessione della esenzione dalle tasse alla città di Lione.
Maggioriano decise quindi di attaccare l'Africa vandalica, ma la spedizione fallì quando la sua flotta, attraccata a Portus Illicitanus (vicino ad Elche), fu distrutta per mano di traditori al soldo dei Vandali. Maggioriano, privato di quella flotta che gli era necessaria per l'invasione, annullò l'attacco ai Vandali e si mise sulla via del ritorno: quando ricevette gli ambasciatori di Genserico, accettò di stipulare la pace, che probabilmente prevedeva il riconoscimento romano dell'occupazione de facto della Mauretania da parte vandala. Al suo ritorno in Italia, venne assassinato per ordine di Ricimero nell'agosto 461. La morte di Maggioriano significò la definitiva perdita a favore dei Vandali dell'Africa, Sicilia, Sardegna, Corsica e Baleari.

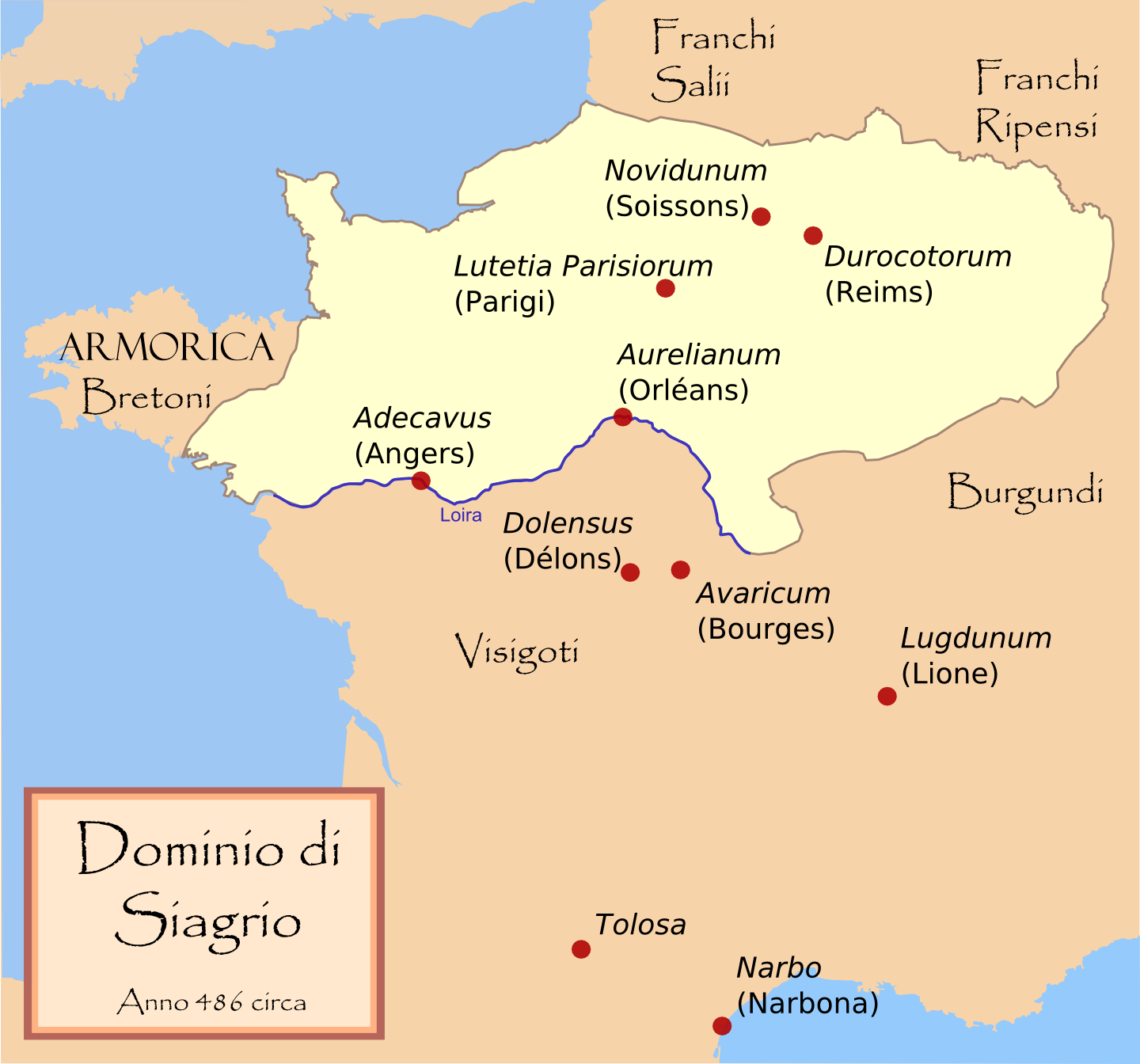
Area controllata da Siagrio, figlio e successore di Egidio.

Con la morte di Maggioriano scomparve l'ultimo vero imperatore dell'Occidente. Ricimero, imparentato con le case reali burgunda e visigota, divenne il vero arbitro di questa parte dell'Impero, e per sei anni nominò e depose augusti sulla base delle più impellenti necessità politiche del momento e del proprio tornaconto personale. Nel 461, Ricimero elesse come Imperatore fantoccio Libio Severo. Il magister militum per Gallias Egidio e il comes di Dalmazia Marcellino, però, essendo fedeli a Maggioriano, si rifiutarono di riconoscere il nuovo imperatore, un fantoccio di Ricimero; quest'ultimo reagì nominando un nuovo magister militum per Gallias, il suo sostenitore Agrippino. Agrippino si rivolse ai Visigoti e col loro aiuto combatté contro Egidio e i suoi alleati Franchi, condotti dal re Childerico I: per ottenerne il sostegno, nel 462 Agrippino diede ai Visigoti l'accesso al Mar Mediterraneo, assegnando loro la città di Narbona. Egidio si trovò a governare uno stato romano autonomo nella regione attorno a Soissons: la sua indipendenza era accentuata dal fatto che non riconosceva altra autorità che quella, lontana, dell'Impero romano d'Oriente. Dopo Agrippino, Ricimero nominò magister militum per Gallias il re burgundo Gundioco, marito di sua sorella (463). Mettendo Burgundi e Visigoti contro Egidio, Ricimero e Severo speravano di ottenere il controllo sull'ancora potente esercito della Gallia, ma Egidio sconfisse i Visigoti ad Orléans, nel 463. Nel 465, però, Egidio morì, forse avvelenato: a succedergli fu prima il comes Paolo e poi il proprio figlio Siagrio. Il Dominio di Soissons, l'ultimo baluardo romano nella Gallia settentrionale, cadde solo nel 486, allorché fu conquistato dai Franchi.
Nel 466 ascese al trono visigoto Eurico, il quale, desideroso di formare un regno completamente indipendente da Roma, a partire dal 469 invase i territori imperiali nella Gallia, su incitazione del prefetto del pretorio delle Gallie Arvando, il quale gli scrisse, tradendo l'Impero, incitandolo ad invadere i territori dell'Imperatore "greco" (Antemio, imposto da Bisanzio) e a spartirsi la Gallia meridionale con i Burgundi. Tra il 469 al 476 espanse i domini dei Visigoti in Gallia fino alla Loira, mentre nel 471 riportò una netta vittoria sull'esercito imperiale nei pressi del Rodano. In questo scontro perse la vita anche uno dei figli di Antemio, Antemiolo. Negli anni successivi i Visigoti conquistarono anche l'Alvernia, oltre ad espugnare Arles e Marsiglia (entrambe nel 476). Il nuovo re ottenne significativi successi anche in Hispania, dove occupò Terragona e la costa mediterranea della penisola iberica (473), che già nel 476 apparteneva interamente ai Visigoti, se si esclude una piccola enclave sveva. Nel 476, anno della caduta dell'Impero, la Narbonense era caduta completamente in mani visigote, i quali, nel 475, avevano ottenuto il riconoscimento della loro completa indipendenza dell'Impero da Giulio Nepote.

## Geografia politica ed economica

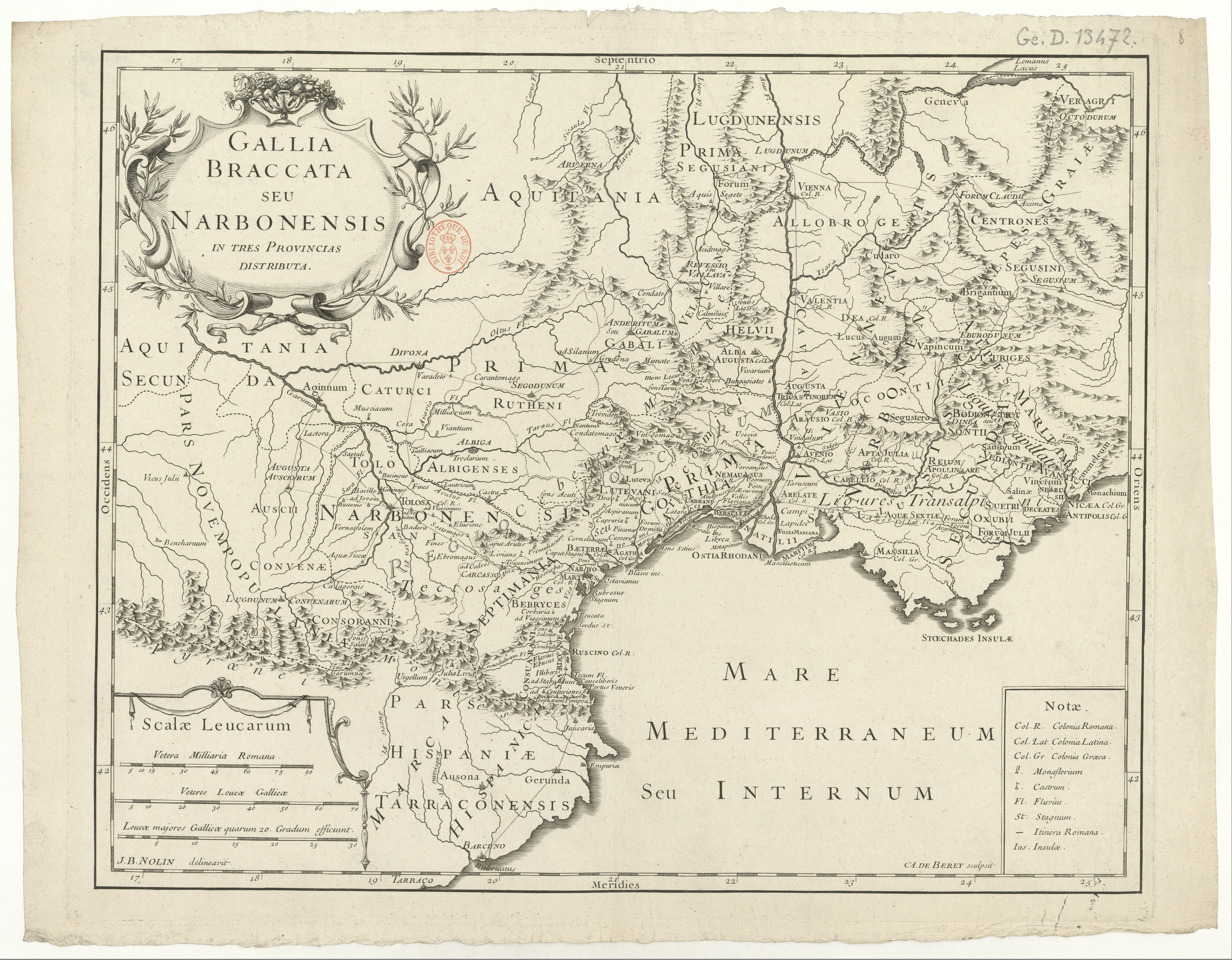
Mappa della Gallia narbonense nel 20 a.C. al tempo di Augusto, con i maggiori centri e vie di comunicazione.

La Gallia Narbonensis ricoprì, fin dalla sua costituzione, un ruolo di primo piano nella struttura economica e militare della Repubblica, sia a protezione delle comunicazioni via terra con le province iberiche, conquistate dopo la seconda guerra punica, sia come presidio contro le incursioni dei Galli.
Vi fu realizzata, ancora nel secondo secolo a.C., la via Domizia, una grande strada costiera tra l'Italia e l'Hispania. Nel 118 a.C. fu la volta della Via Aquitania, che congiungeva dopo 400 km, la colonia romana di Narbo Martius (Narbona) con l'Oceano Atlantico passando per Tolosa e Burdigala (Bordeaux).
Nel territorio della provincia, inoltre, scorreva il tratto terminale del fiume Rodano, importante via di commercio fluviale da tutto l'interno della Gallia fino al Mar Mediterraneo, con il porto di Massilia, l'attuale città di Marsiglia. Al termine della conquista della Gallia le merci trasportate erano, principalmente, vetro e ceramica da Ledosus (Lezoux), Vienna (Vienne) e Lugdunum (Lione) a cui si aggiungono, nel periodo imperiale, metalli quali argento, piombo, bronzi dal nord della Gallia e dalla Renania. Le produzioni della provincia stessa vennero anch'esse esportate verso Roma (soprattutto cuoio e frumento).

### Maggiori centri provinciali
I maggiori centri della provincia erano:
- Agathe (Agde),
- Aginum (Agen), città gallo-romana che si estendeva per 80 ettari e di cui rimangono i resti di un teatro, un anfiteatro (databile al 215, cosa insolita per una cittadina di medie dimensioni) che poteva ospitare 10 000-15 000 persone. La sua prosperità era legata ad attività di transito come emporio commerciale.
- Aquae Sextiae (Aix-en-Provence), fondata nel 123 a.C. dal console romano Gaio Sextio Calvino, da cui prende il nome, dopo la presa dell'oppidum di Entremont (capitale dei Salluvi). Nel 102 a.C. nelle sue vicinanze si svolse la battaglia di Aquae Sextiae, in cui i Romani, sotto la guida di Gaio Mario, sconfissero i Teutoni che, con i Cimbri, erano in procinto di scavalcare le Alpi per giungere in Italia. Nel IV secolo fu capitale della provincia romana di Narbonense Seconda (Narbonensis Secunda). Fu occupata dai Visigoti nel 477.

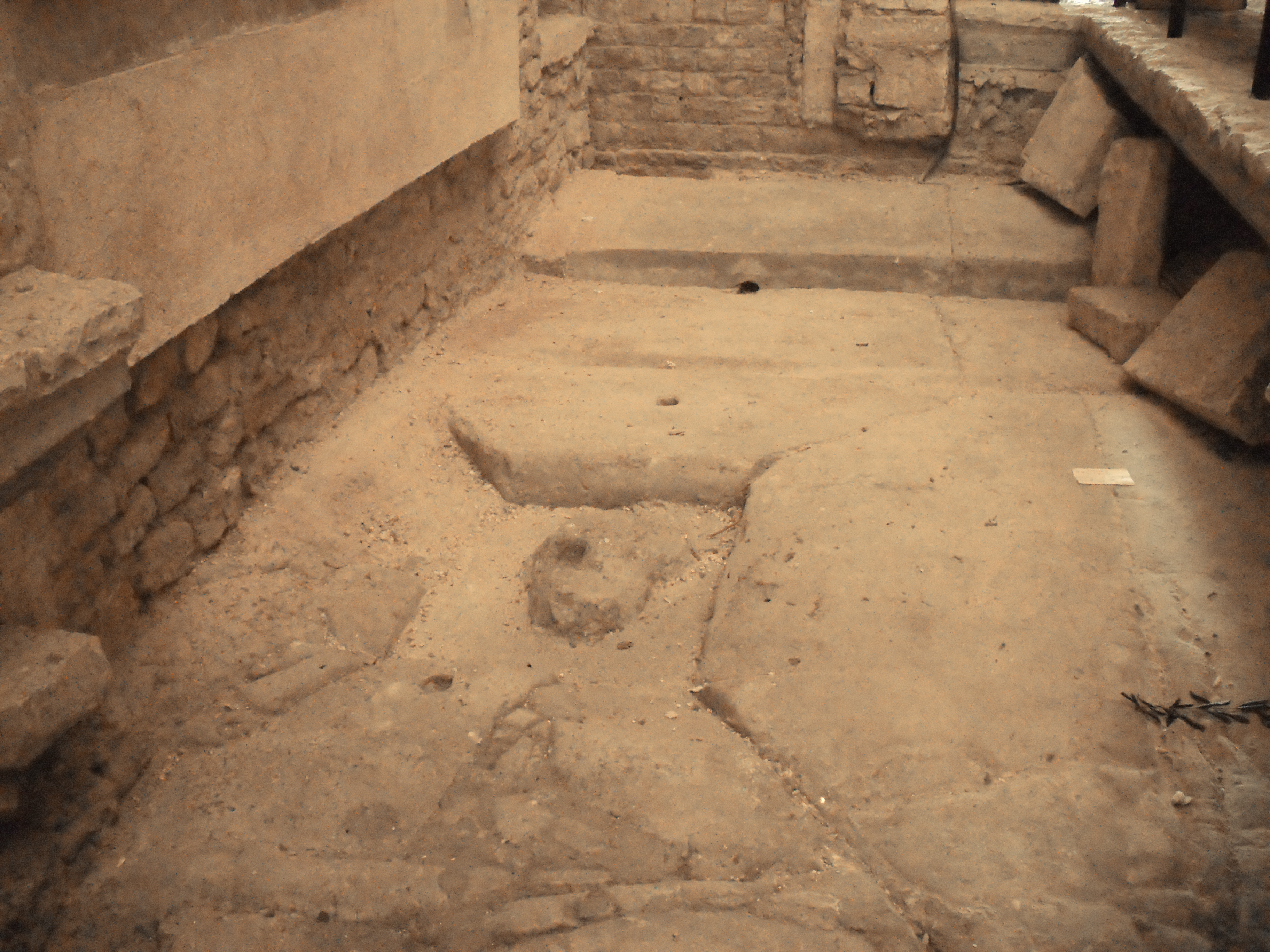
Il cardo maximus rinvenuto sotto la cattedrale di Aix-en-Provence.
Mappa di Aquae Sextiae.
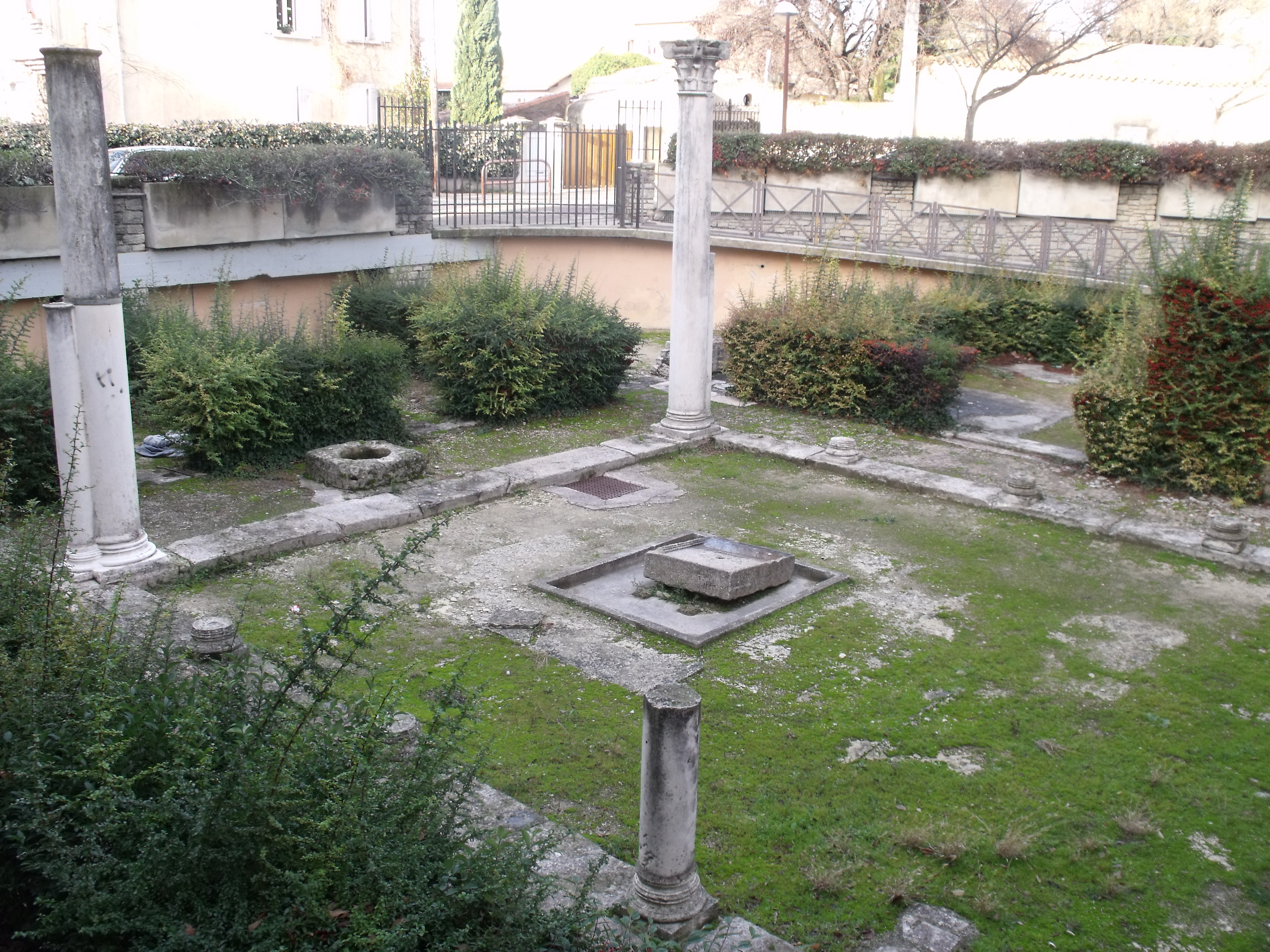
Villa romana "Grassi".
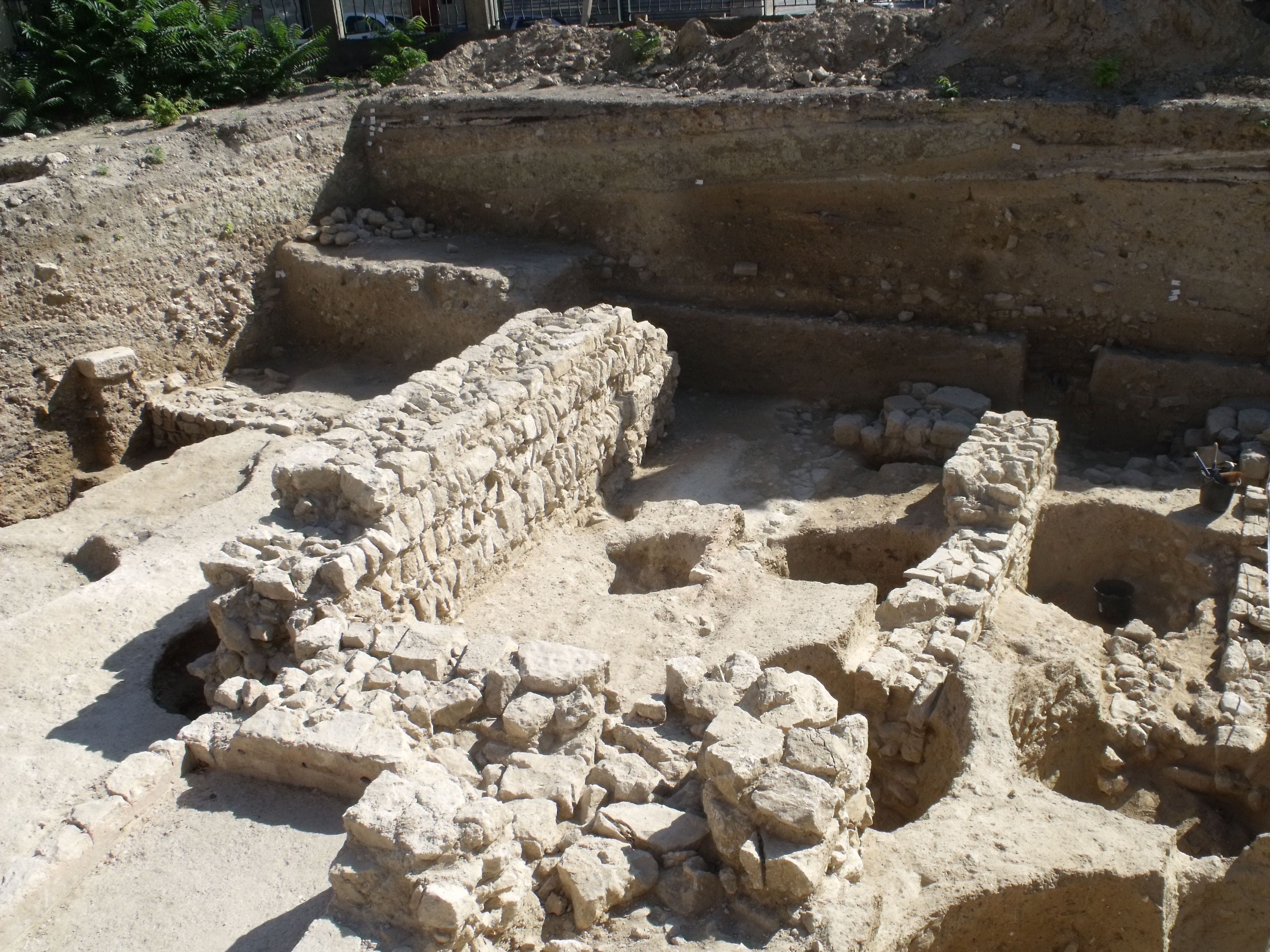
Città romana nei pressi di Aix-en-Provence (città delle torri)
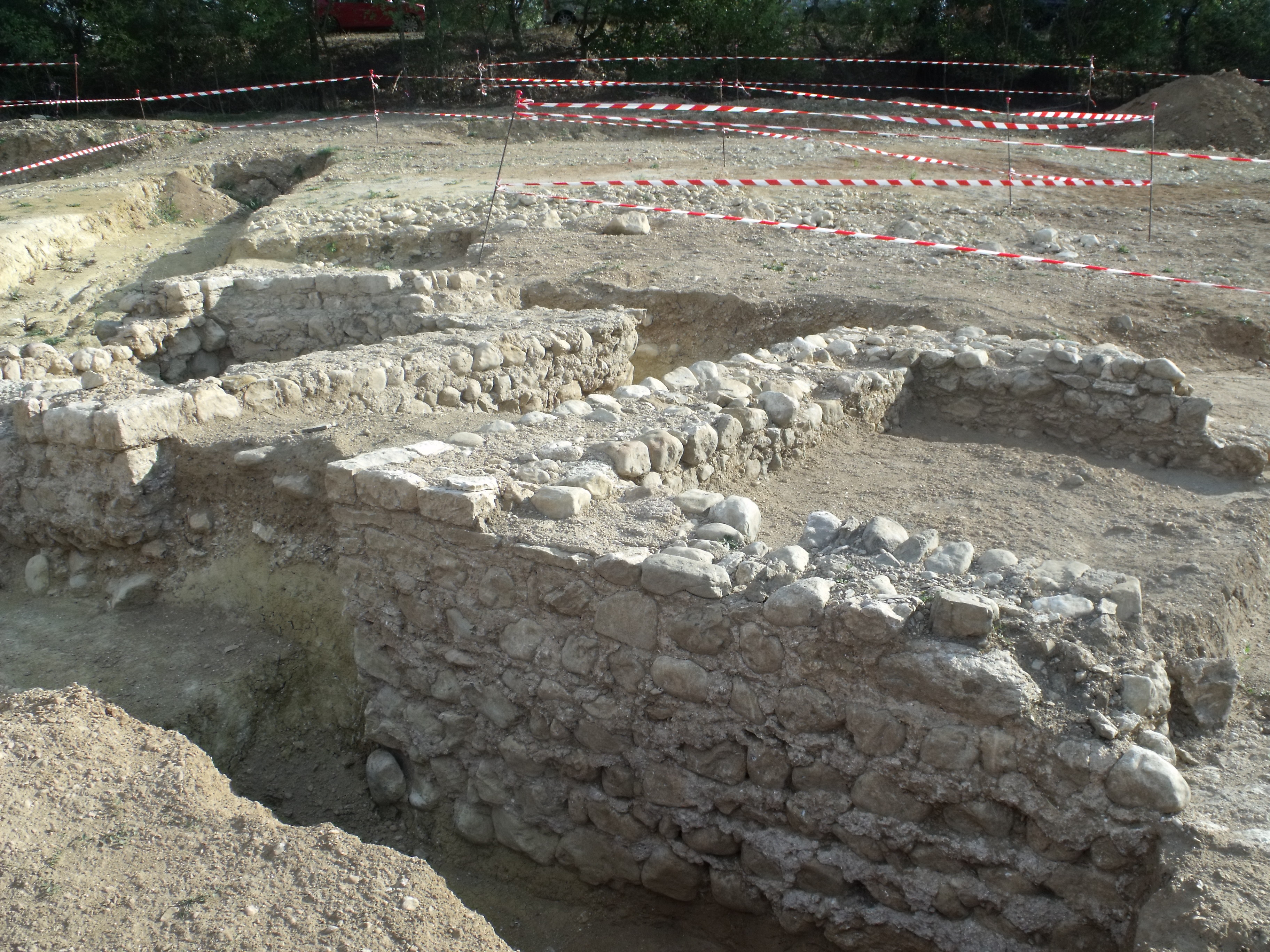
Santuario di Grassie.

- Arausio (Orange; colonia della seconda legione augustea), in seguito alla sconfitta romana subita durante l'invasione germanica di Cimbri e Teutoni, provenienti da nord, un accampamento militare romano fu creato sulla stessa collina di Sant'Eutropia, per controllare la via costituita dalla valle del Rodano. La colonia romana, con il nome di Colonia Iulia Firma Secundanorum Aurasio, fu fondata da Ottaviano nel 36-35 a.C., avendo ottenuto il territorio da assegnare ai coloni dalla tribù dei Tricastini. La colonia ebbe un'ulteriore deduzione di coloni all'epoca di Vespasiano. Vi passava la strada costruita da Agrippa tra Arles e Lione; un'altra strada romana conduceva a Vaison. La cinta muraria racchiudeva la città ormai sviluppatasi su 70 ettari circa. All'epoca delle grandi invasioni fu saccheggiata prima dagli Alamanni e poi dai Visigoti (nel 412).

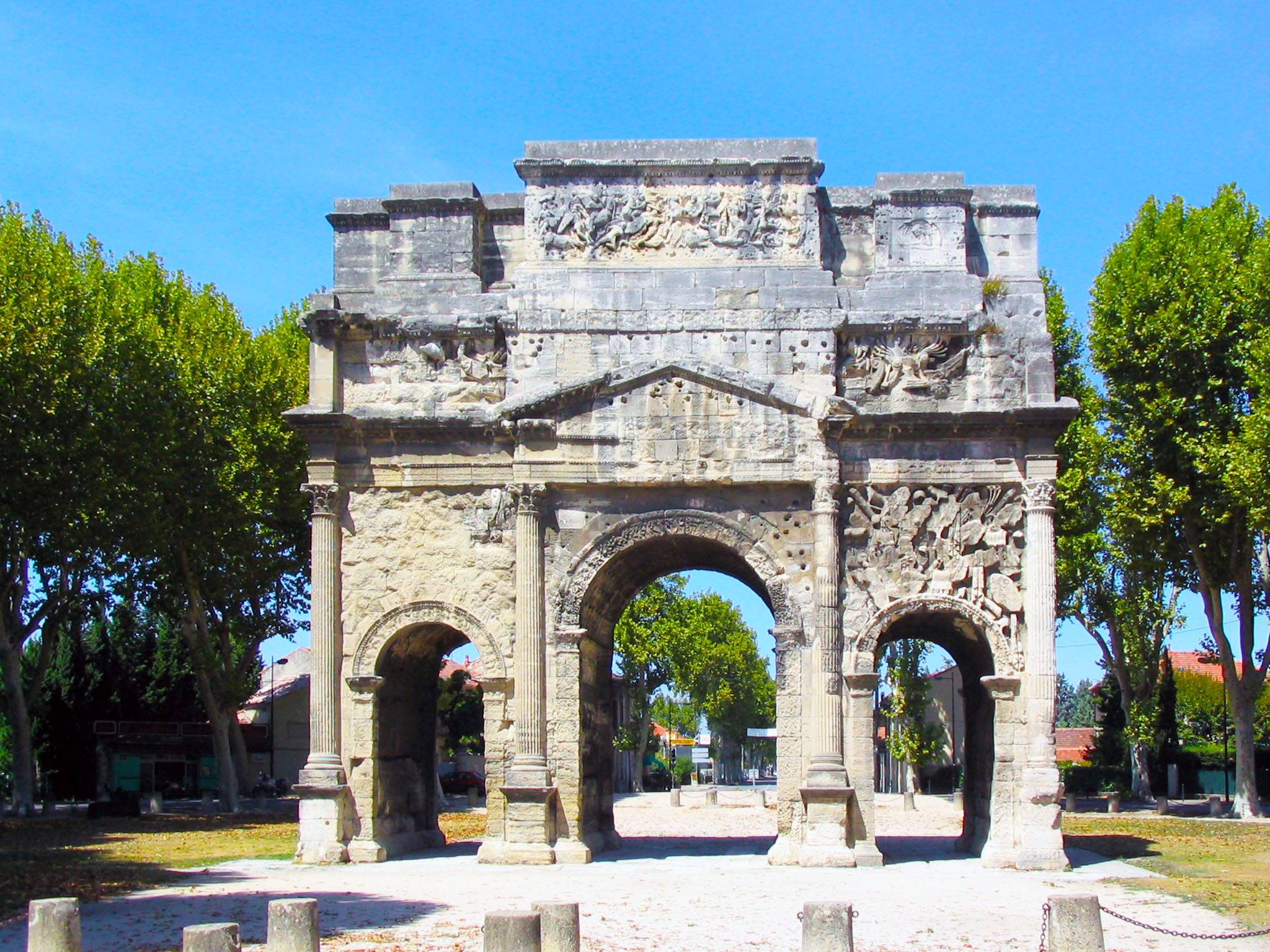
Arco di Arausio.
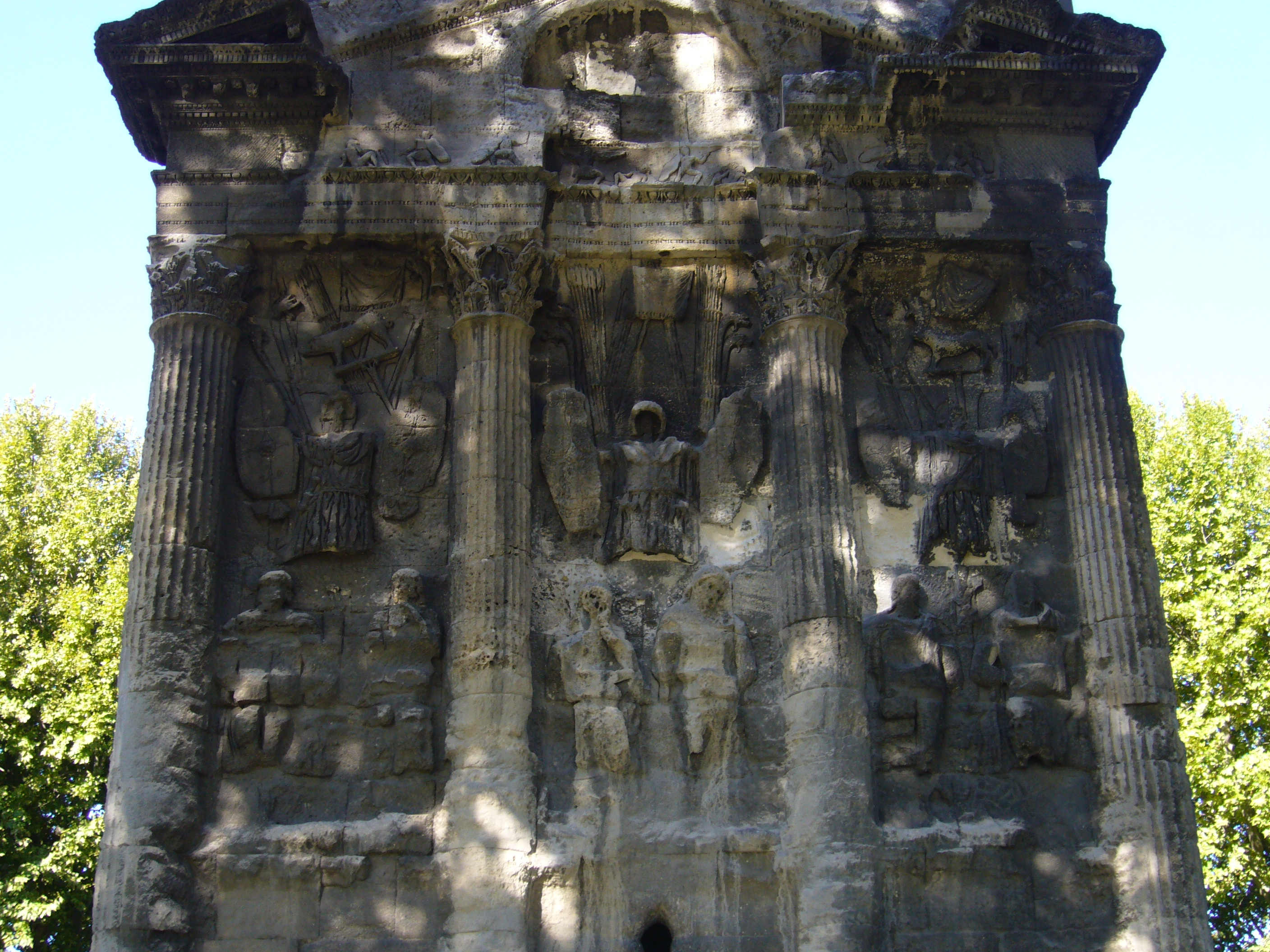
Particolare dell'arco (lato est)
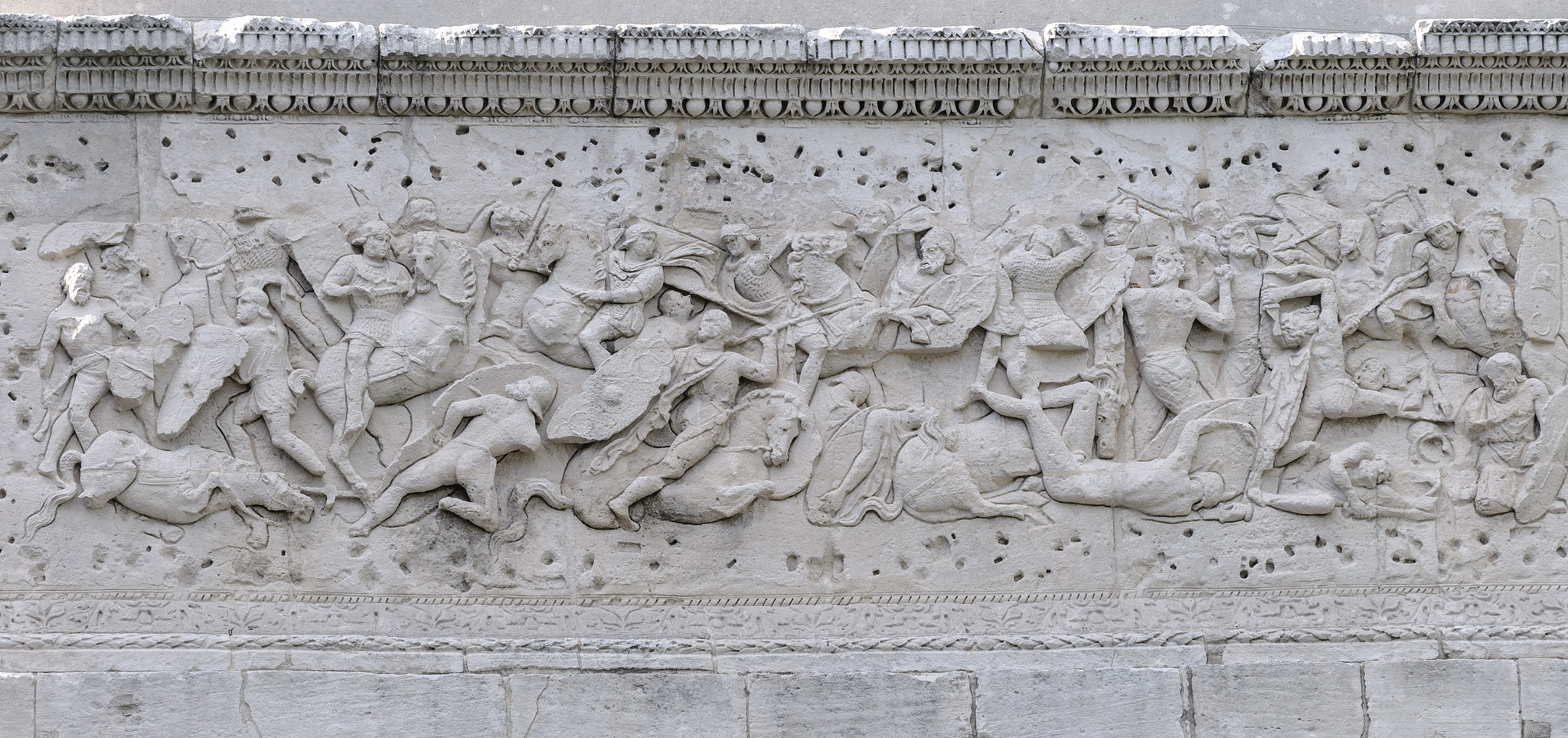
Rilievo dell'Arco di Arausio.
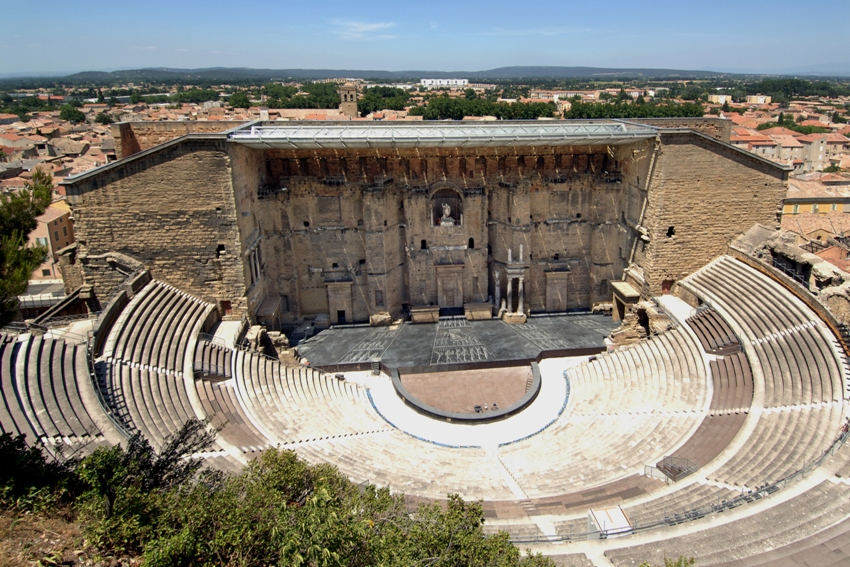
Teatro romano di Arausio.
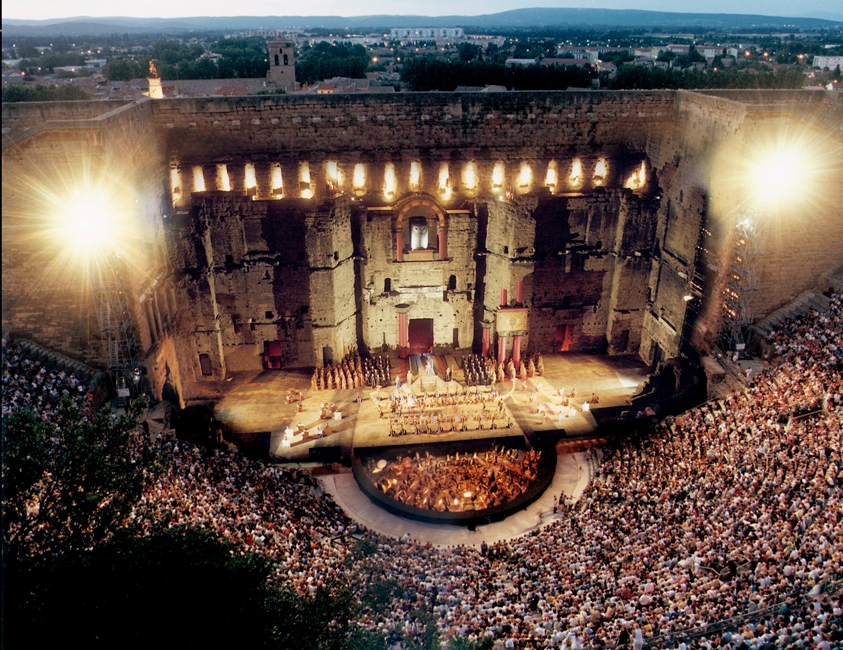
L'antico teatro oggi utilizzato per rappresentazioni moderne.
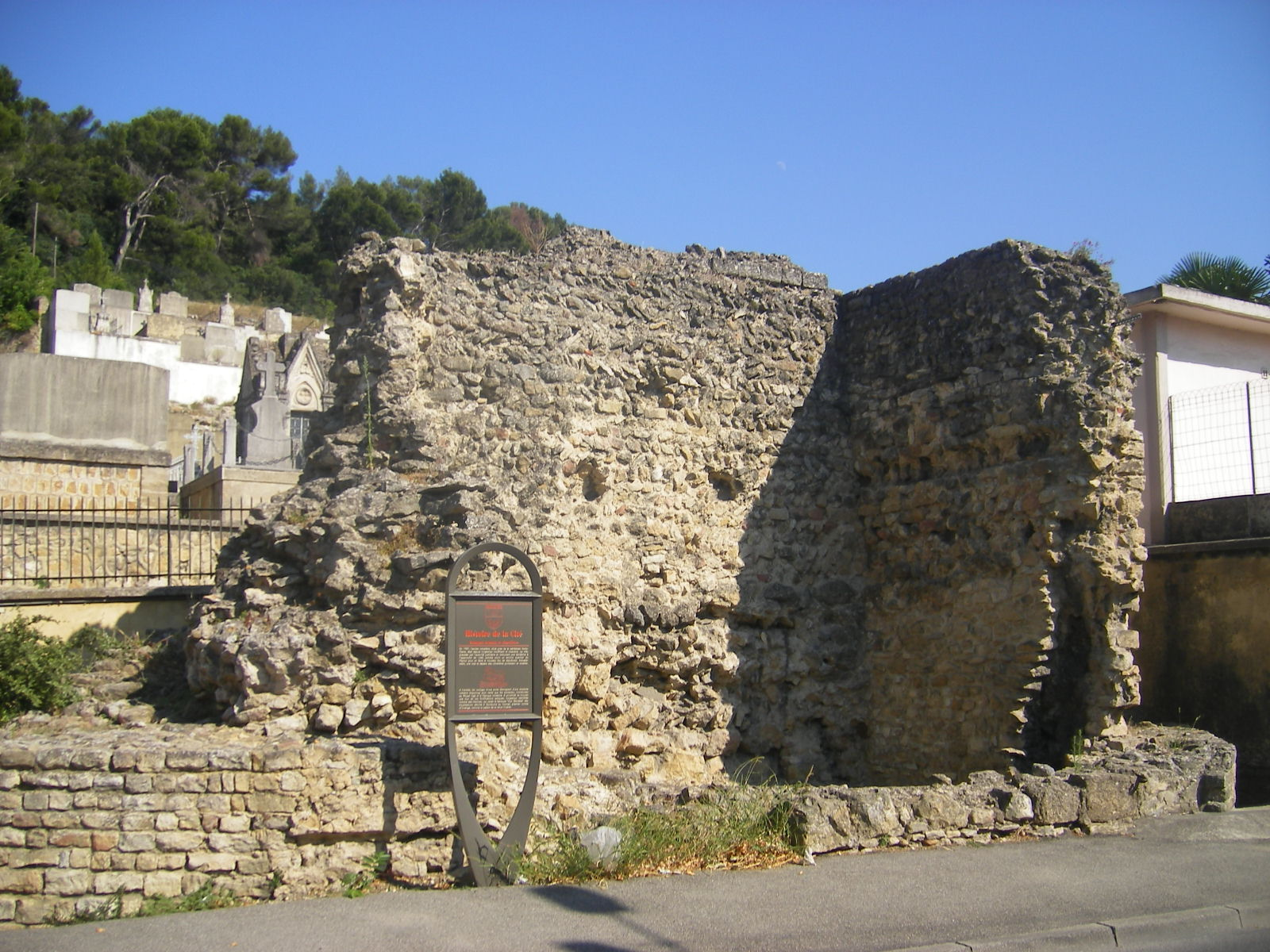
Rovine di Arausio.

- Arelate (Arles), nei cui pressi Mario fece scavare il canale detto "Fossae mariana", che facilitava la navigazione. Durante la guerra civile tra Giulio Cesare e Pompeo si schierò dalla parte di Cesare e dopo la vittoria di quest'ultimo ottenne buona parte del territorio della "pompeiana" Massilia. Nel 46 a.C. divenne colonia romana[65] accogliendo i veterani della Legio VI Ferrata e il suo porto fluviale si sviluppò, insieme allo sfruttamento del suo fertile territorio. Nel IV secolo fu una delle residenze preferite dell'imperatore Costantino I, e capoluogo della prefettura del pretorio delle Gallie; vi si tenne anche il concilio di Arles nel 314. Ebbe il nome ufficiale di Constantina tra il 328, anno in cui Costantino I le cambiò il nome in onore del proprio figlio Costantino II che proprio qui era nato, e il 340, anno in cui quest'ultimo morì e fu colpito da damnatio memoriae; in seguito l'altro figlio di Costantino I, Costanzo II, mutò il nome della città in Constantia, dopo il 353. Qui fu posta poi una zecca imperiale che coniò moneta fino al 423.[66] A partire dal 328, la città, sostituendosi a Nîmes come centro più popoloso e più importante delle Gallie meridionali, conservò una fondamentale funzione politica, economica e militare fino alla caduta dell'Impero romano d'Occidente.

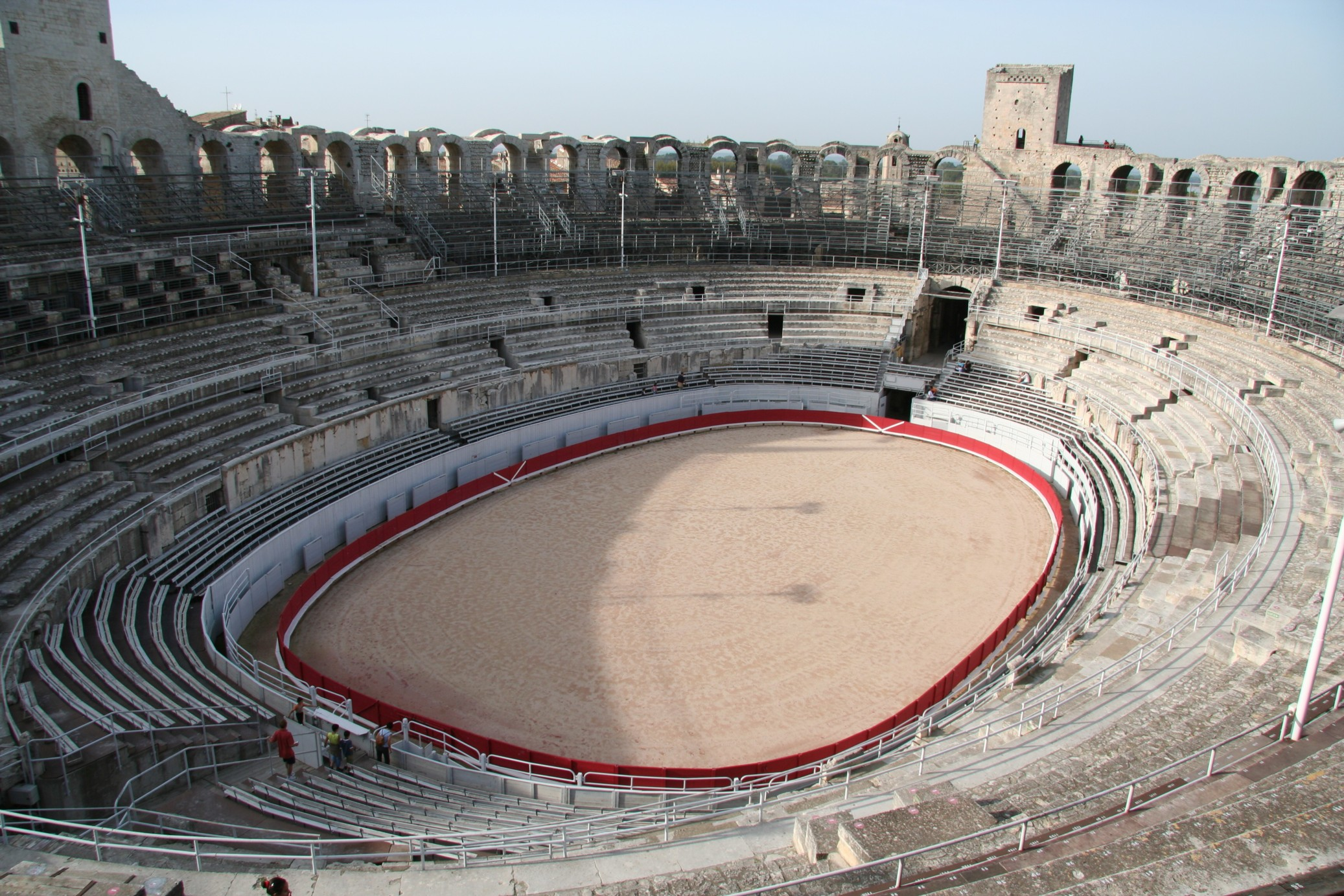
L'anfiteatro di Arelate.
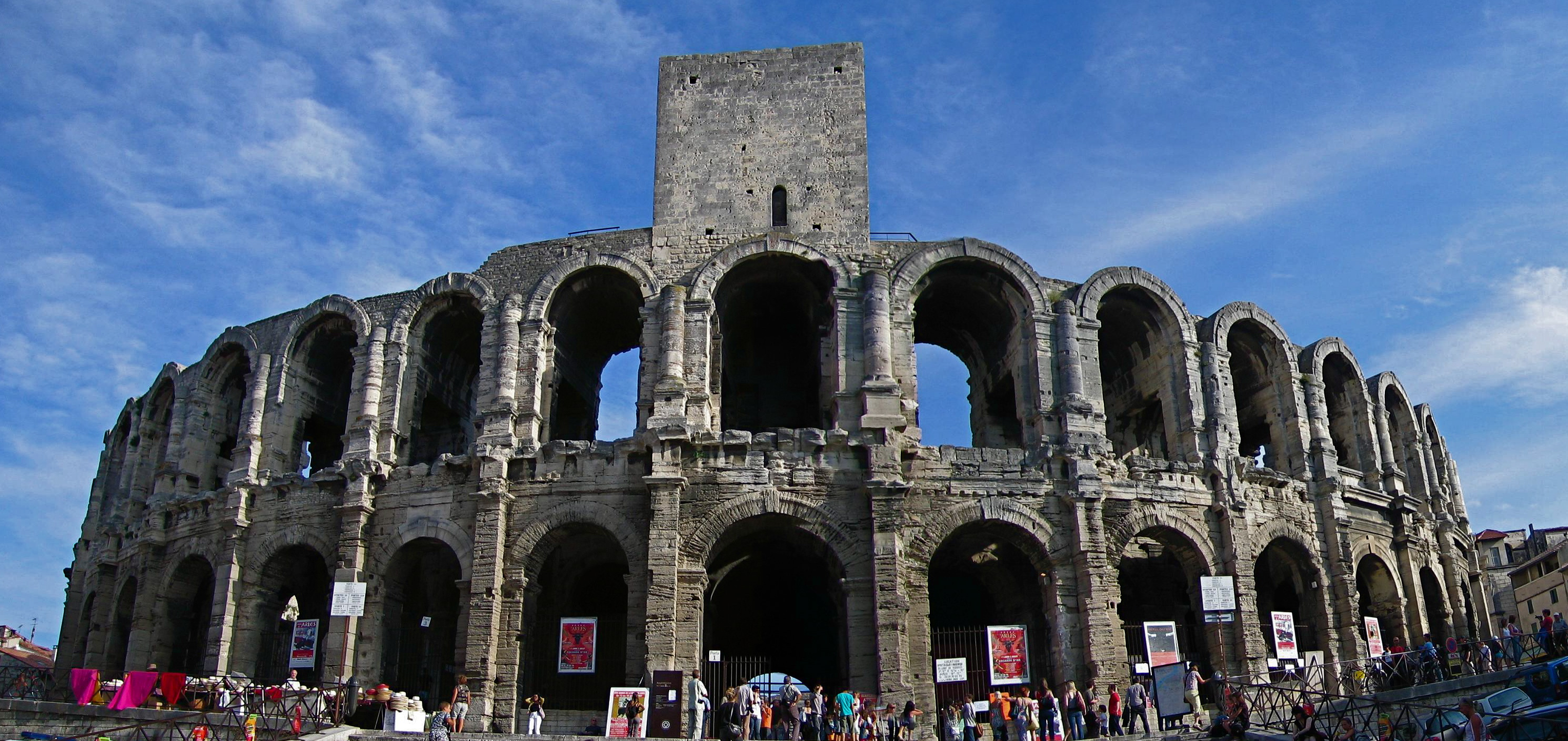
L'anfiteatro romano, parte della facciata esterna.
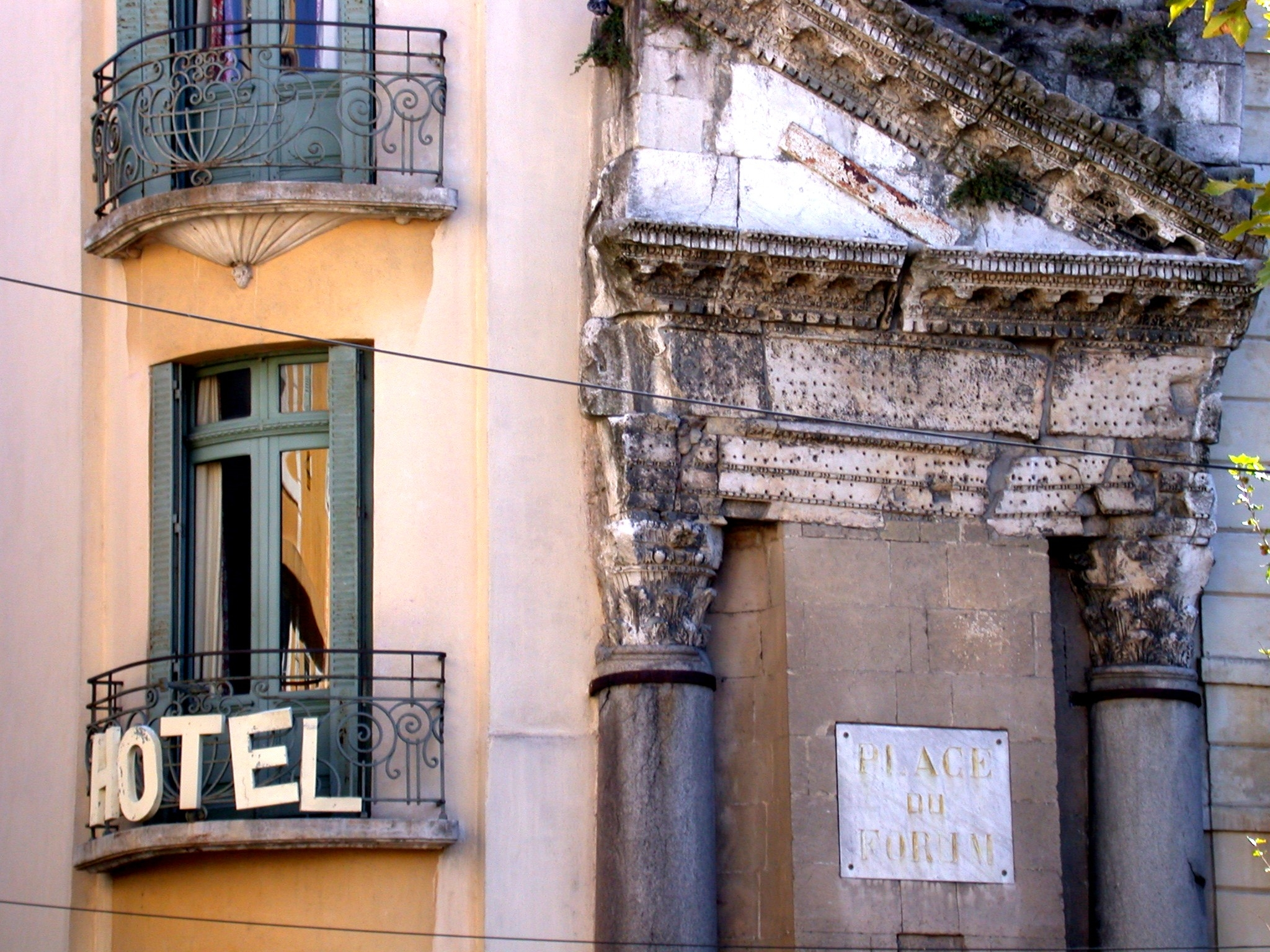
Resti del Foro romano di Arelate in place du Forum.
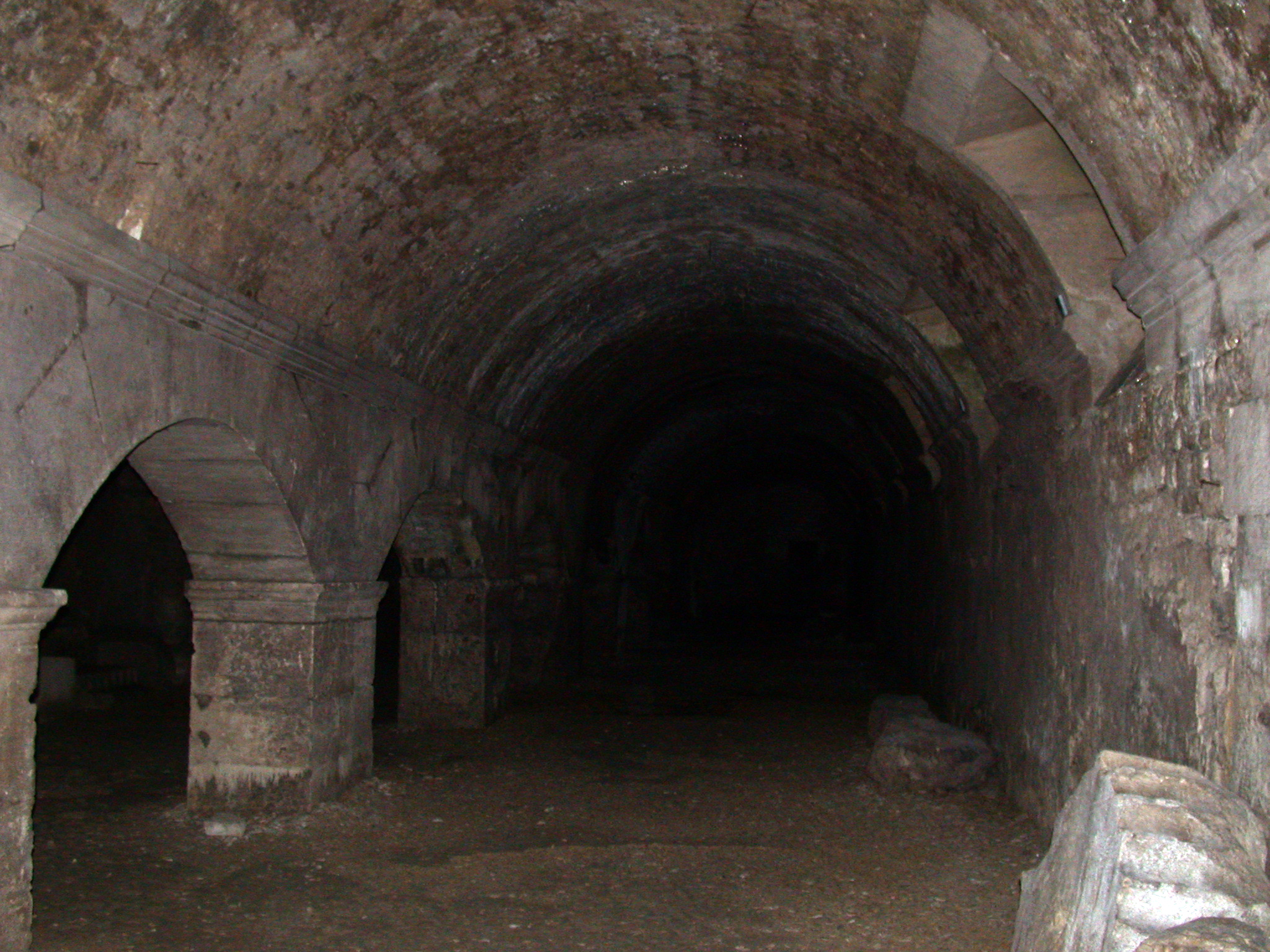
Una delle gallerie dei criptoportici di Arelate.
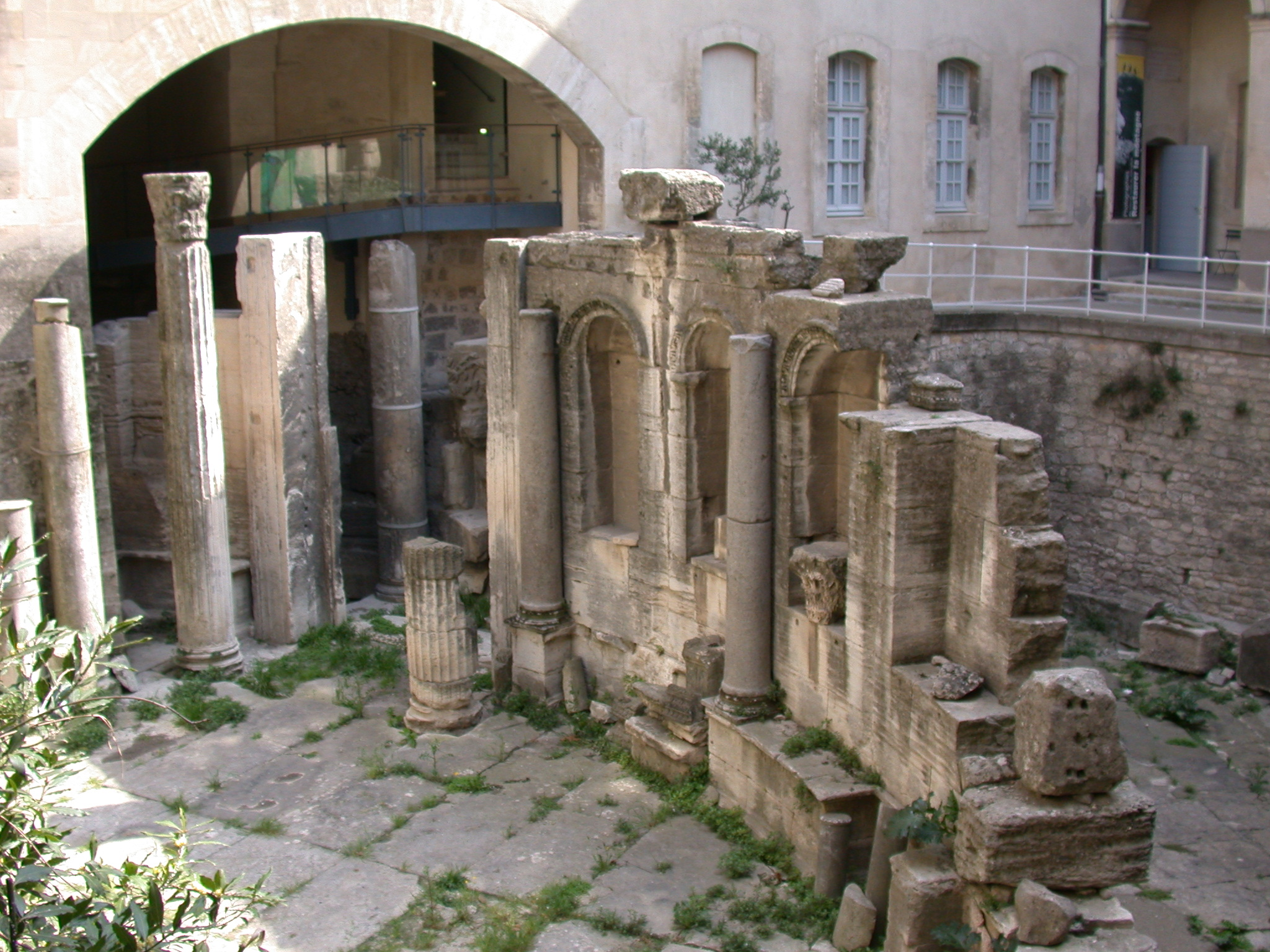
Resti dell'esedra annessa al Foro romano, nel cortile del Muséon Arlaten (Hôtel Lavan-Castellane).
Teatro romano, gradinate e resti della scena.
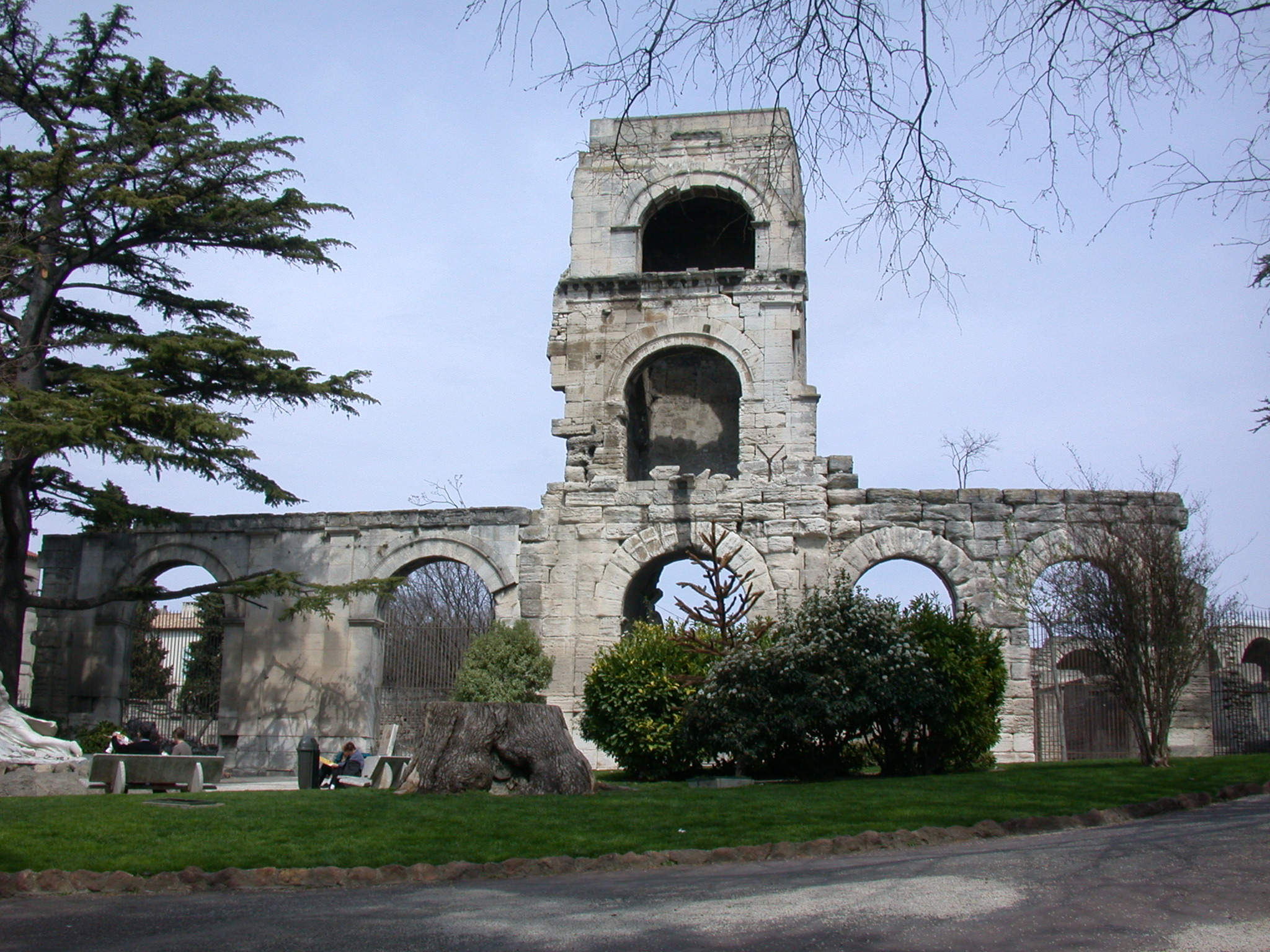
Teatro romano, facciata esterna.
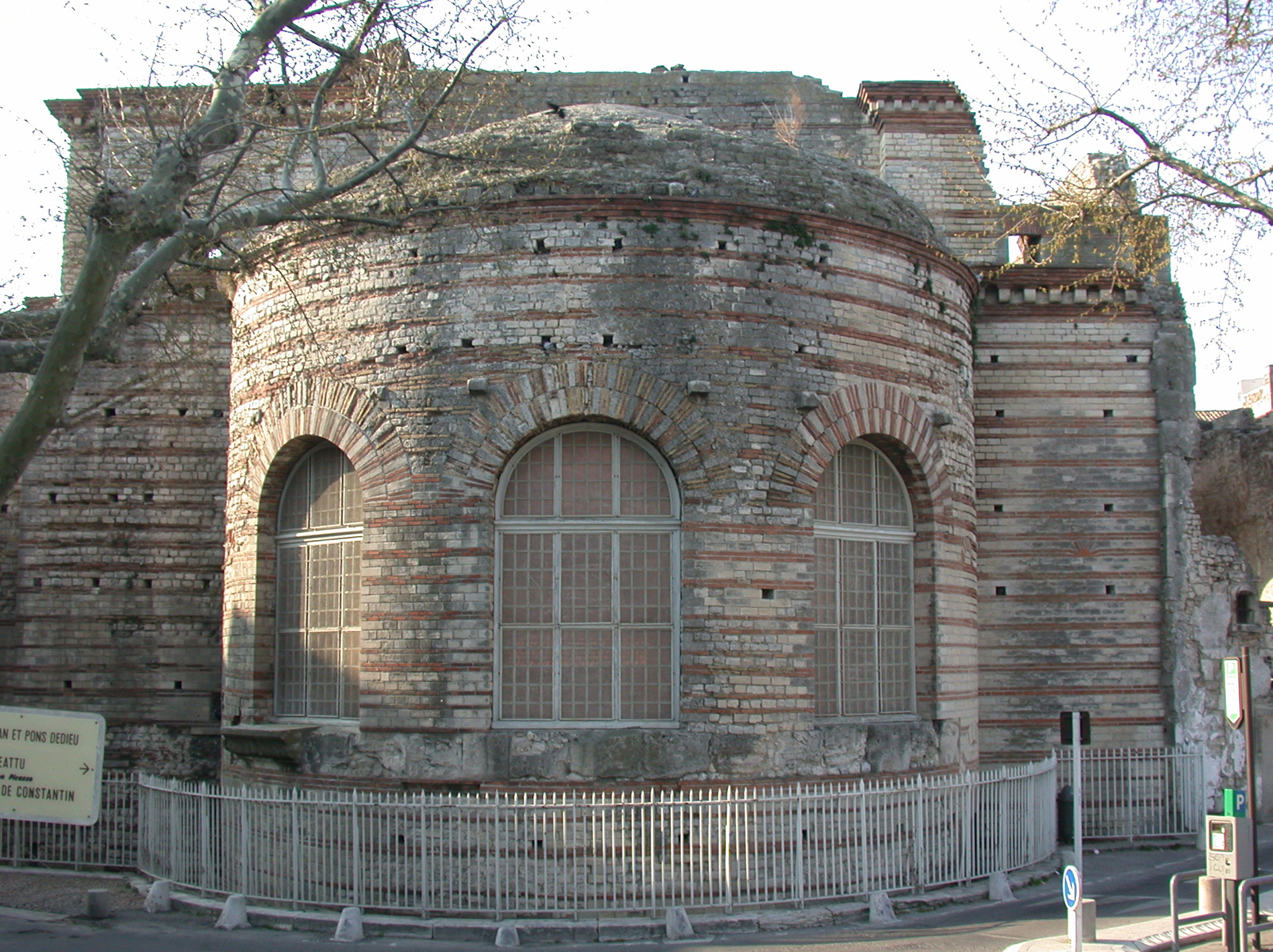
Terme di Costantino, facciata verso il fiume con grande abside.
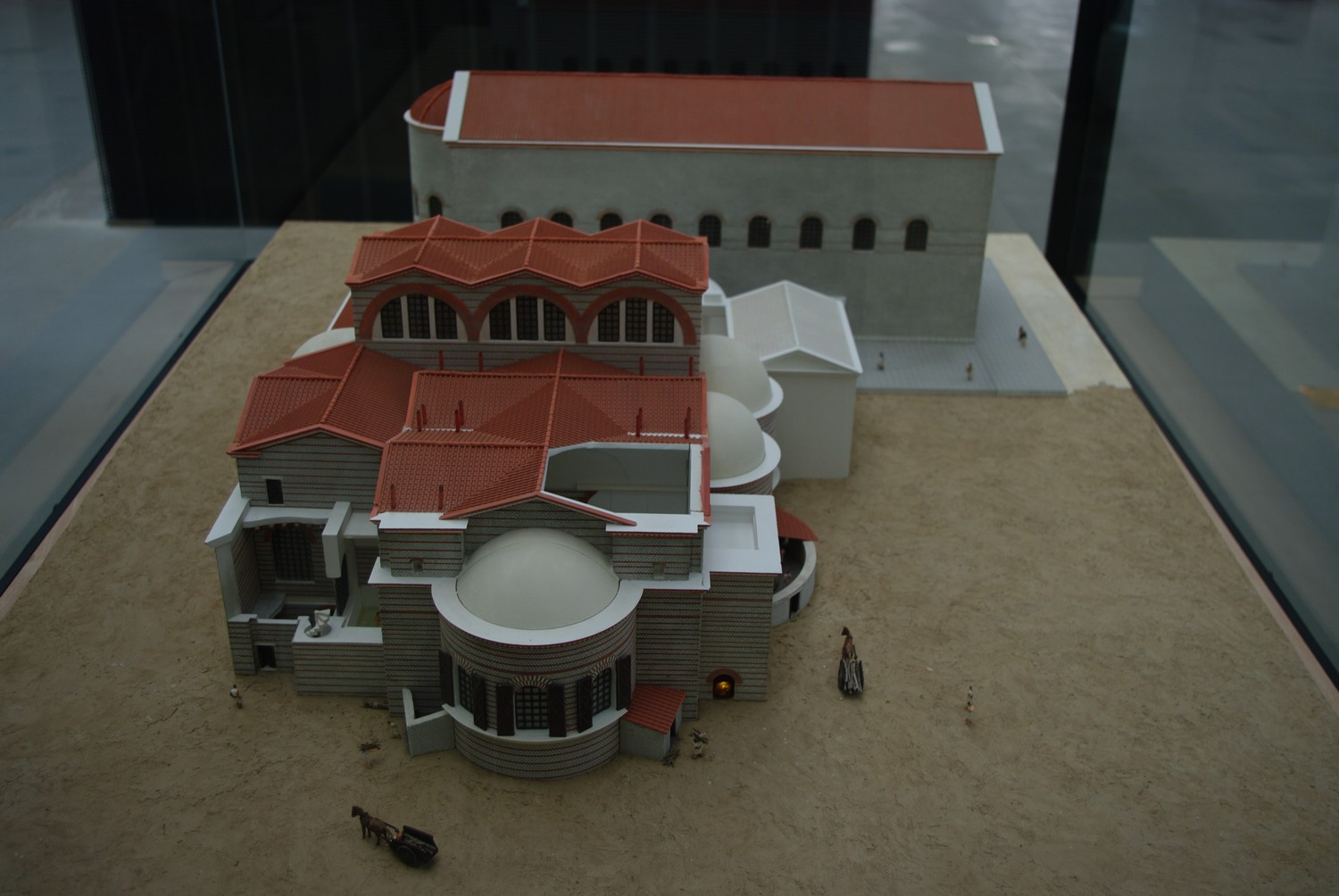
Ricostruzione ideale delle terme di Costantino.
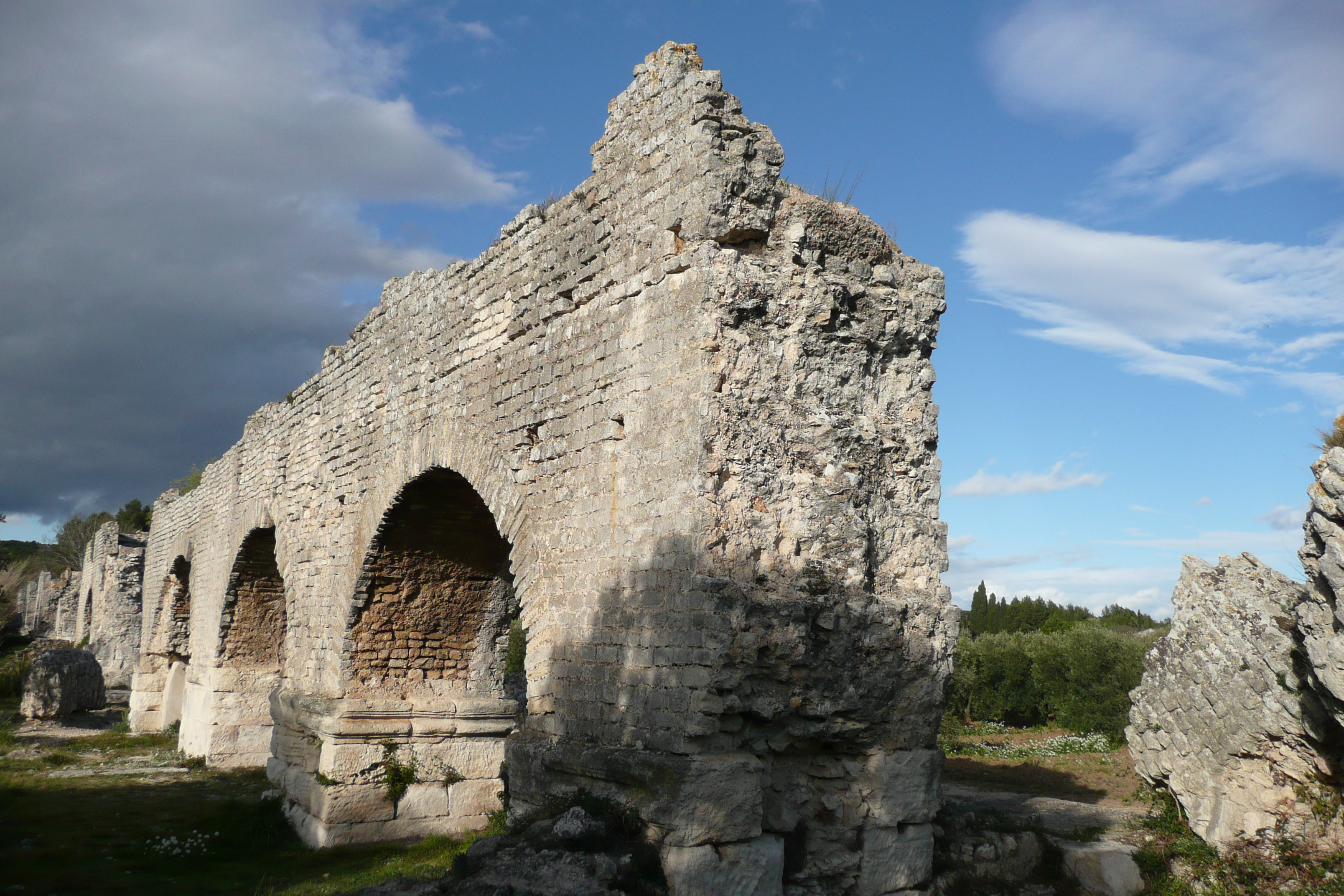
Acquedotto romano.
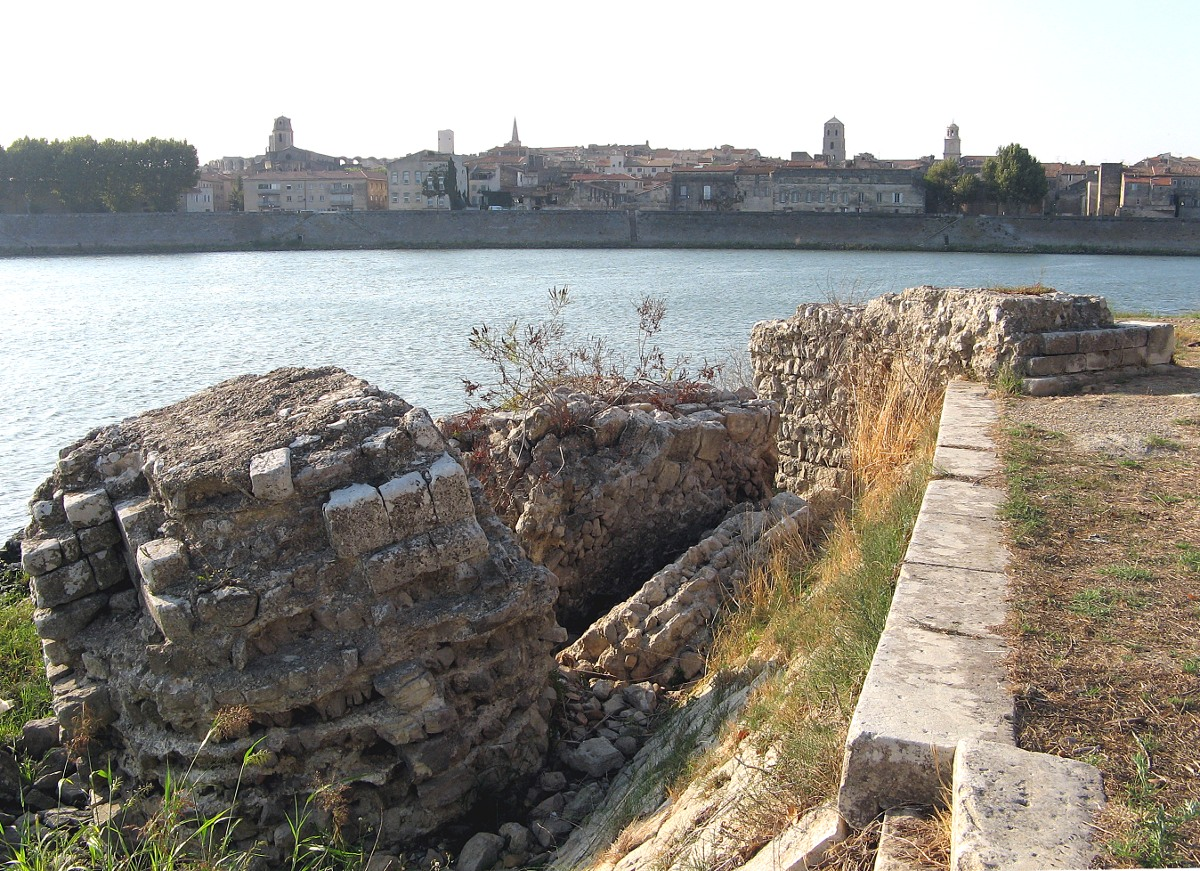
Rovine del ponte romano.

- Avenio (Avignone), città citata sotto Augusto tra le città della Gallia. Fu colonia latina sotto Claudio e ottenne la cittadinanza romana sotto Adriano.

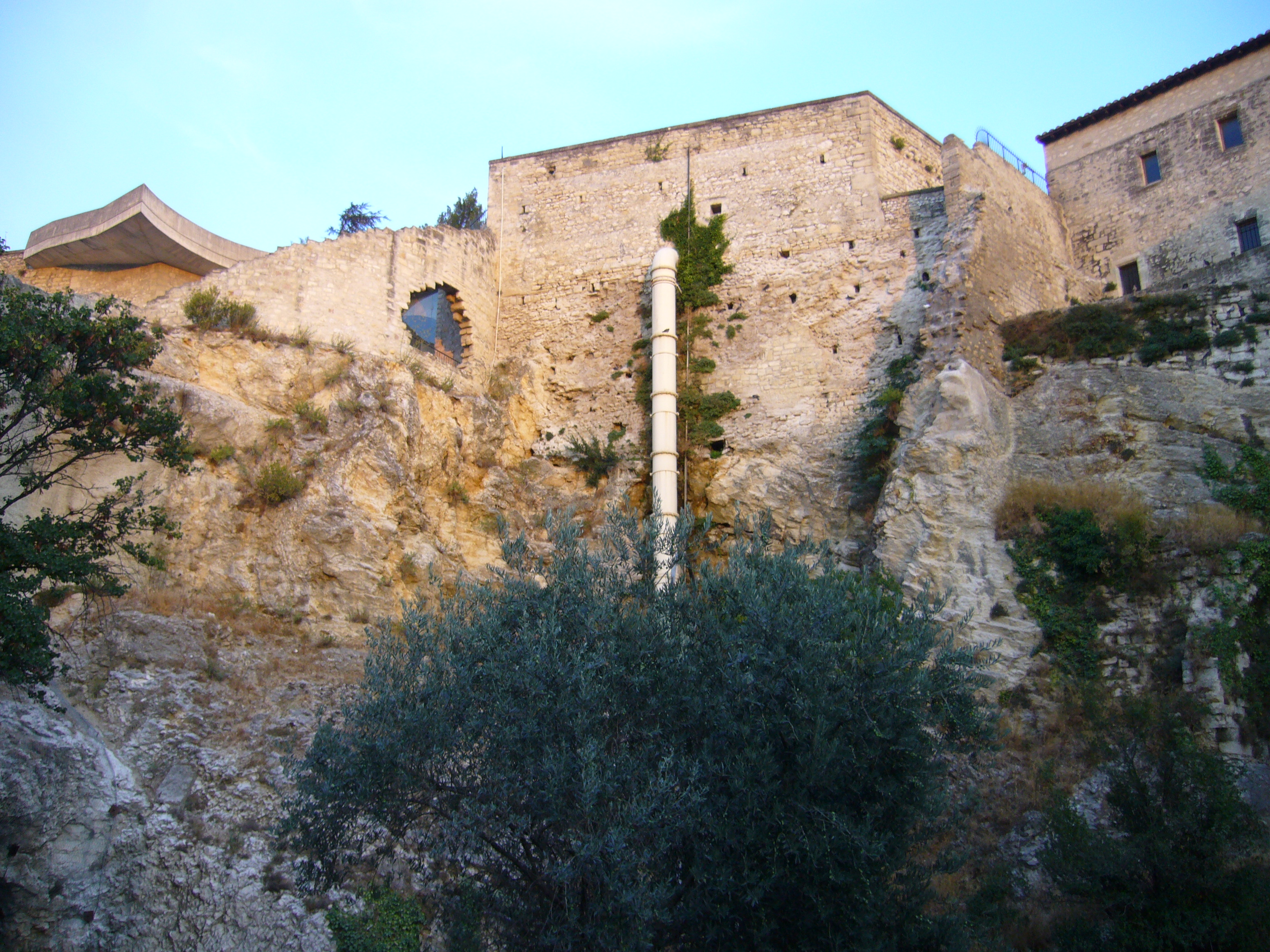
Antiche mura di Avenio.
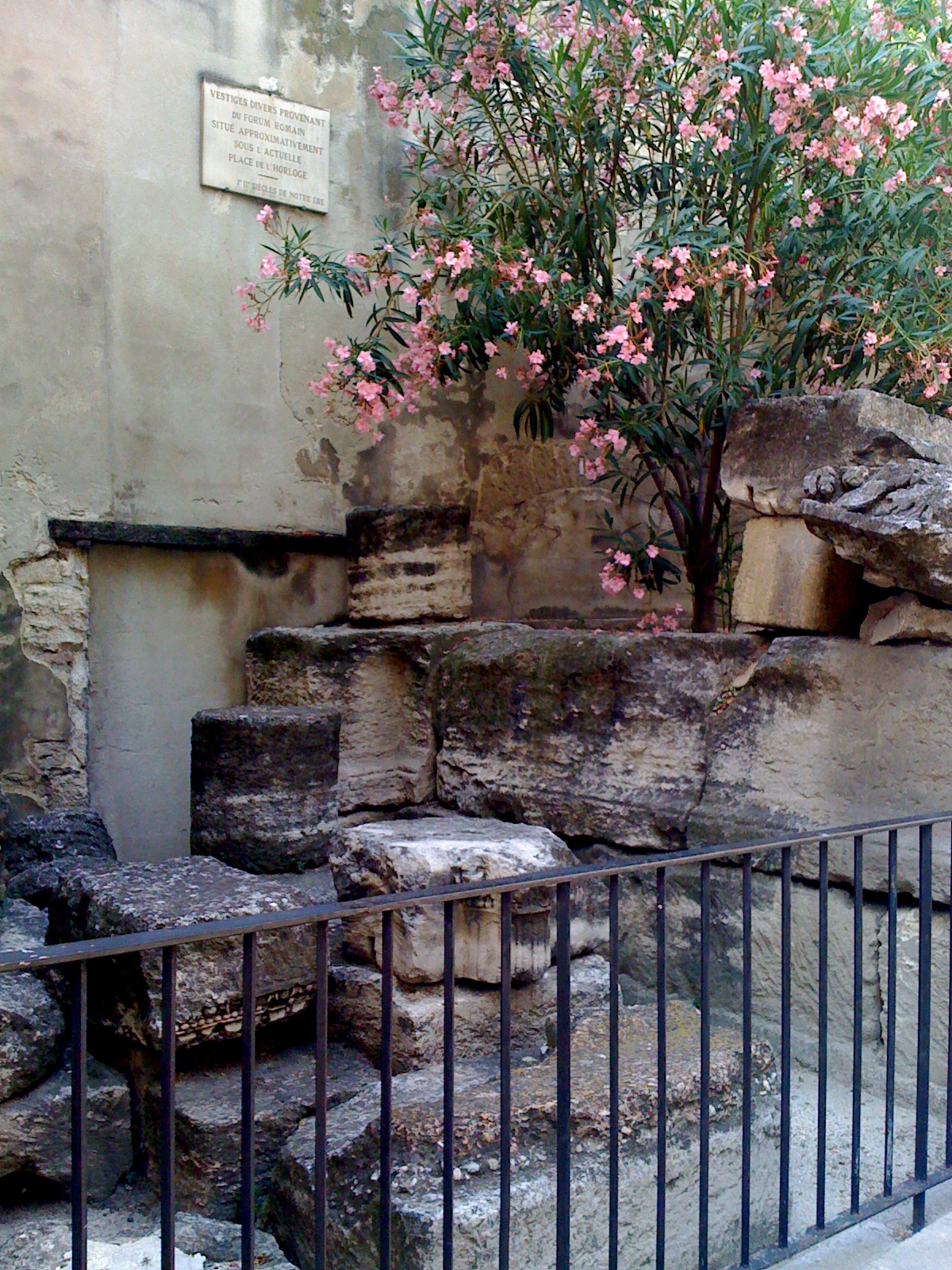
Rovine del forum di Avenio.
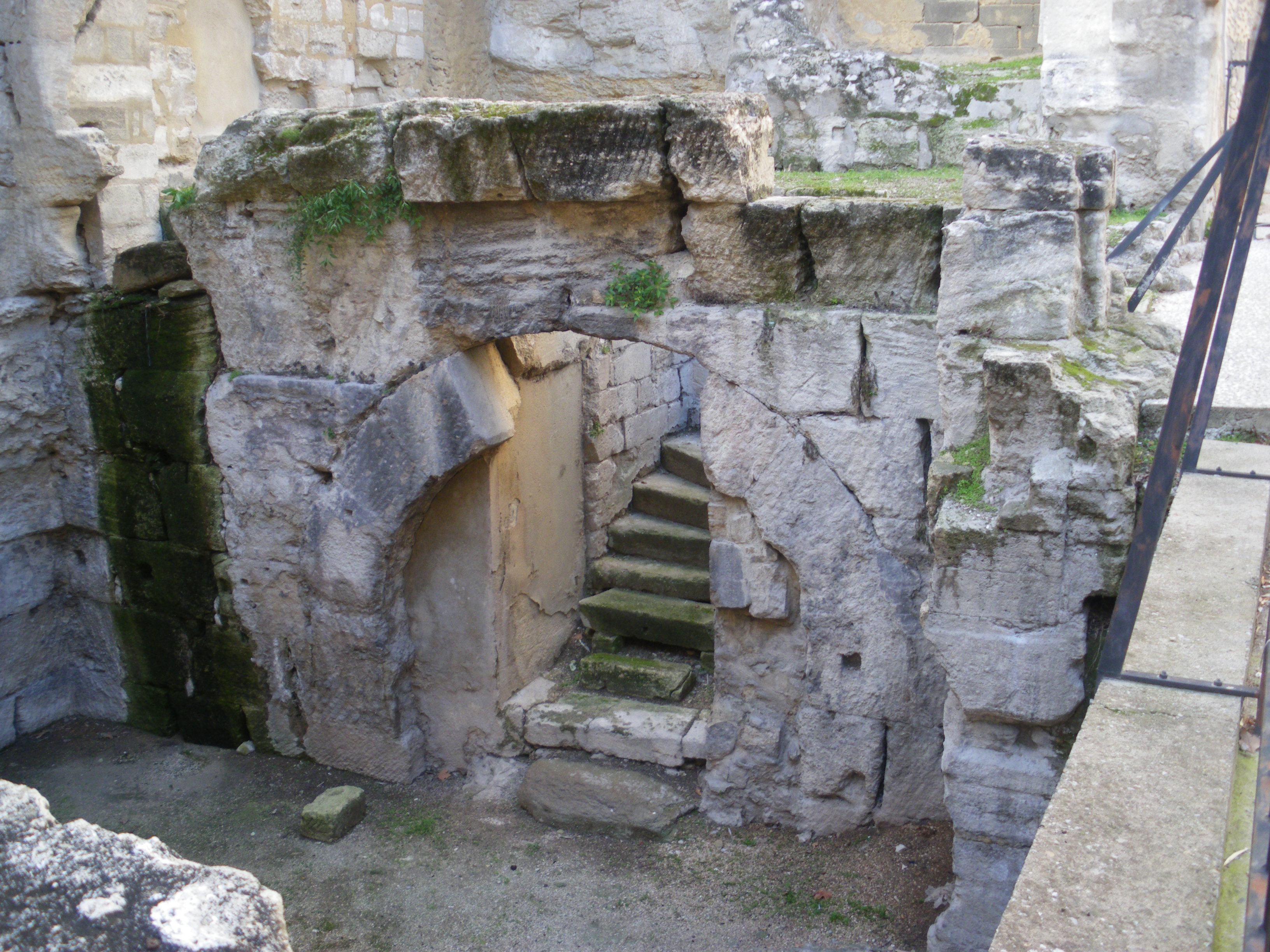
Vestigia romane presso la piazza Amirande di Avignone.

- Baeterrae (Béziers; colonia della settima legione Claudia), civitas costruita dai Romani sopra un precedente sito dei Celtiberi, a pochi chilometri dal mare, lungo la via Domitia. Fu centro prosperoso almeno fino al III secolo.

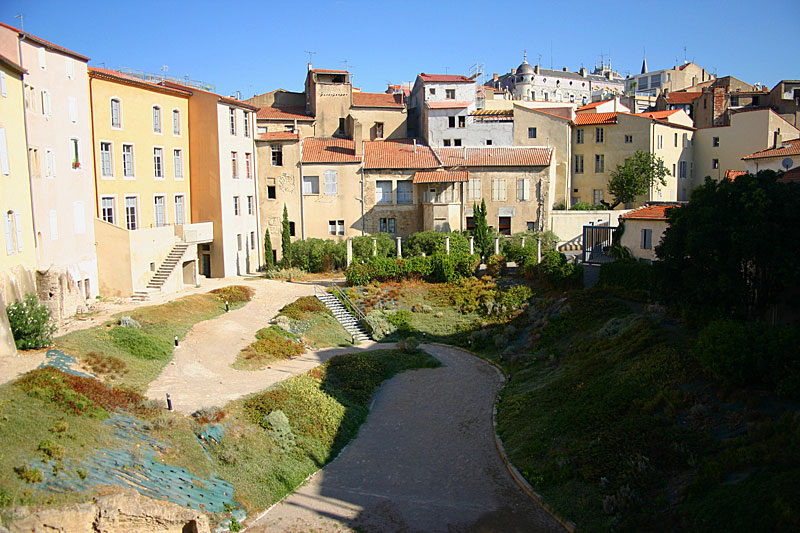
Il sito dove era posta l'arena di Baeterrae.

- Carcasum (Carcassonne), divenne strategicamente importante quando i Romani fortificarono la cima della collina attorno all'anno 100 a.C. e resero il centro capitale della colonia di Julia Carcaso, in seguito Carcasum. La parte principale delle mura settentrionali risale a quell'epoca.
- Forum Iulii (Fréjus): il sito della città era posizionato nei pressi del mare, vicino a tutta una serie di canali navigabili che conducevano al mar Mediterraneo. Era anche crocevia tra due importanti "arterie stradali" come la via Julia Augusta (che portava dall'Italia al Rodano) e la Via Domizia (che collegava l'Italia alla Spagna romana). Fu civitas fondata da Giulio Cesare, in sostituzione della vicina Massalia, attorno al 49 a.C. Fu porto militare della flotta romana, l'unico della Gallia Narbonense. Tra il 29 ed il 27 a.C., Forum Julii divenne colonia romana con il nome di Colonia Octaviorum con i veterani della legio VIII Augusta. Divenne importante mercato per la produzione artigianale e di beni agricoli. Aveva una cinta muraria di 3.700 metri, a protezione di un'area di 35 ettari e dei suoi 6 000 abitanti. Più tardi, durante il regno di Tiberio, qui furono costruite tutte le strutture principali come l'anfiteatro, l'acquedotto, le terme ed il teatro. Qui nacque, nel 40, il generale Gneo Giulio Agricola, suocero di Tacito. A partire dal IV secolo vide l'istituzione della diocesi di Fréjus, la seconda più grande in Francia dopo quella di Lione.

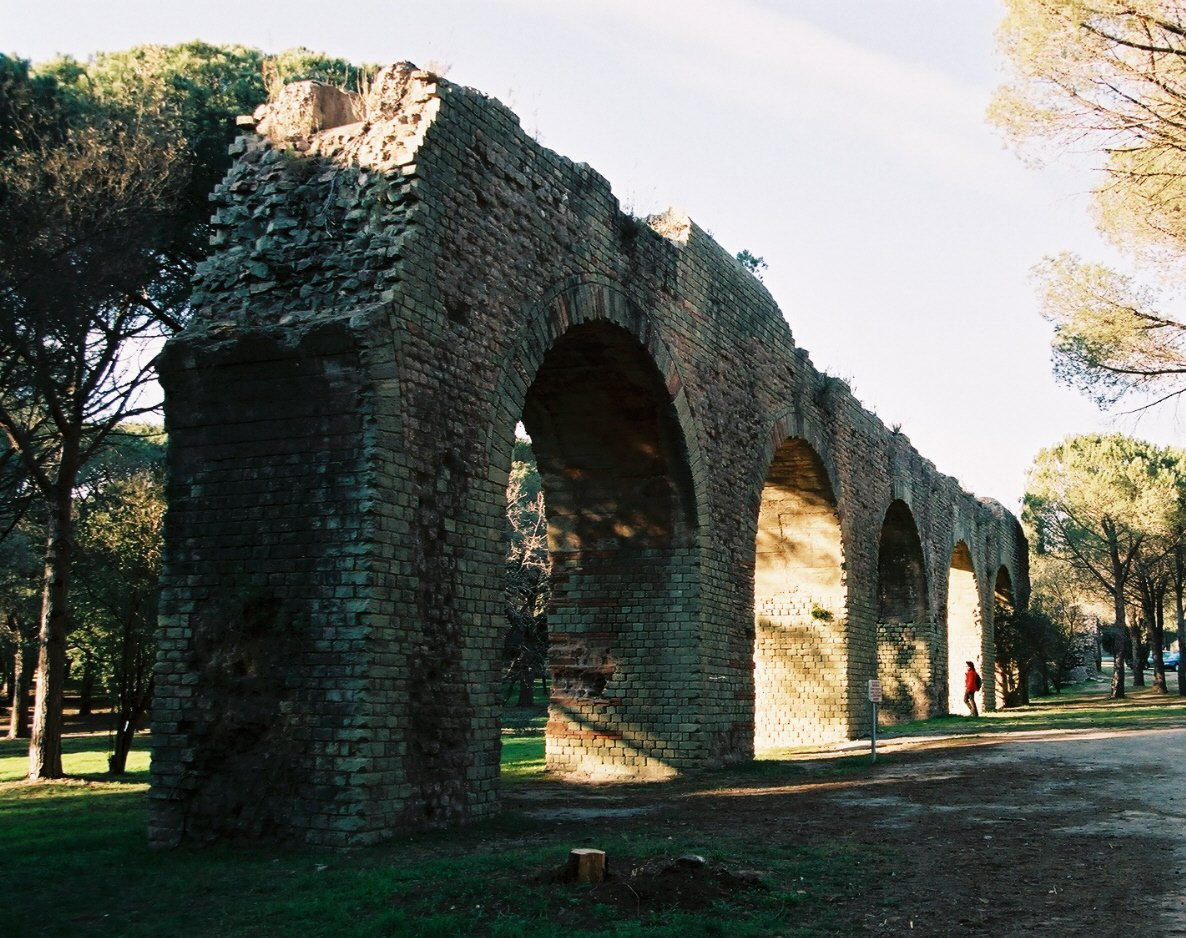
Acquedotto romano a Forum Iulii.
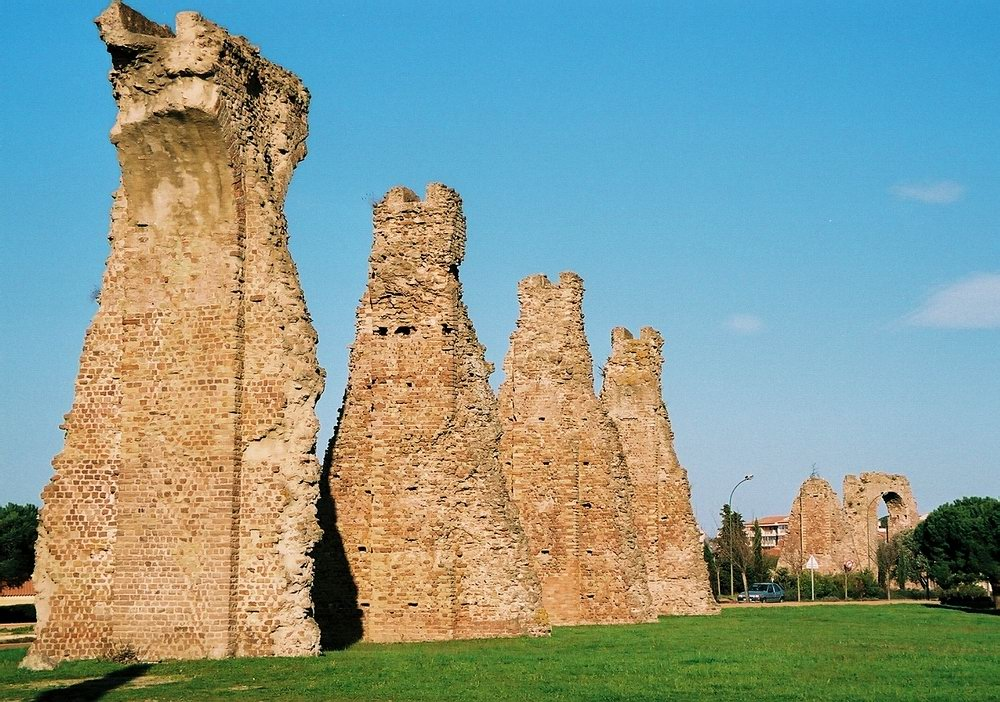
Acquedotto romano (2).
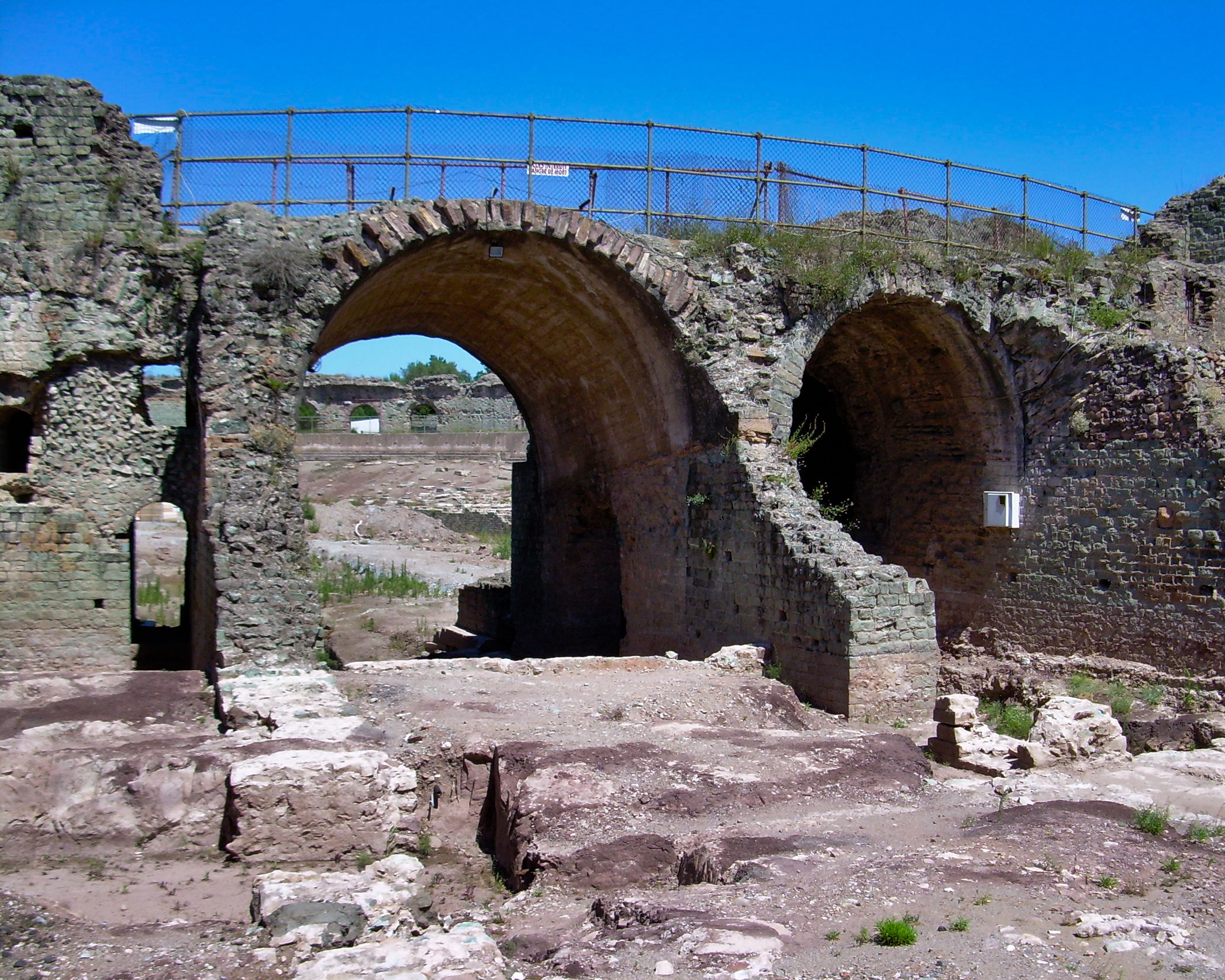
Anfiteatro romano.
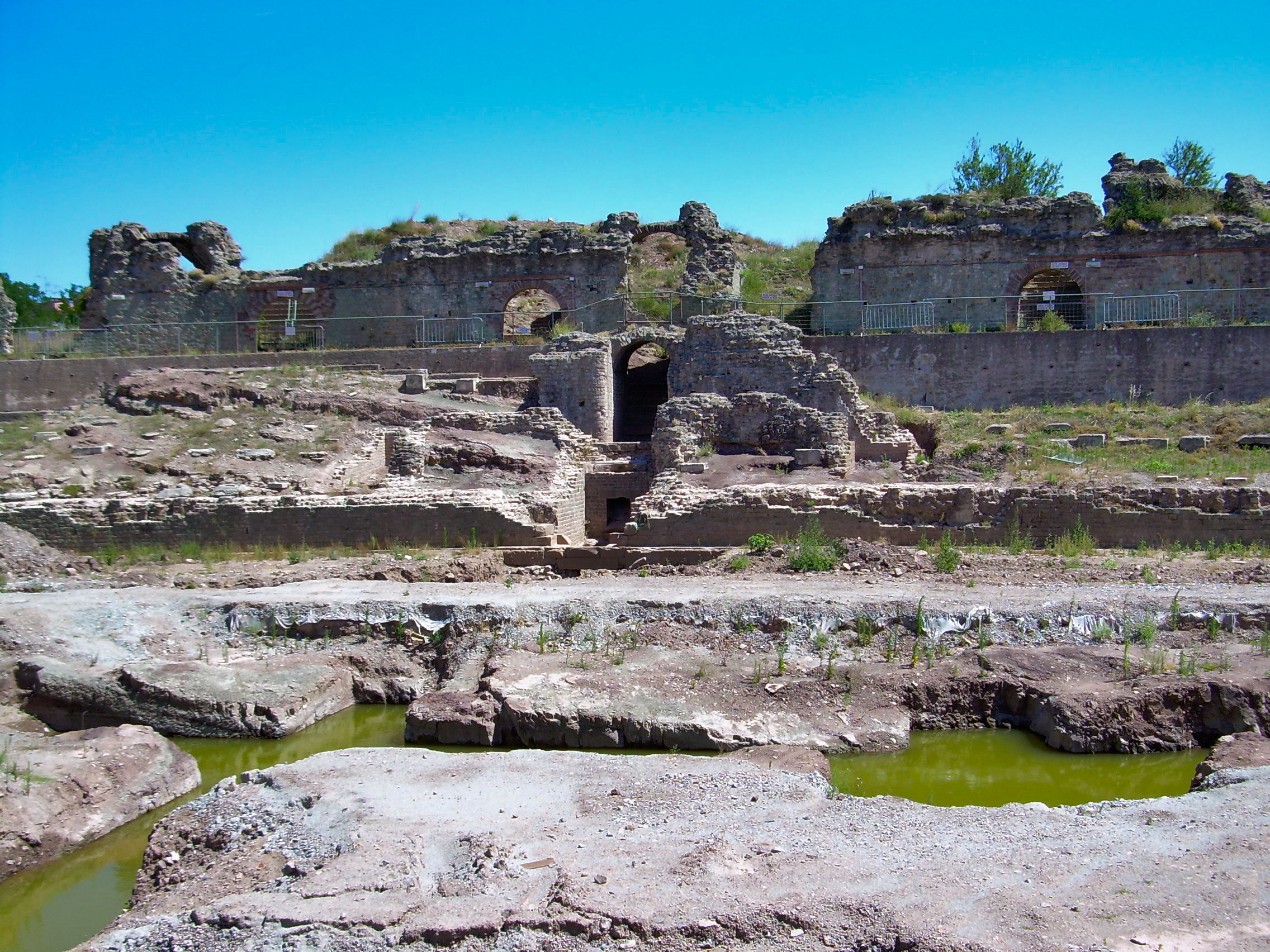
Arena dell'anfiteatro romano.
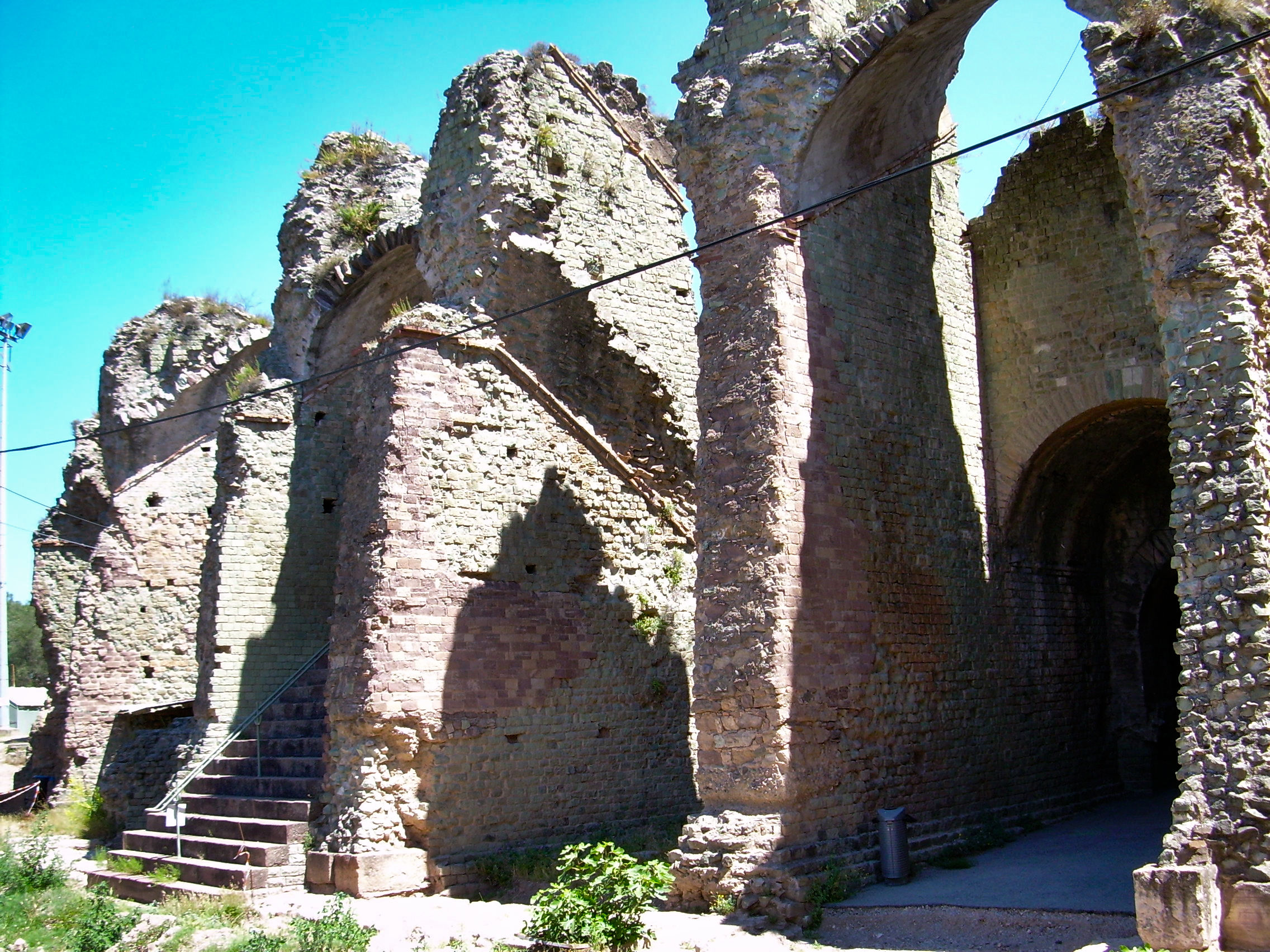
Entrate dell'anfiteatro.

- Glanum (Saint-Rémy-de-Provence), di fondazione romana, conserva nei pressi il Mausoleo dei Giulii, monumento funebre romano eretto tra il 30 a.C. e il 20 a.C., durante il principato di Augusto. È molto ben conservato sia per quanto riguarda la struttura sia per le decorazioni. L'iscrizione presente sul monumento recitaSEX(tus) M(arcus) L(ucius) IVLIEI C(aii) •F(ilii) PARENTIBVS SVEIS (Sesto, Marco e Lucio Giulio, figli di Gaio, per i loro parenti.) Il nomen Giulio indica che i defunti sono Galli i cui antenati avevano ottenuto la cittadinanza romana combattendo nell'esercito romano, ai tempi di Giulio Cesare o di Augusto. Come di consueto questi antenati presero il cognome di coloro che li aveva liberati concedendogli la cittadinanza.

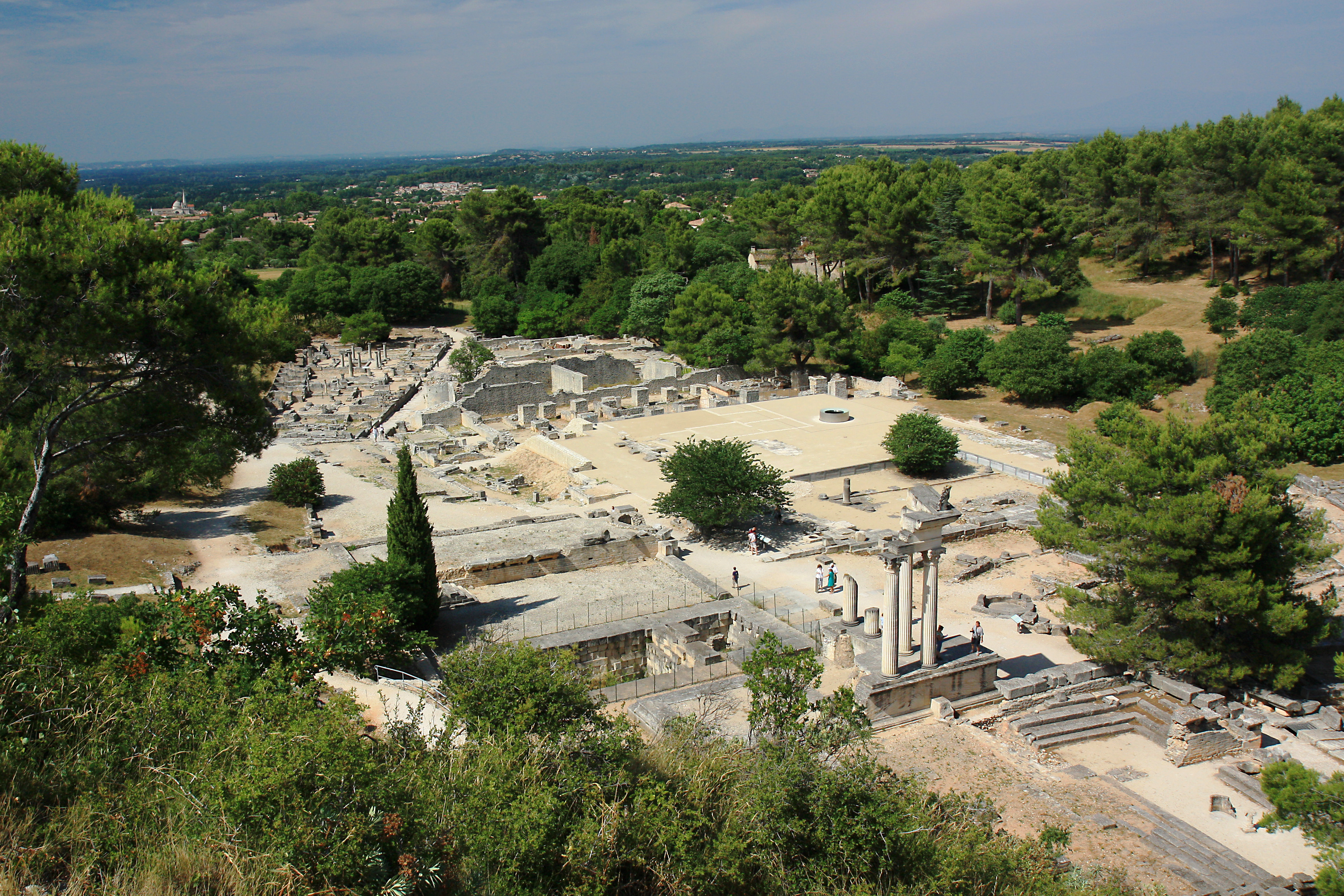
Vista dall'alto della città di Glanum.
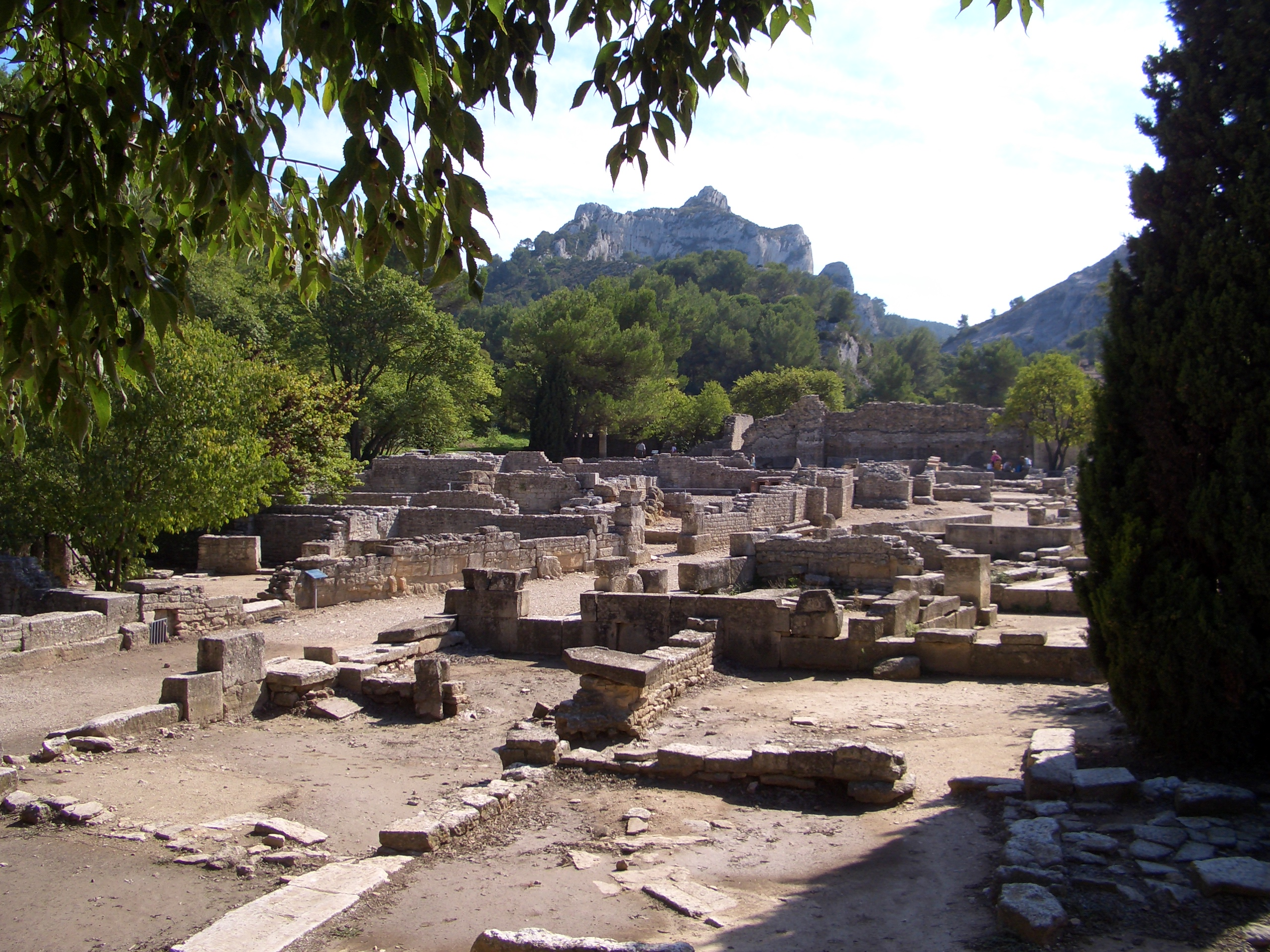
Rovine della città di Glanum.
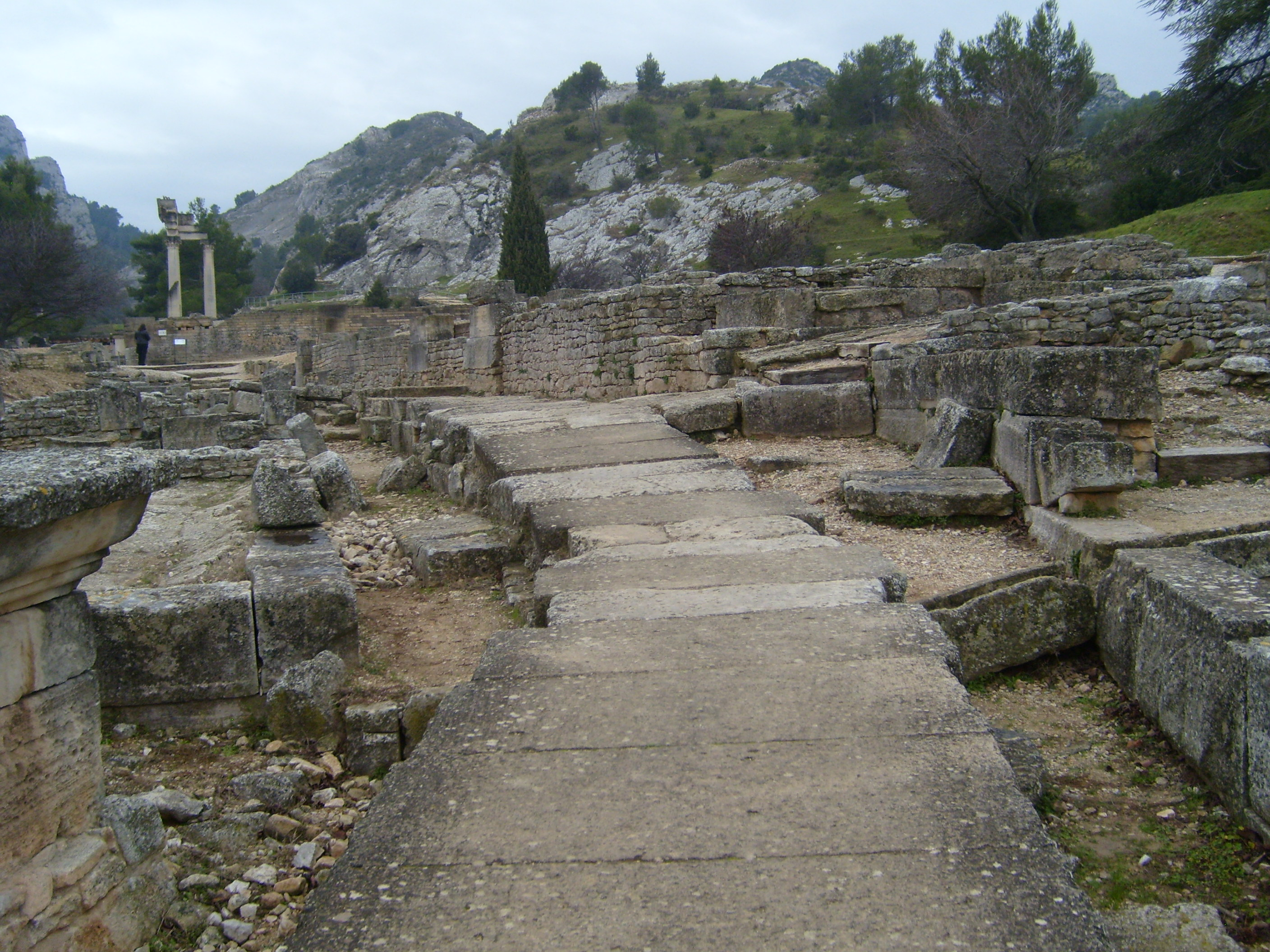
Strada romana a Glanum.
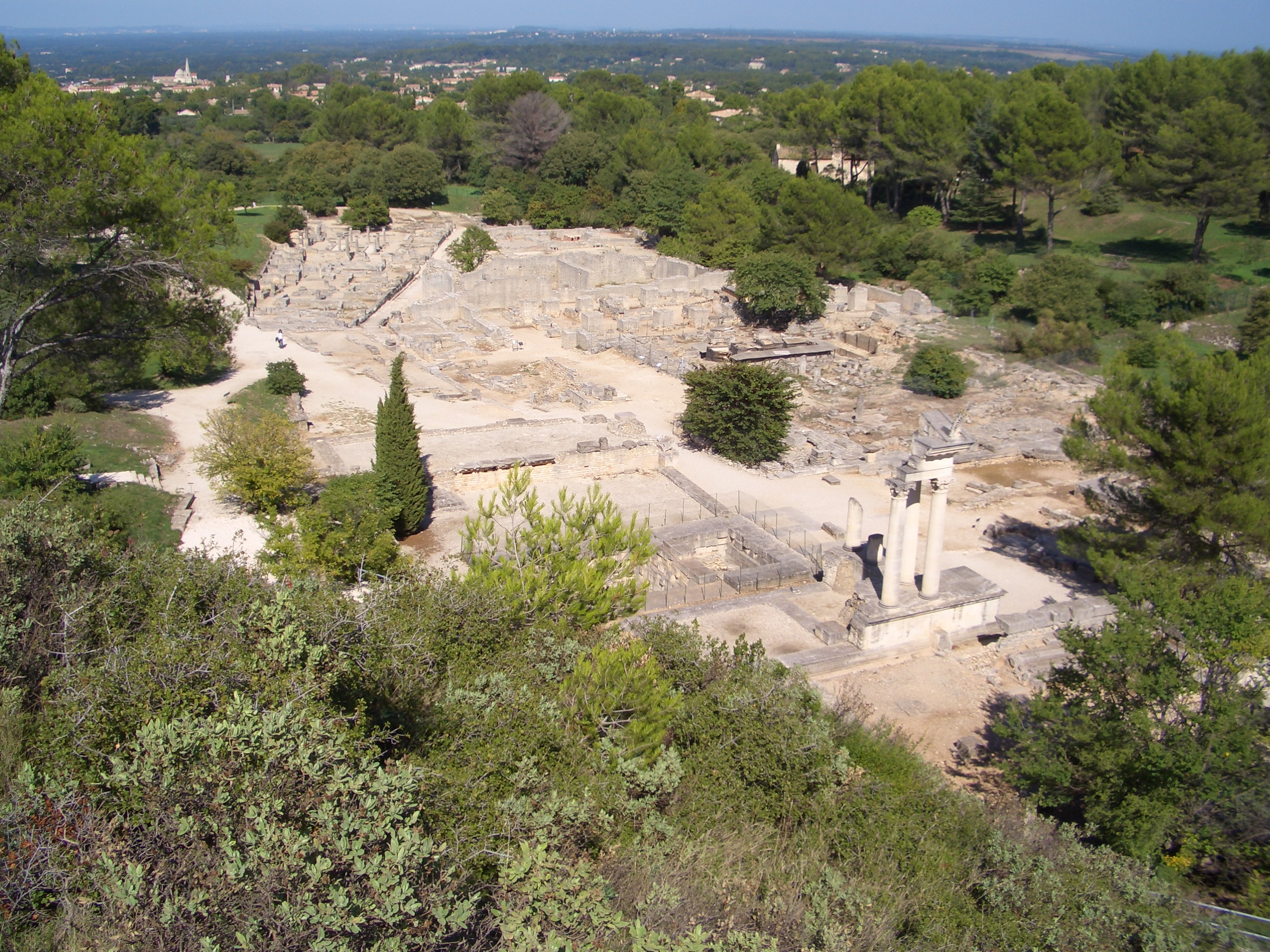
I resti romani del foro di Glanum, con le colonne di uno dei due templi "gemelli".
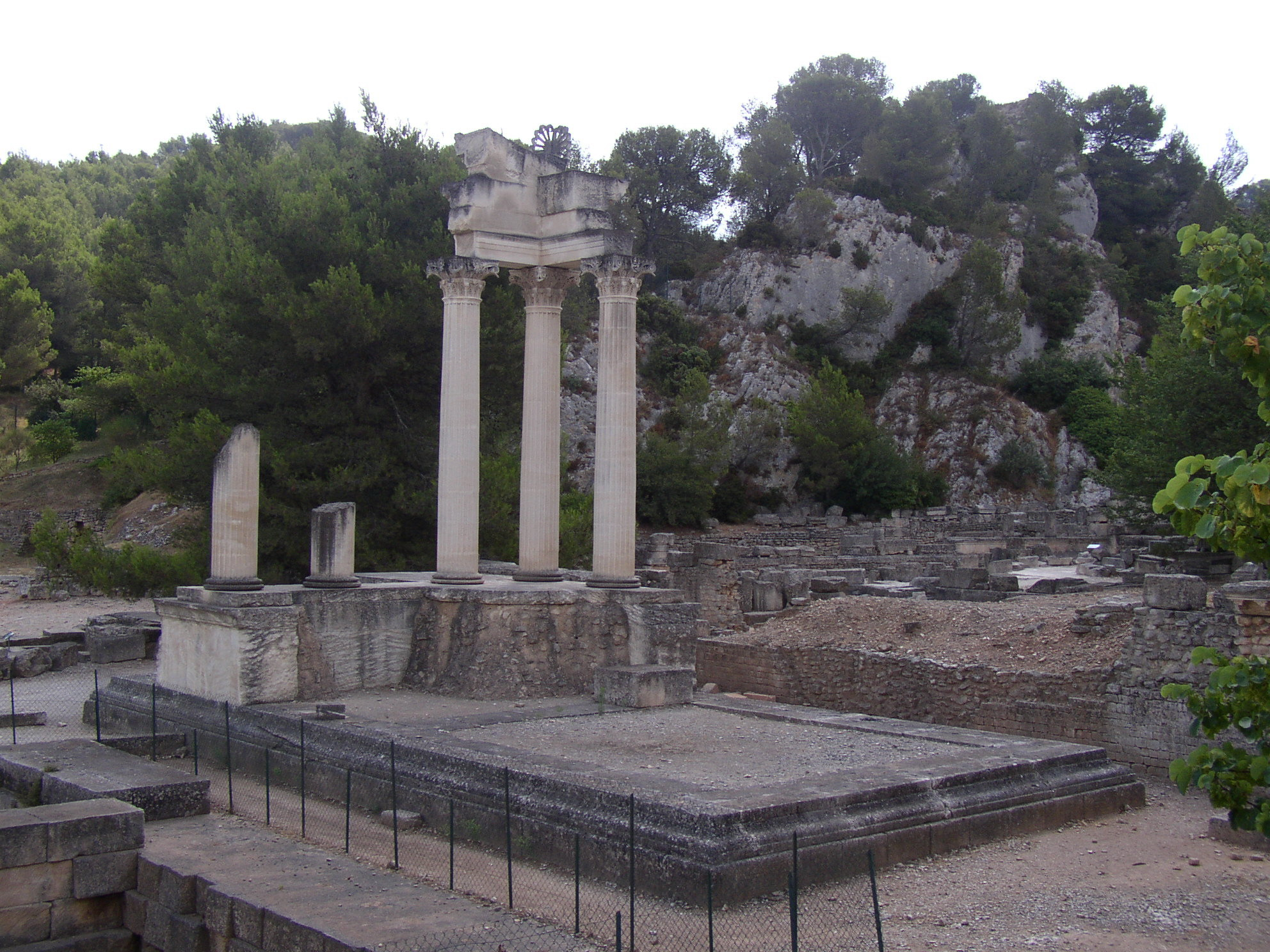
Colonne di uno dei due tmpli "gemelli".
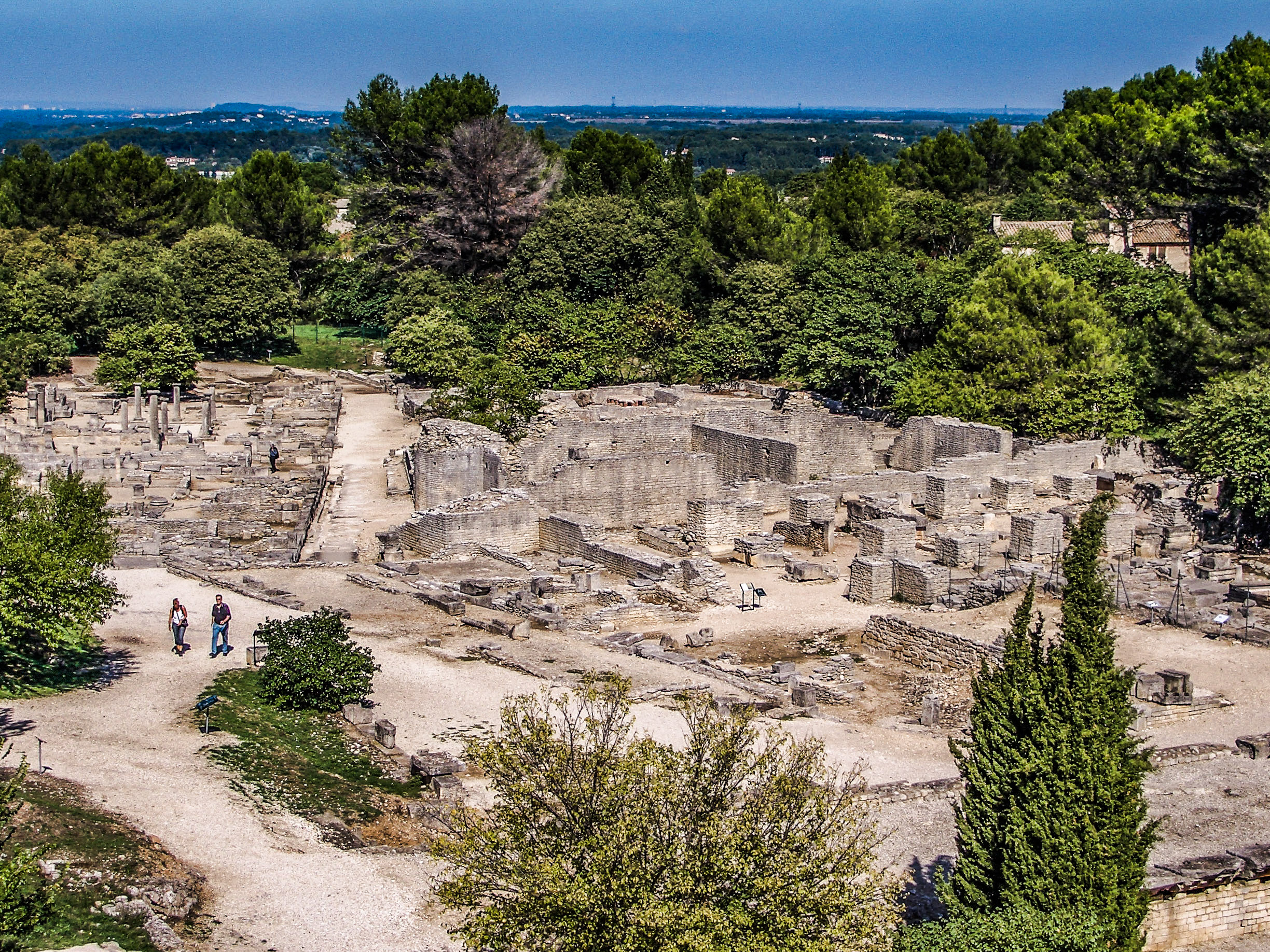
La basilica romana di Glanum.
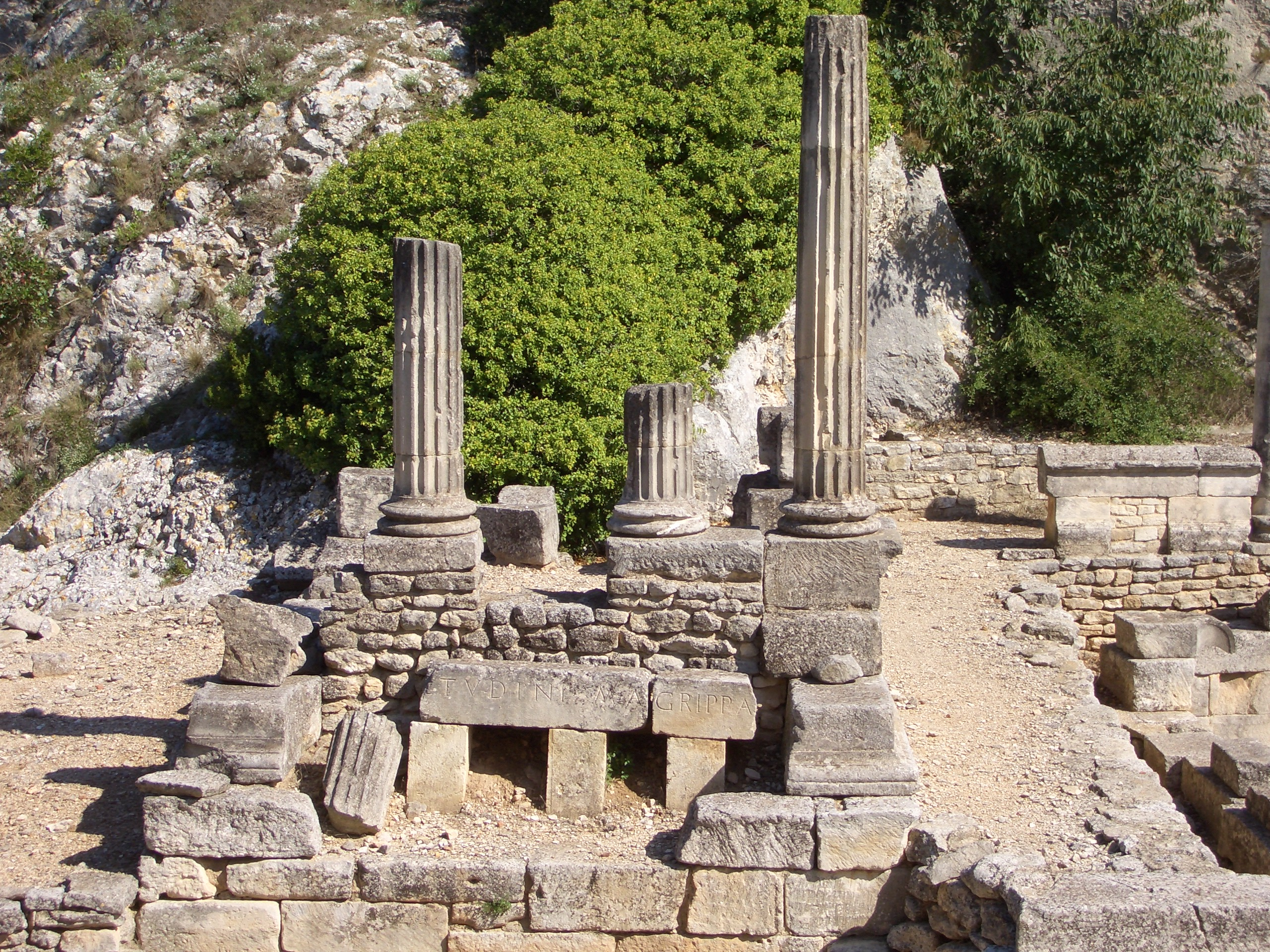
Altro tempio.
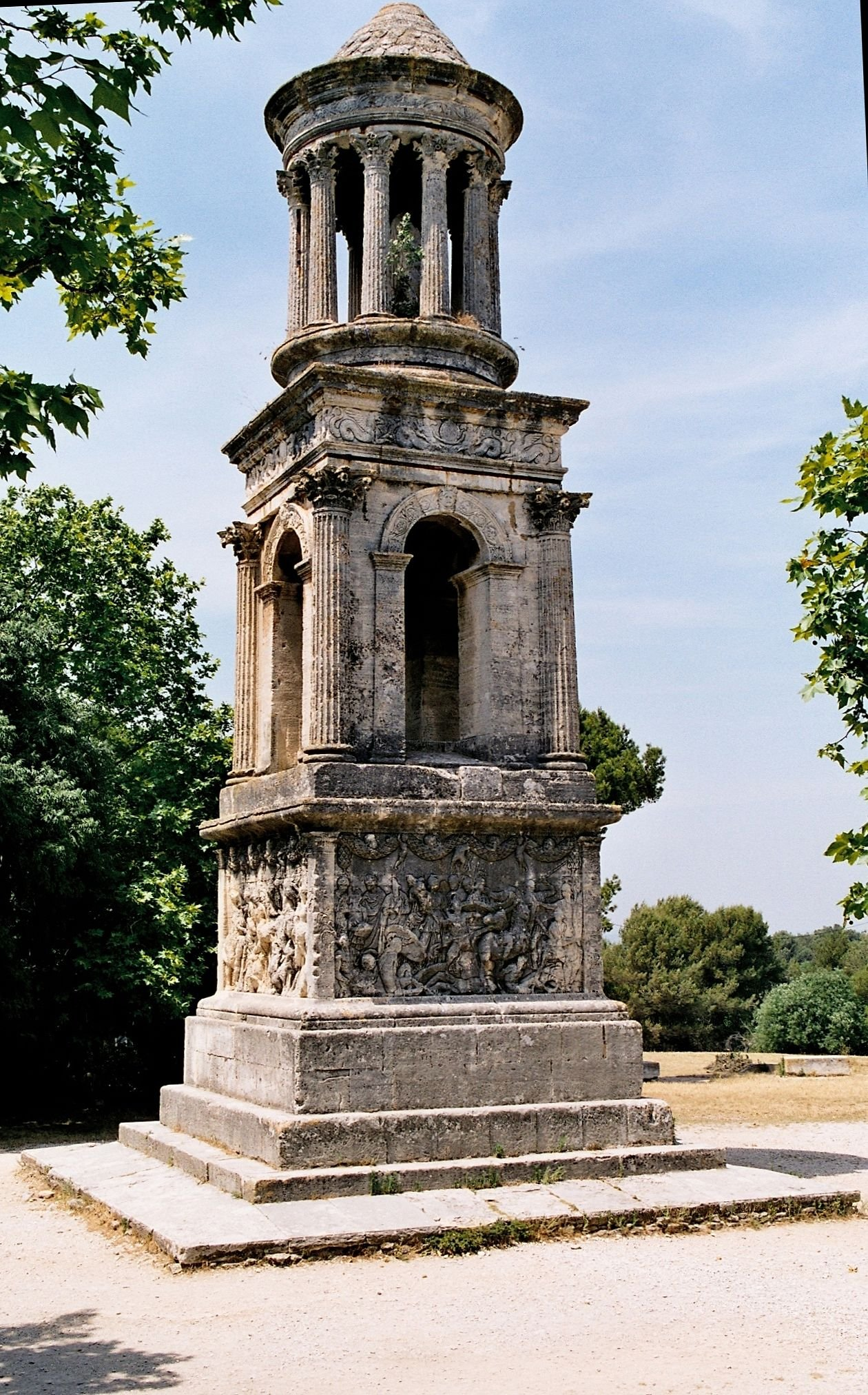
Mausoleo di St. Remy
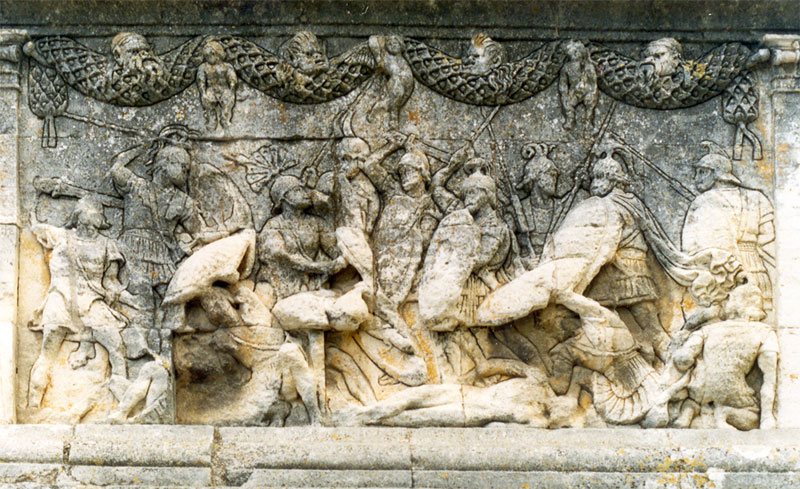
Rilievo sul monumento dei Giulii a Glanum (St. Remy).
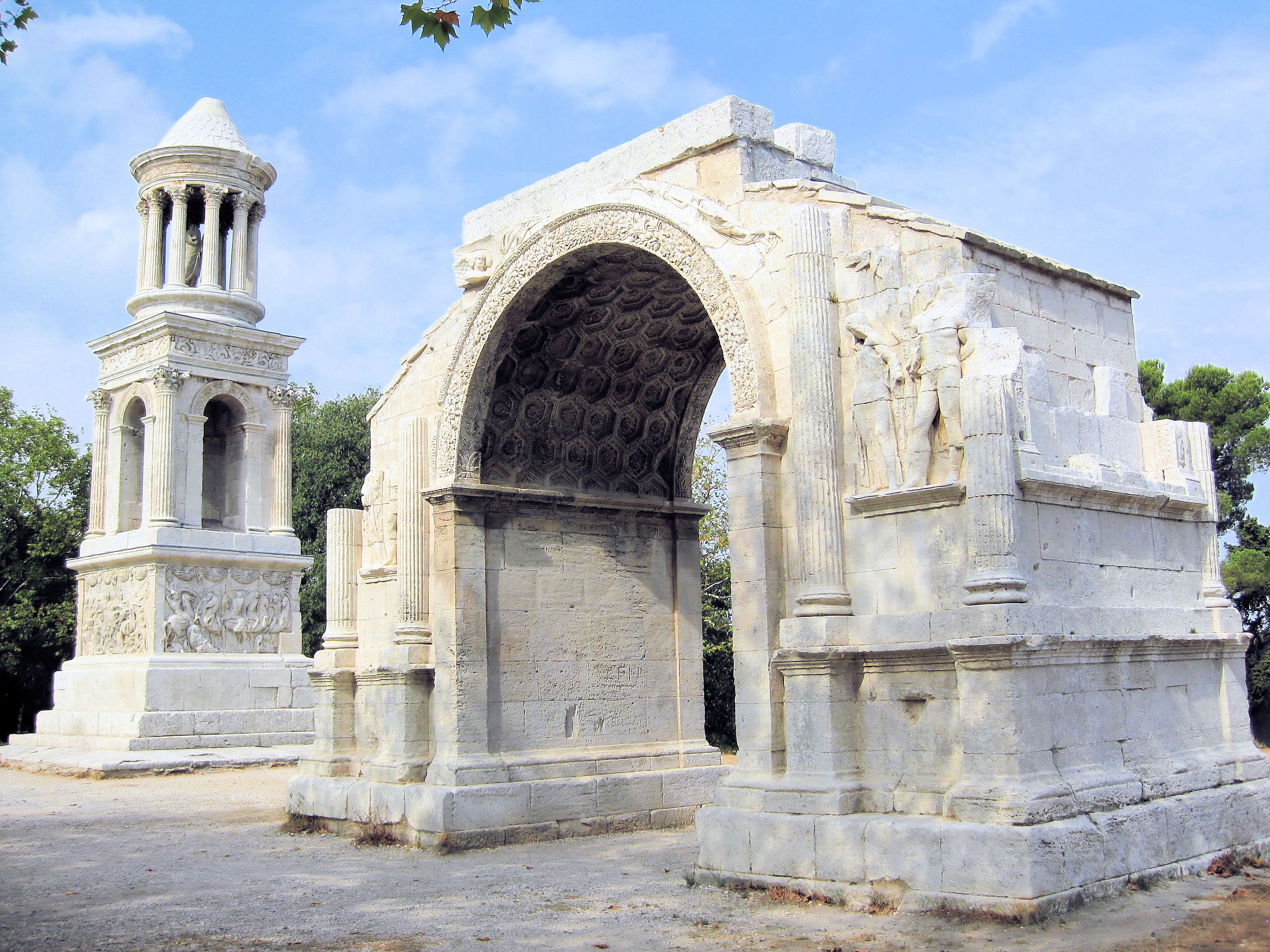
Arco di Glanum a fianco del mausoleo.
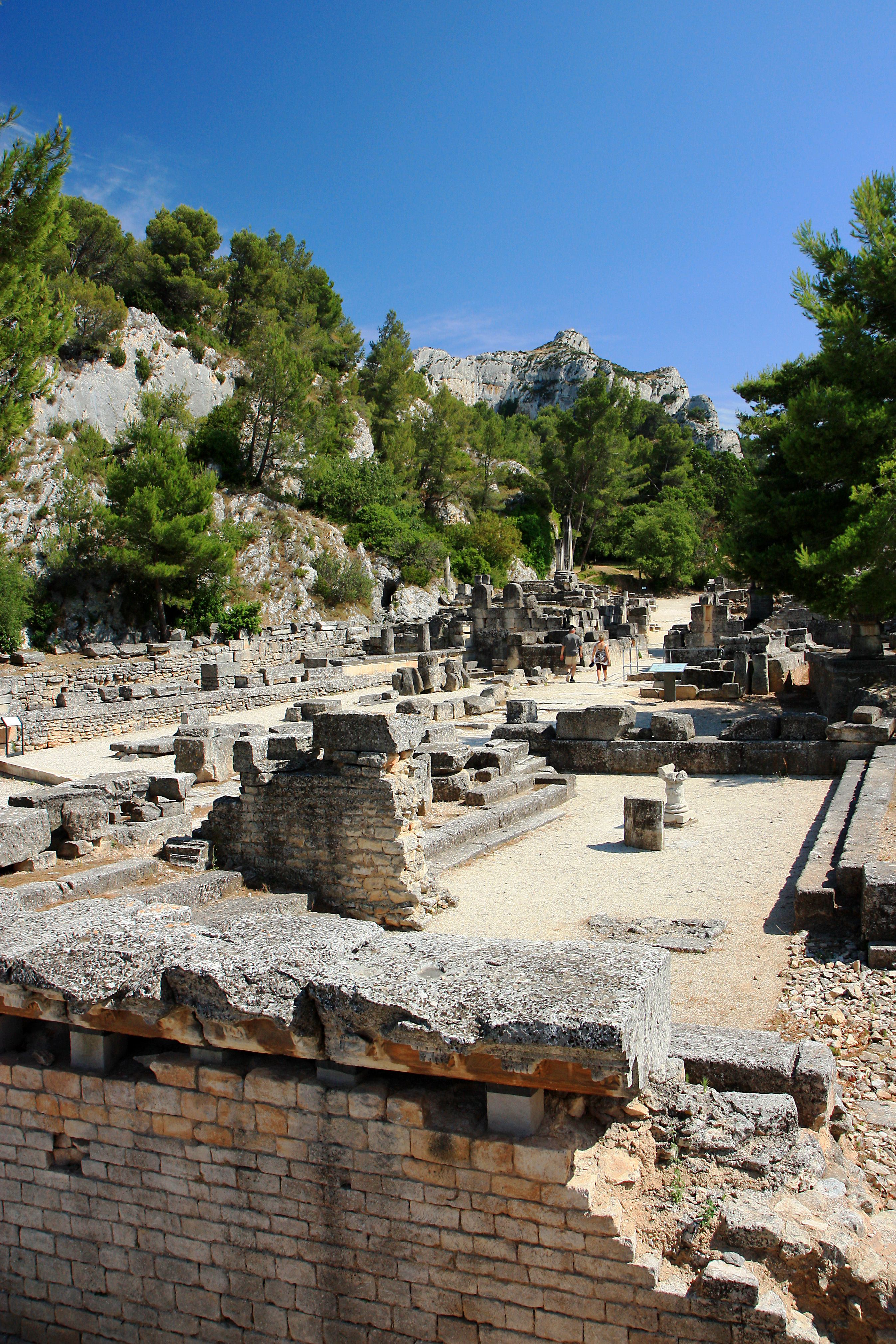
Bouleuterion di Glanum.
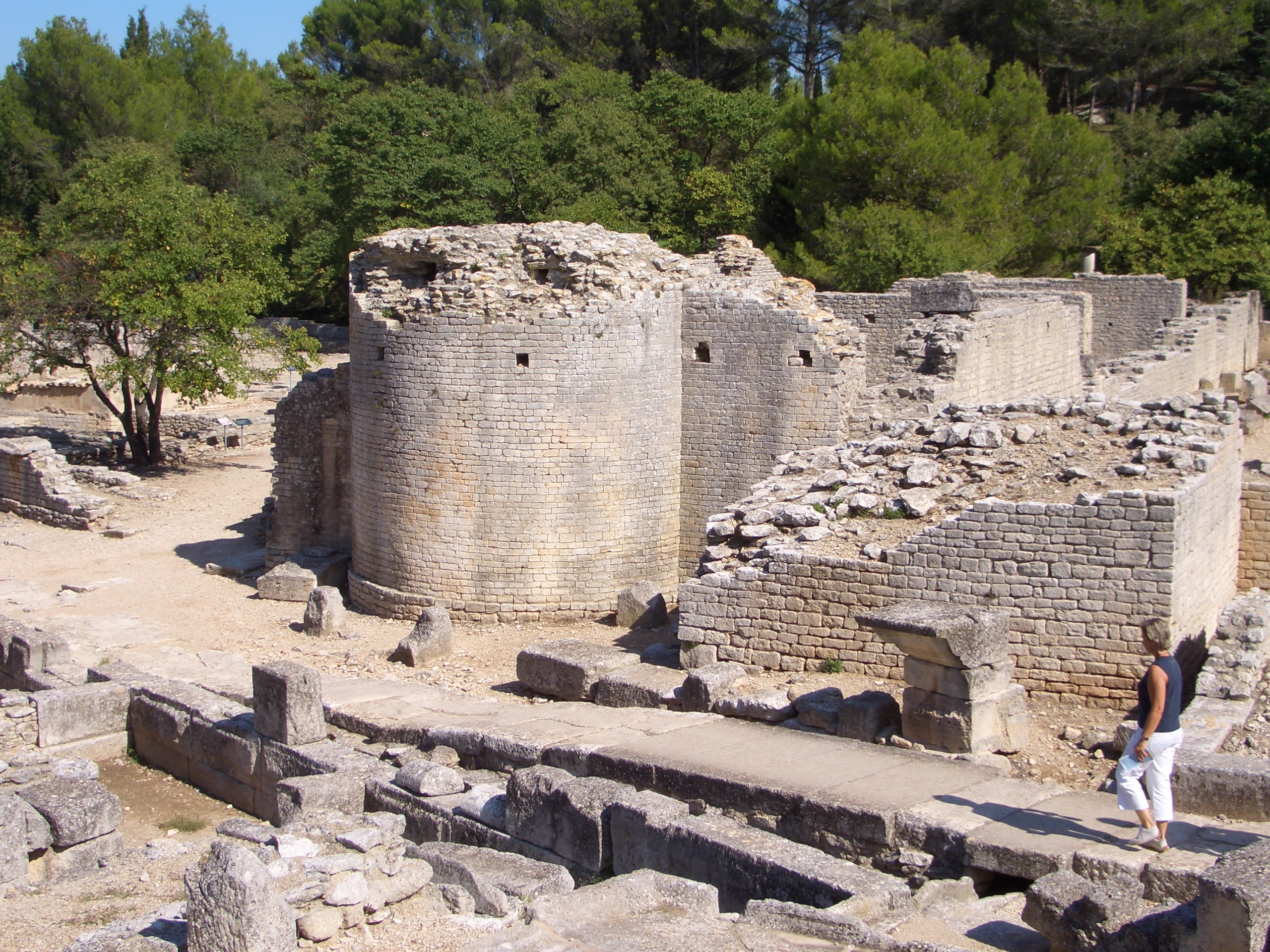
La curia.
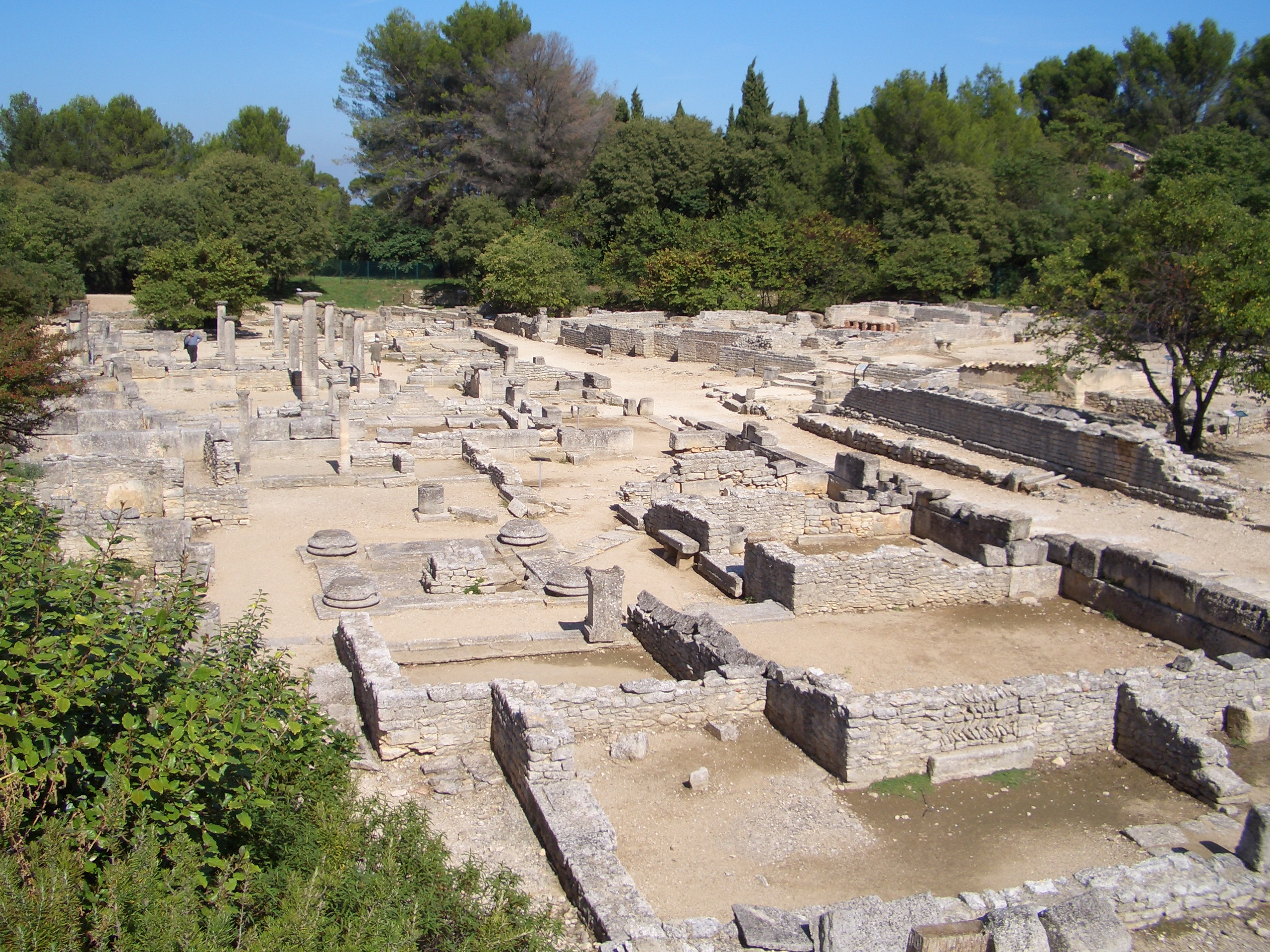
Abitazione privata.
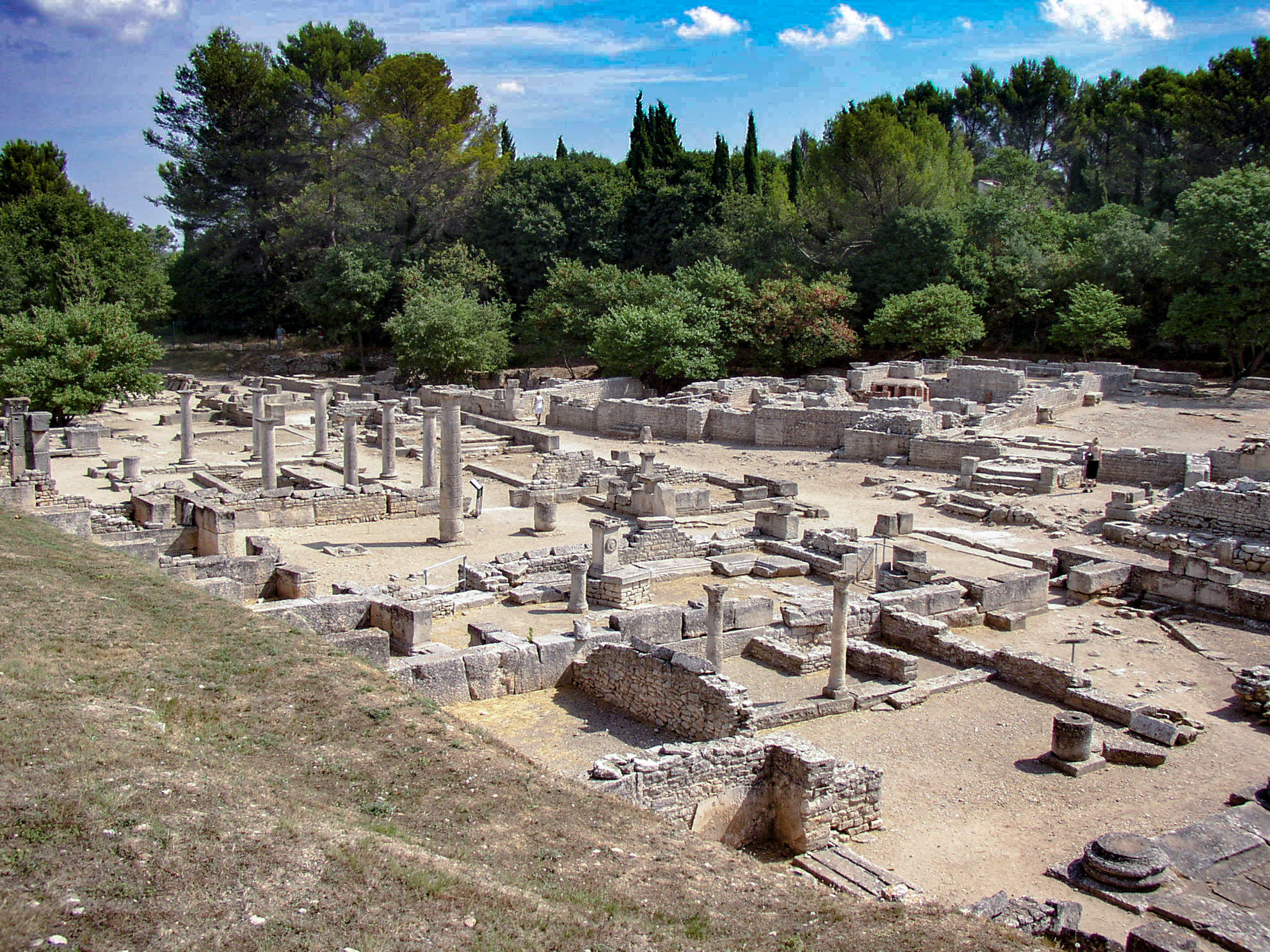
Altra Abitazione privata.

- Massilia (Marsiglia), fondata da coloni greci di Focea nel 600 a.C., fu un fedele alleato di Roma a partire dalla seconda metà del VI secolo a.C. Durante le Guerre civili tra Cesare e Pompeo, si schierò con quest'ultimo. Cesare inviò, quindi, un esercito al comando di Decimo Giunio Bruto che assediò e conquistò la città nel 49 a.C. Massilia rimase una libera civitas ("città libera"), autonoma rispetto al governatore provinciale, con proprie leggi ma facente parte dell'Impero romano. In età augustea la città conosce una grande fase costruttiva: dal grande forum, al teatro, al porto ed alle terme. Nel 2 d.C. vi morì di malattia Lucio Cesare, erede di Augusto assieme al fratello Gaio.[67] Durante l'alto Impero romano Massilia prosperò grazie alle attività portuali. Tuttavia perse gradualmente la sua importanza commerciale a favore di Arelate, iniziando poi la fase del declino nel corso del tardo impero. Nel 313 l'Editto di Milano concesse la libertà di culto in tutto l'impero. Finalmente i cristiani di Massilia poterono uscire allo scoperto e professare pubblicamente la propria fede. In questo modo nel 314 Orosio, primo vescovo di Marsiglia di cui si abbia notizia, può partecipare al Concilio di Arles. Nel 476, infine, Massilia fu conquistata dai Visigoti di Eurico.

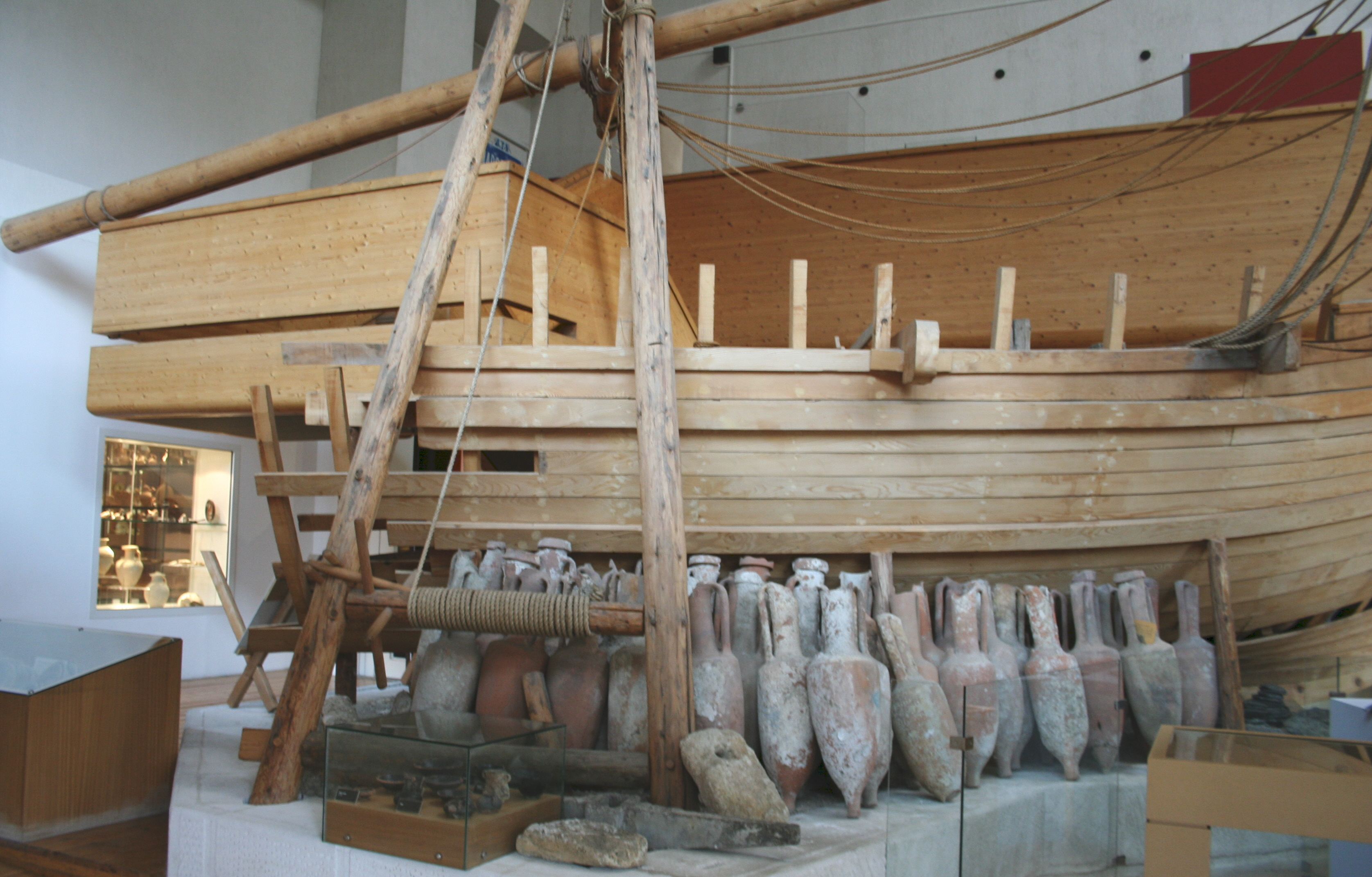
ricostruzione di nave romana, ora al museo di Marsiglia.
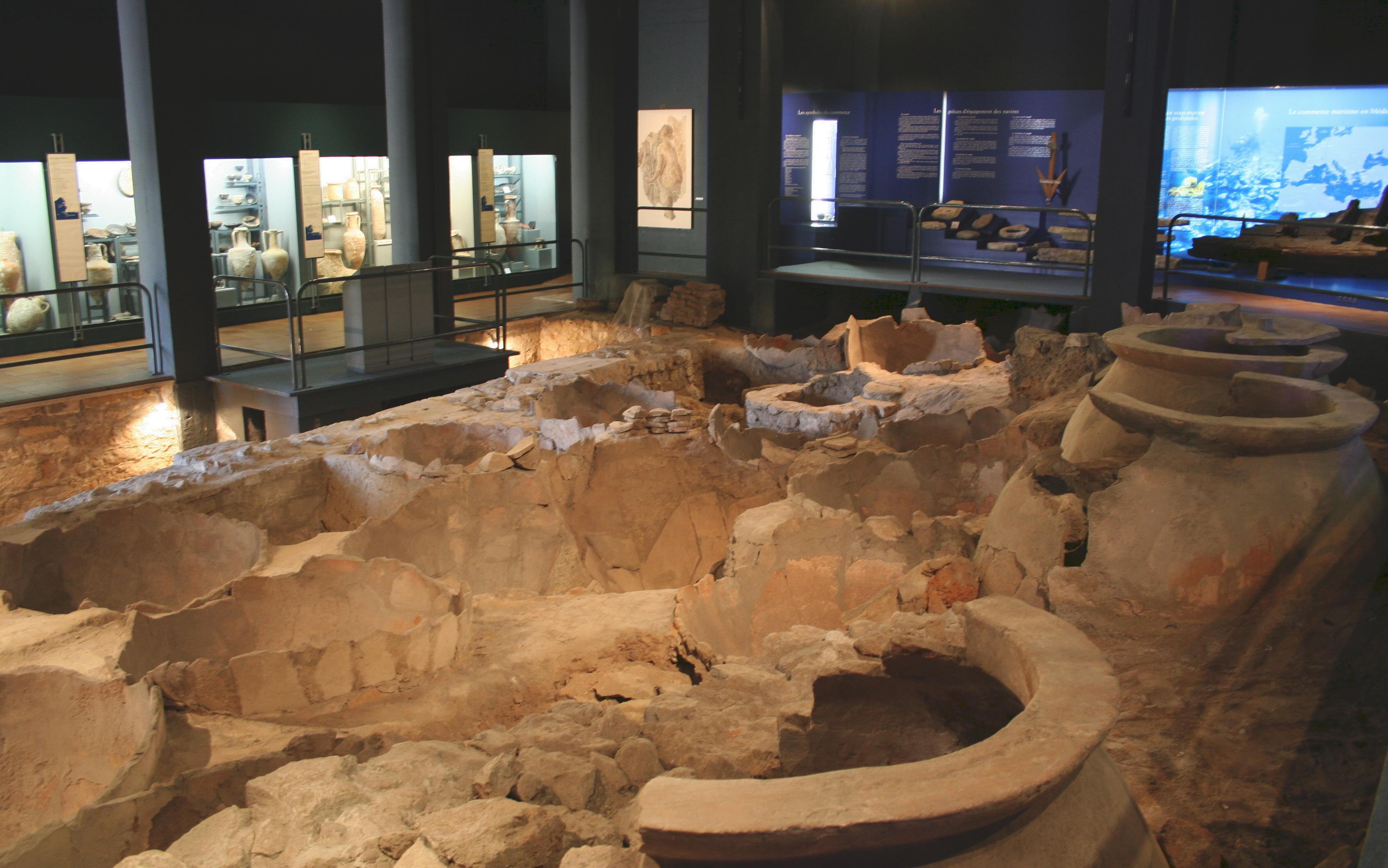
Banchine romane di Massilia.
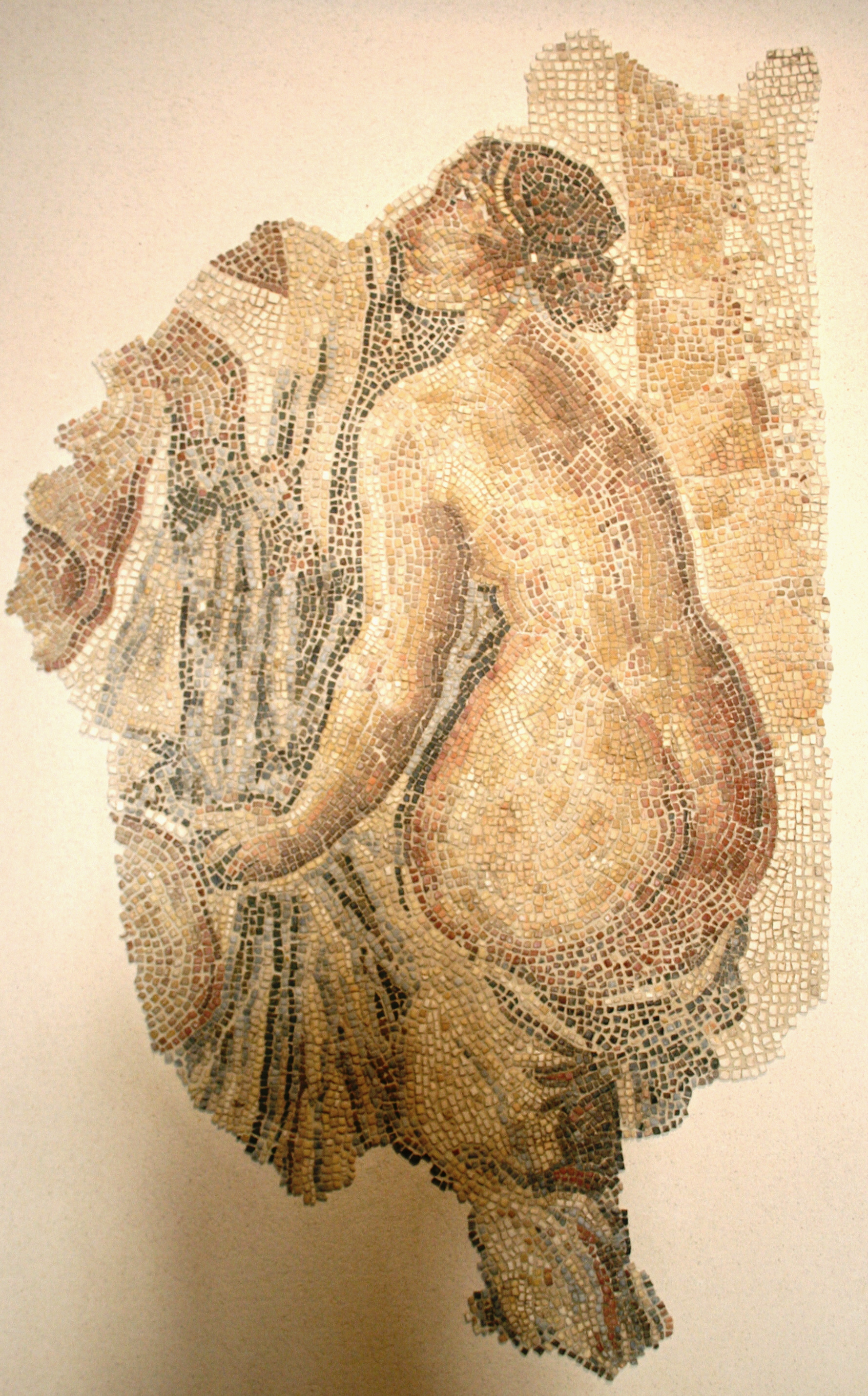
Mosaico delle terme romane.

- Narbo Martius (Narbona; colonia della decima legione gemella e capitale fino al principato di Ottaviano Augusto), fu fondata dai nel 118 a.C. come colonia romana, con il nome di Colonia Narbo Martius. Il nome di origine celtica o iberica significa "casa vicino al mare" con l'aggiunta del dio della guerra romano di "Marte", a protezione della nuova città. Questo nome non ha nulla a che vedere con il console dell'anno, Quinto Marzio Re. La città sorgeva lungo la via Domitia, prima via di comunicazione della Gallia romana, che collegava i territori dell'Italia romana con la Spagna romana. Prima di questi fatti, Narbo era una località commerciale, collegata al vicino al oppidum celtico di Montlaurès, a quattro chilometri a nord della città. Narbo Martius divenne la capitale della nuova provincia romana della Gallia Narbonense, da cui prese il nome. Durante i primi due secoli, rappresentò una delle più importanti città dell'intera Gallia, raggiungendo un'estensione di circa 100 ettari, con una popolazione di circa 35 000 abitanti. Fu distrutta da un grosso incendio nel 145, e ricostruita su ordine di Antonino Pio nel 160. Nel 462 fu inglobata, infine, nel regno dei Visigoti.

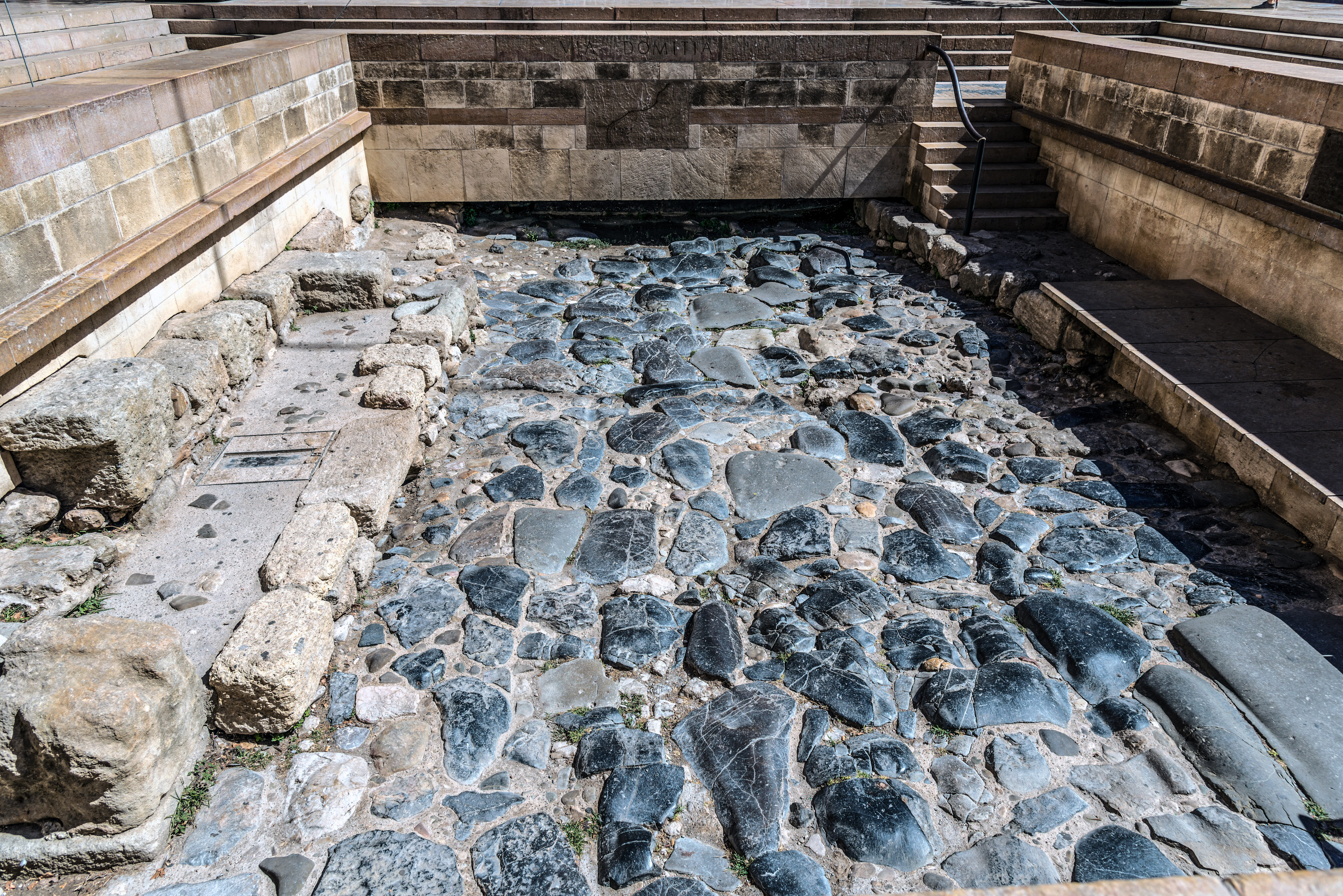
La via Domitia nei pressi di Narbo Martius.
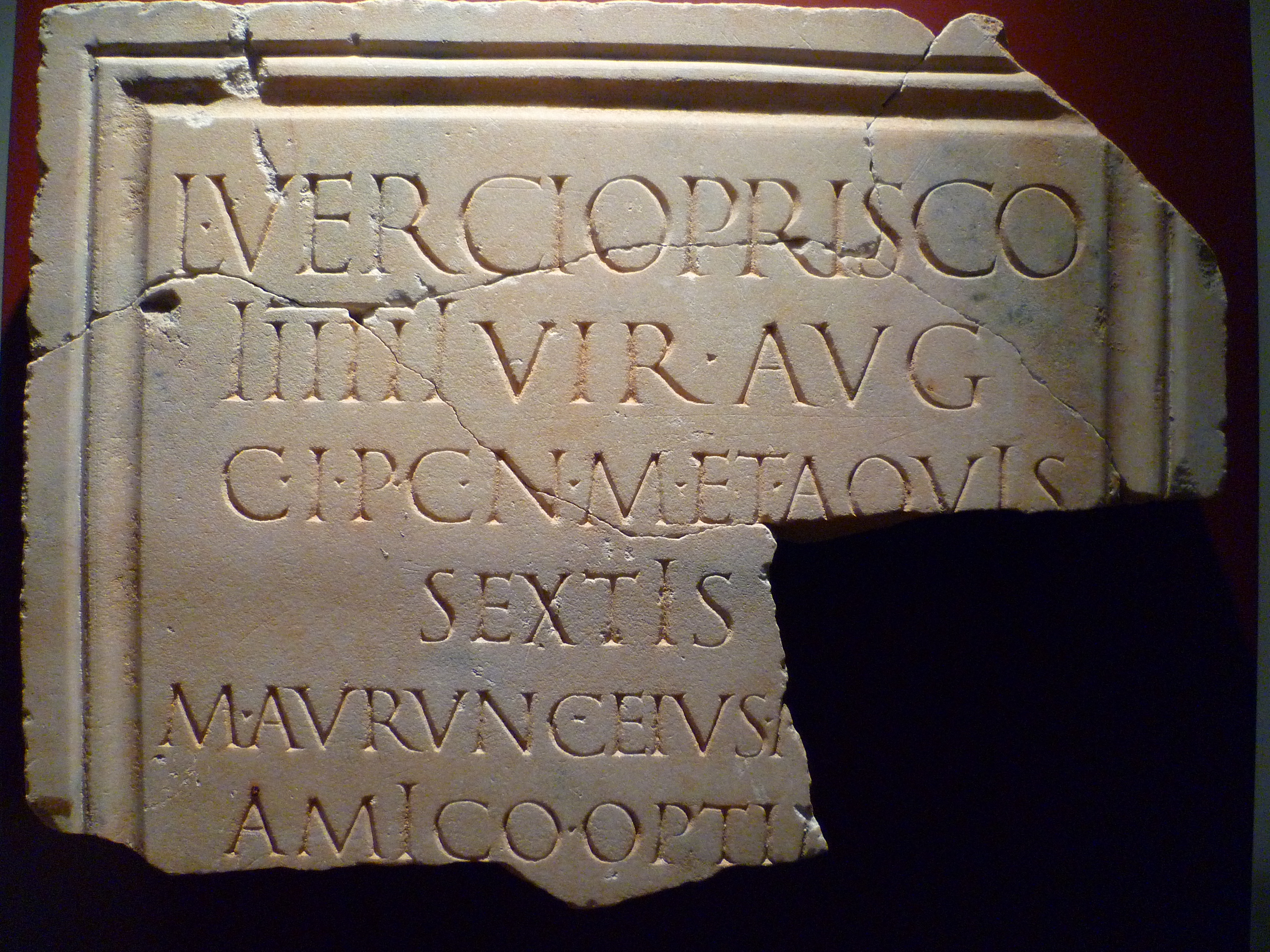
Iscrizione della Colonia di Narbo Martius.

- Nemausus (Nîmes; fu resa capitale della Narbonense stessa da Ottaviano Augusto), aveva il nome del figlio di Ercole, eroe eponimo di Nimes. Il seguito alla vittoria sugli Arverni da parte Gneo Domizio Enobarbo e Quinto Fabio Massimo Allobrogico nel 121 a.C., la città si mise sotto la protezione dei Romani, ma non riuscì a sottrarsi alla devastazione causata dall'invasione di Cimbri e Teutoni. La colonia fu fondata da Ottaviano grazie al suo collaboratore Marco Vipsanio Agrippa nel 27 a.C. La città aveva una cinta muraria di 6 km, e racchiudendo la terza area urbana della Gallia, pari a 220 ettari. Verso la fine del III secolo, il cristianesimo entrò a far parte della vita quotidiana di Nimes. All'inizio del V secolo (407-408) i Vandali invasero i territori imperiali e portarono grande devastazione fino alla colonia di Nemasus.

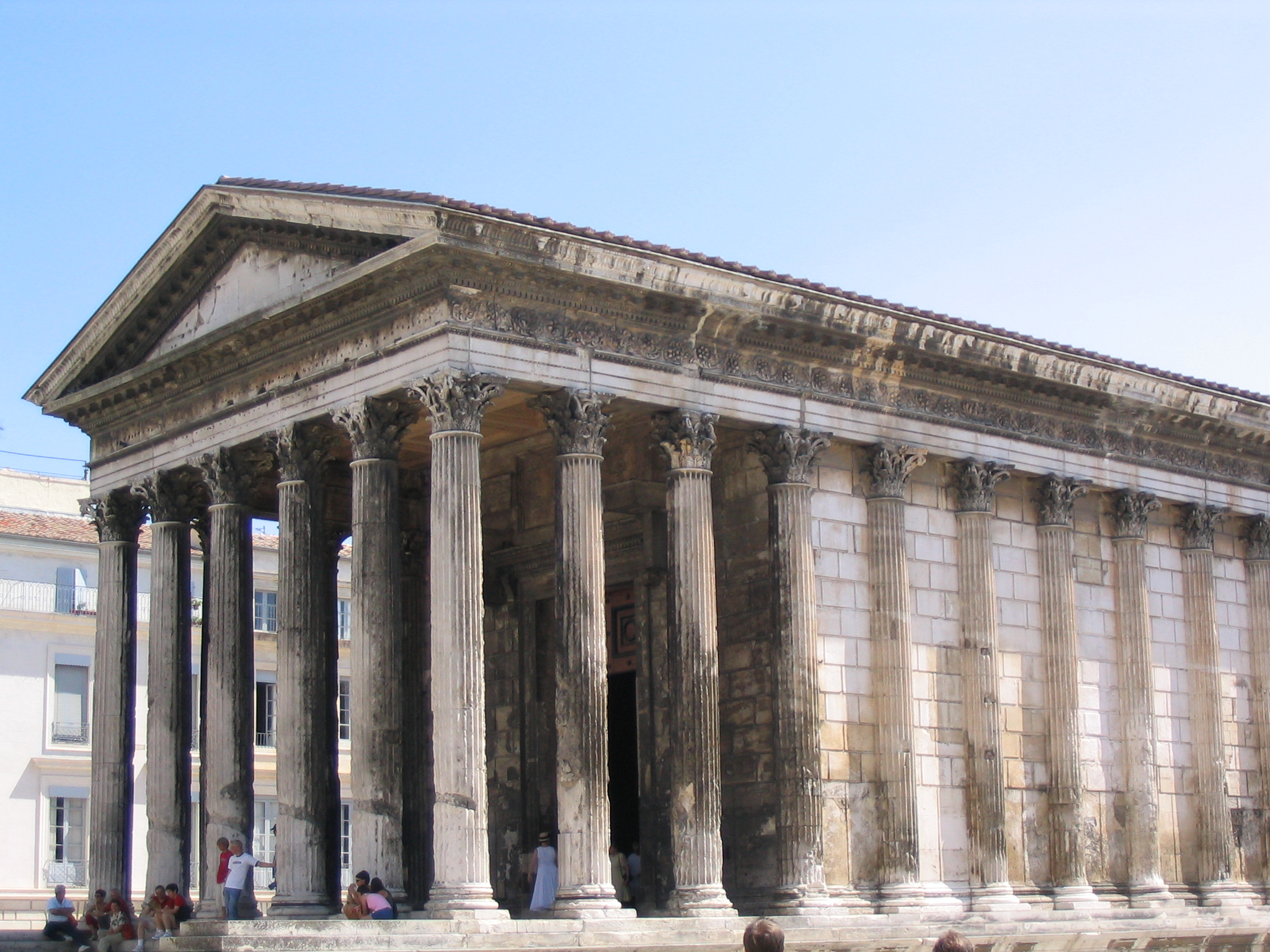
La Maison Carrée, tempio di I secolo d.C. a Nemasus.
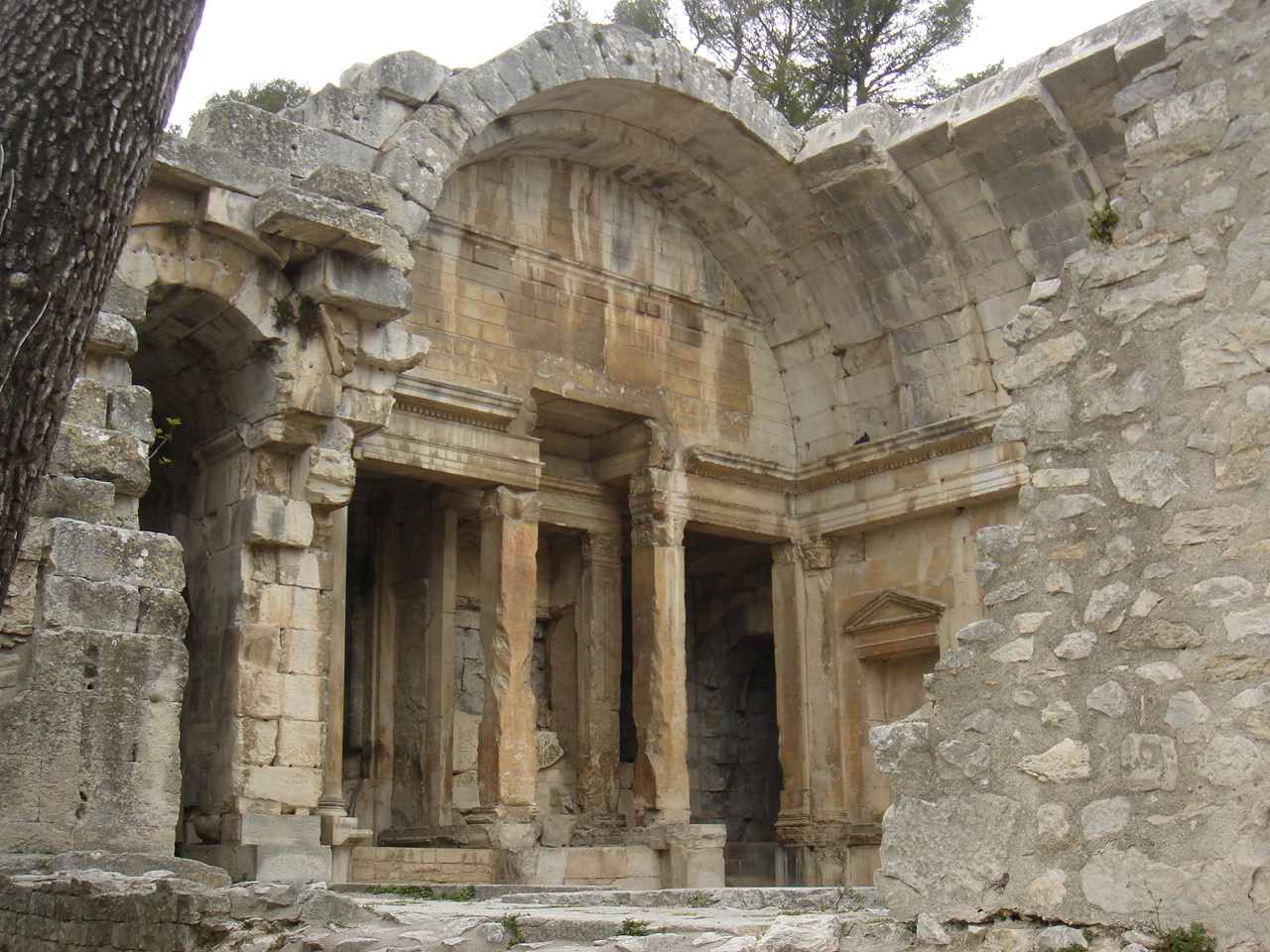
I resti del Tempio di Diana a Nemasus.
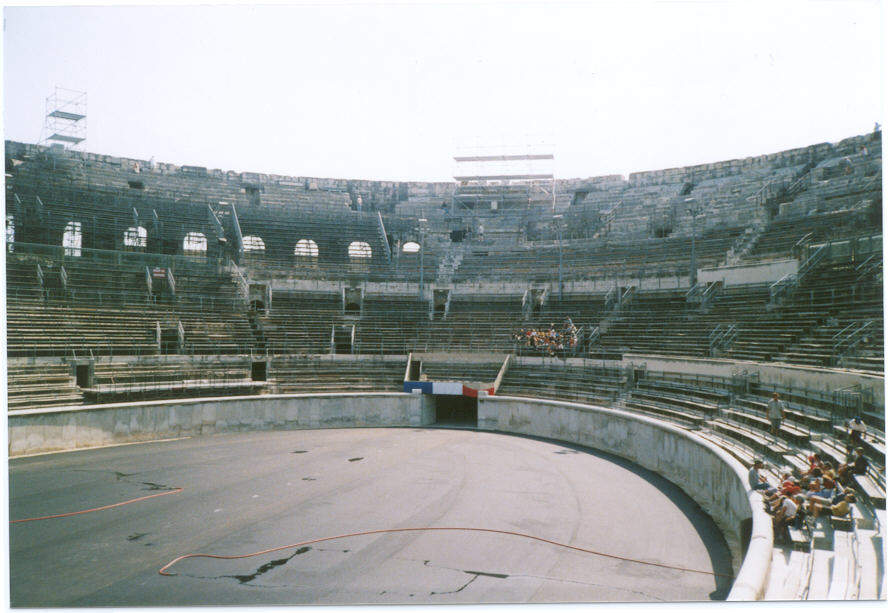
Gradinate dell'anfiteatro di Nemasus.
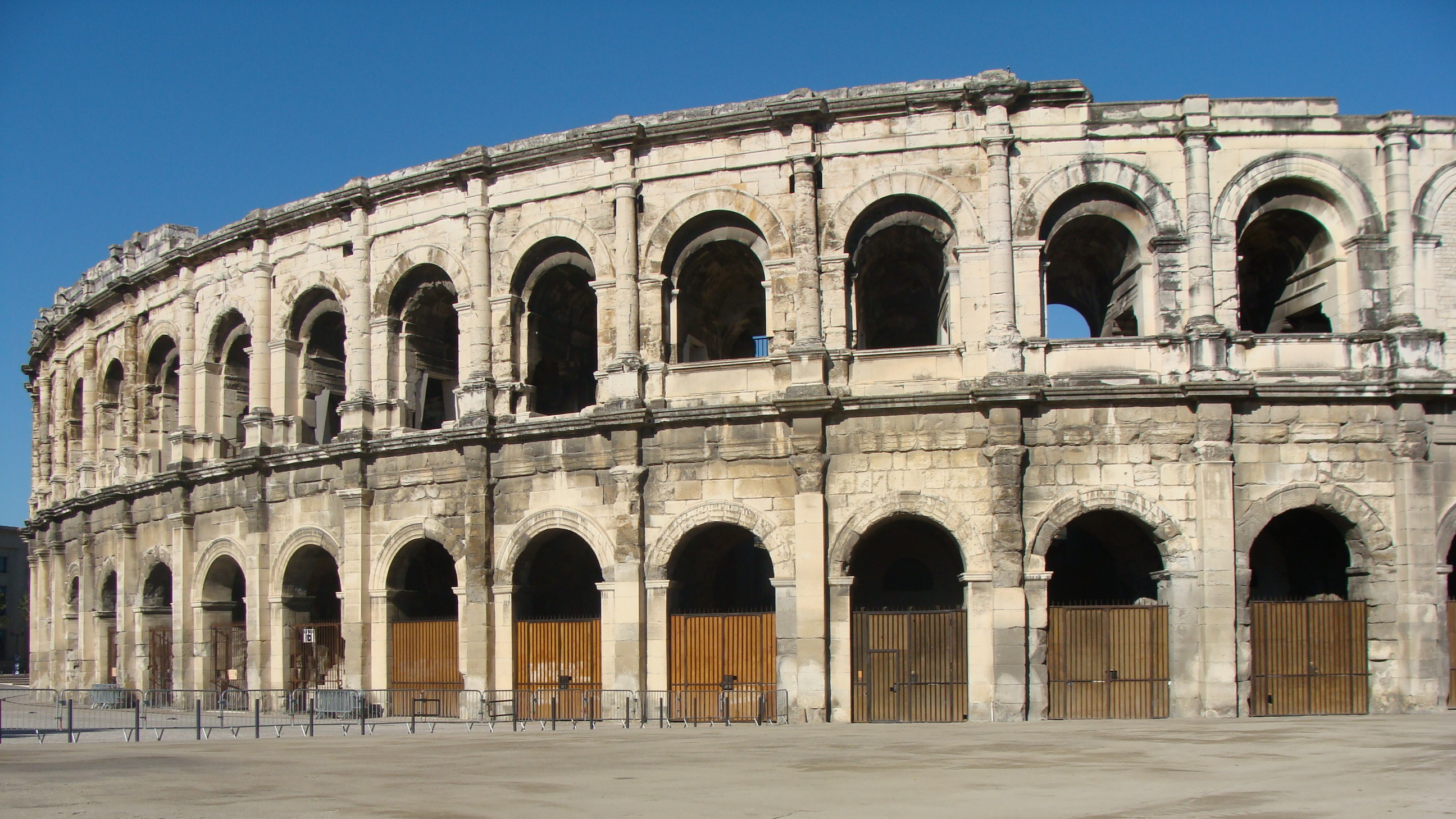
Esterno dell'anfiteatro di Nemasus.
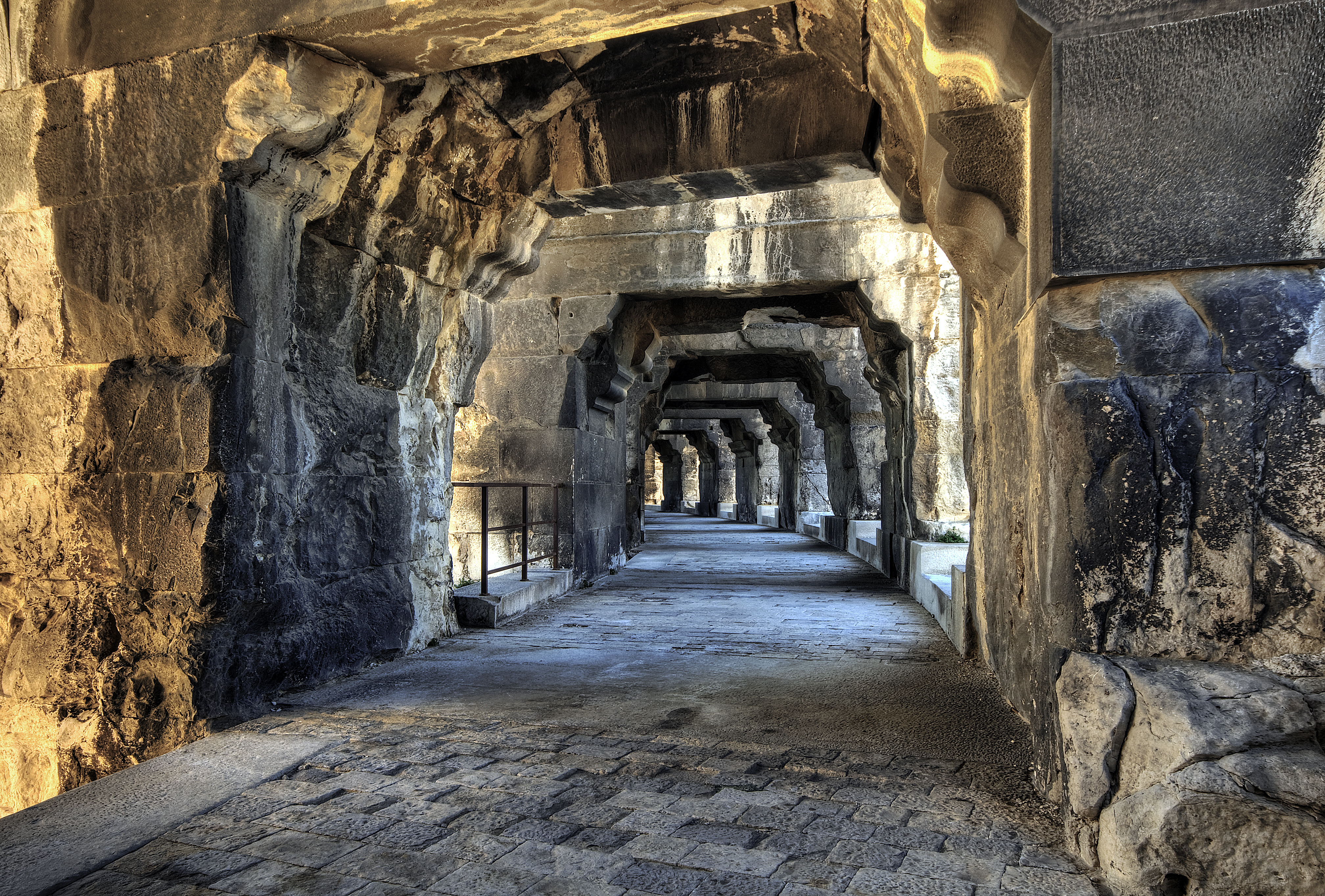
Gallerie dell'anfiteatro.
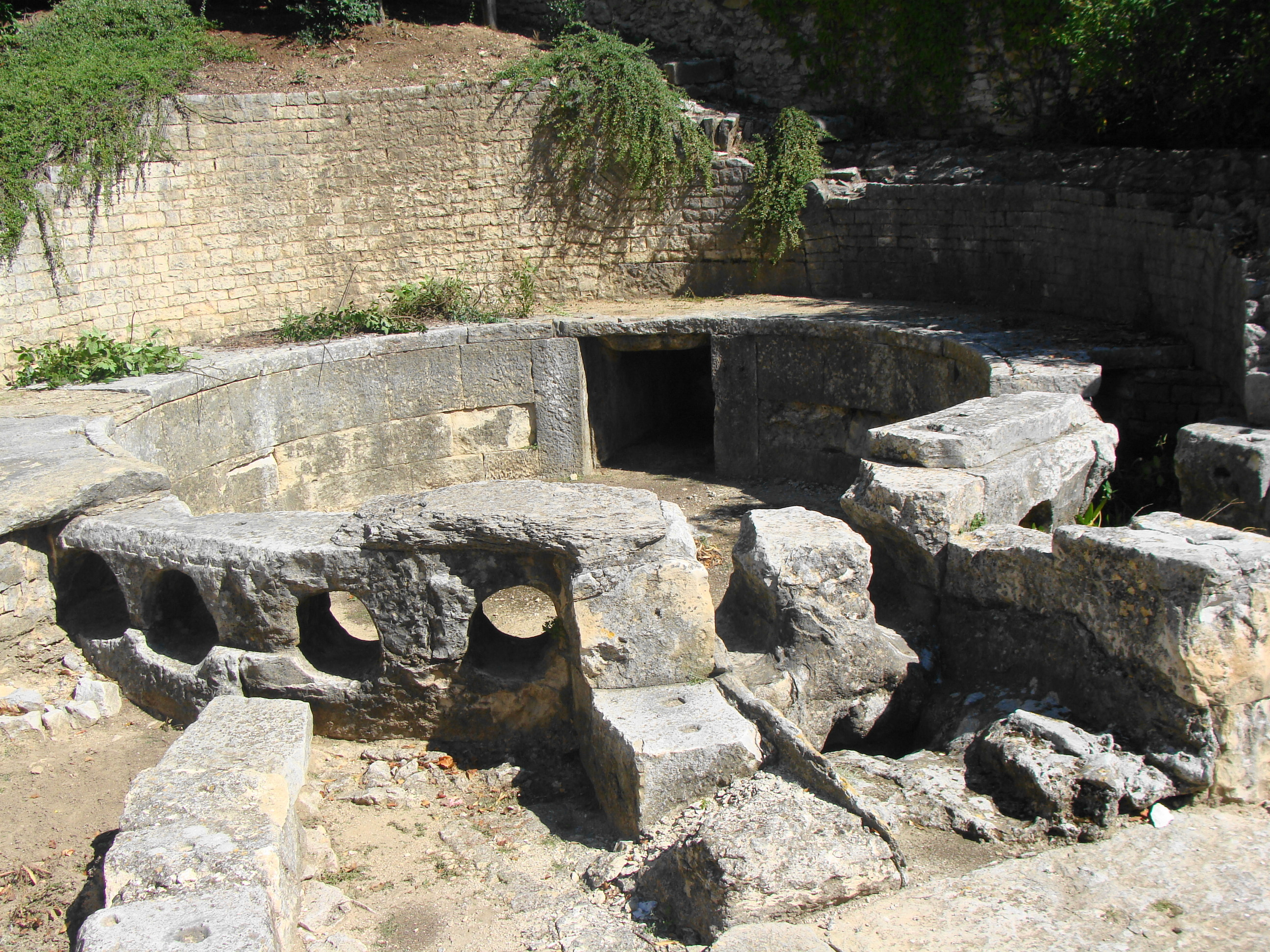
Forte romano a Nemasus.
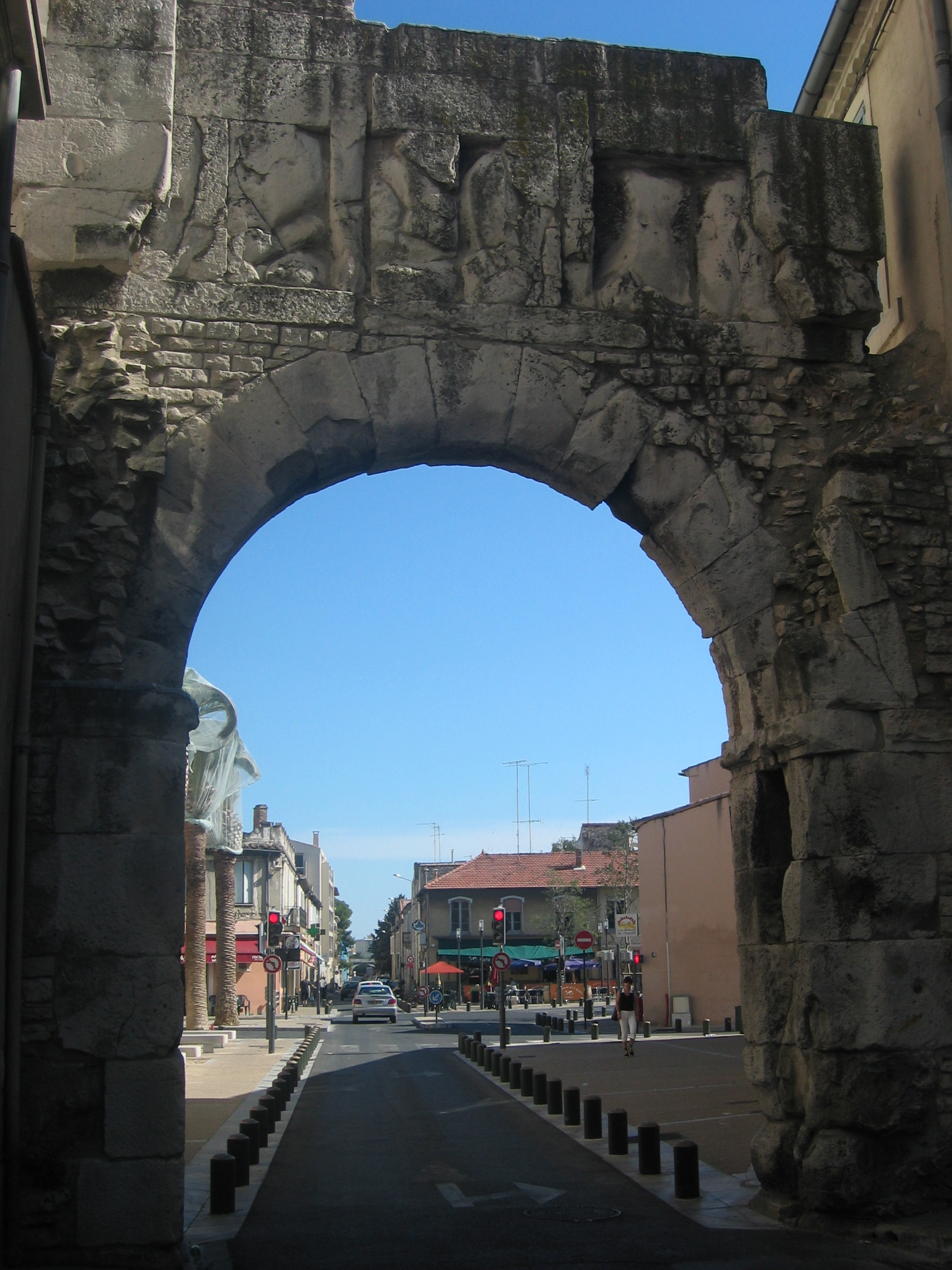
Porta romana.
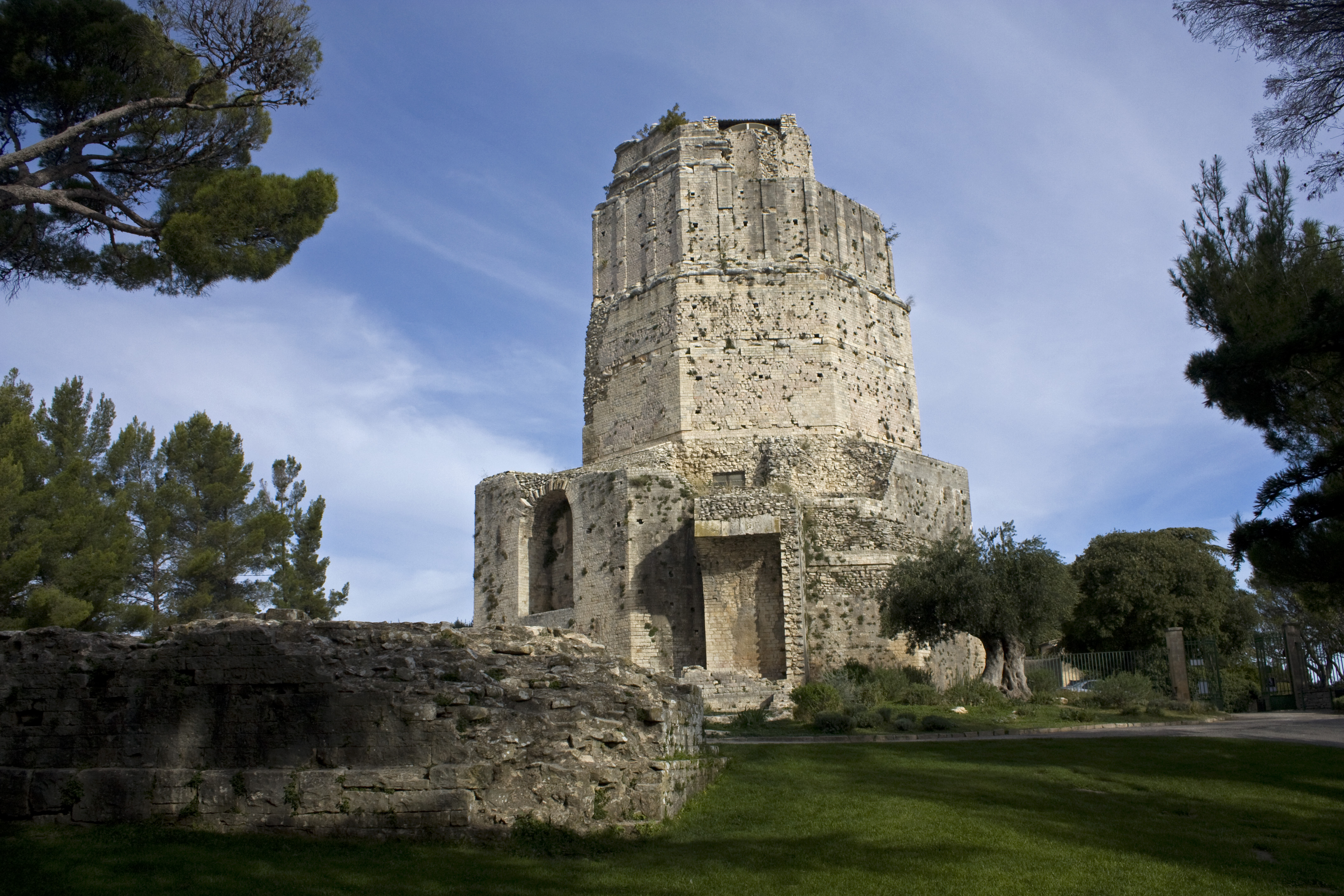
Antica torre romana.
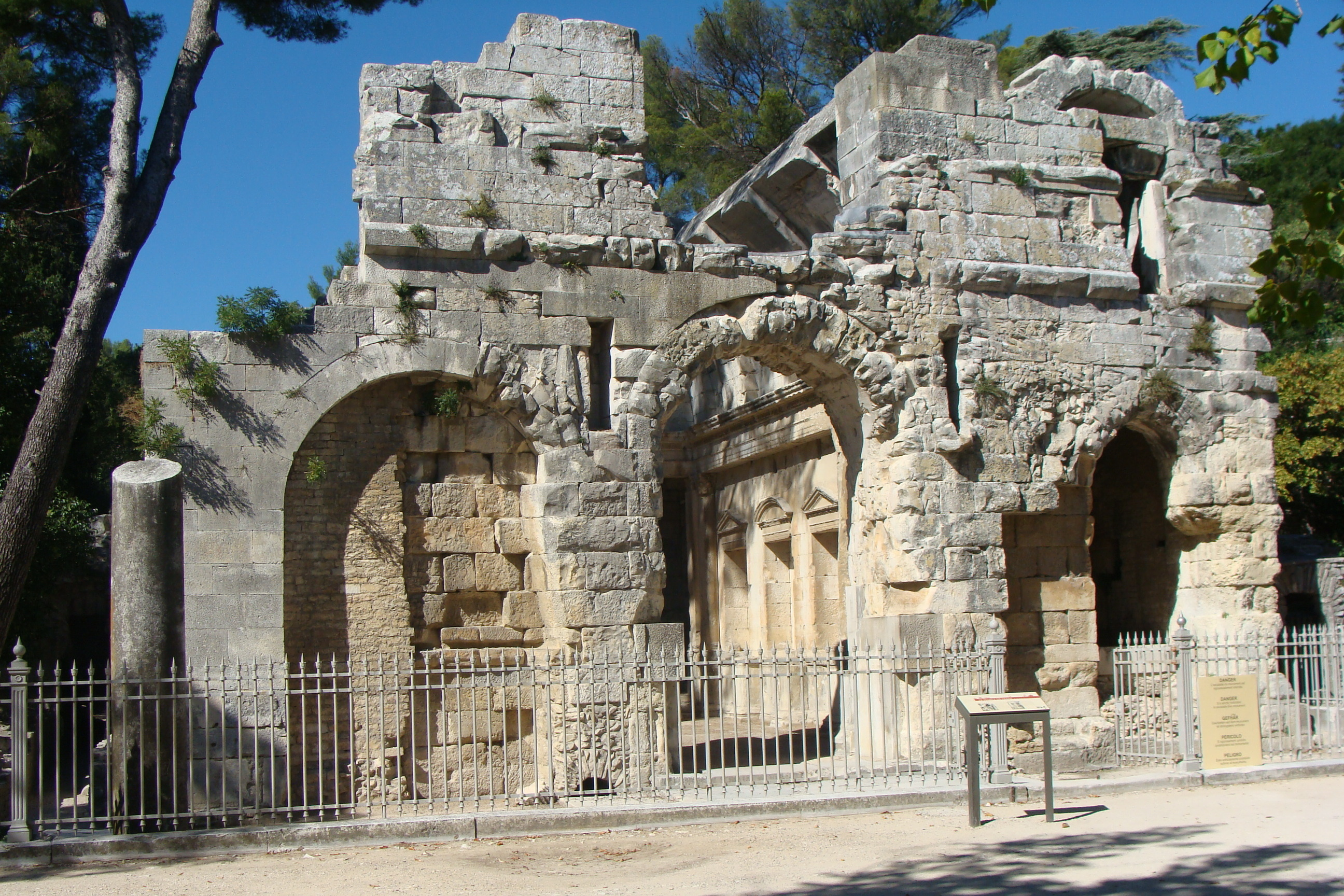
Tempio romano a Nemasus.

- Ruscino (Château-Roussillon), nel 121 a.C. fu romanizzato. La costruzione della Via Domizia, che attraversava la città collegandola con i centri vicini di Narbo Martius (Narbona), Baetiris (Béziers) e le città costiere di Portus Veneris (Port-Vendres) e Banyuls, favorì gli scambi commerciali e lo sviluppo della città che conobbe il suo apice nel I secolo sotto il principato di Ottaviano Augusto con la costruzione del Foro. Verso la fine dell'Impero romano, nel 462, la zona di Ruscino passò sotto i Visigoti che mantennero il controllo della regione, detta allora Settimania.

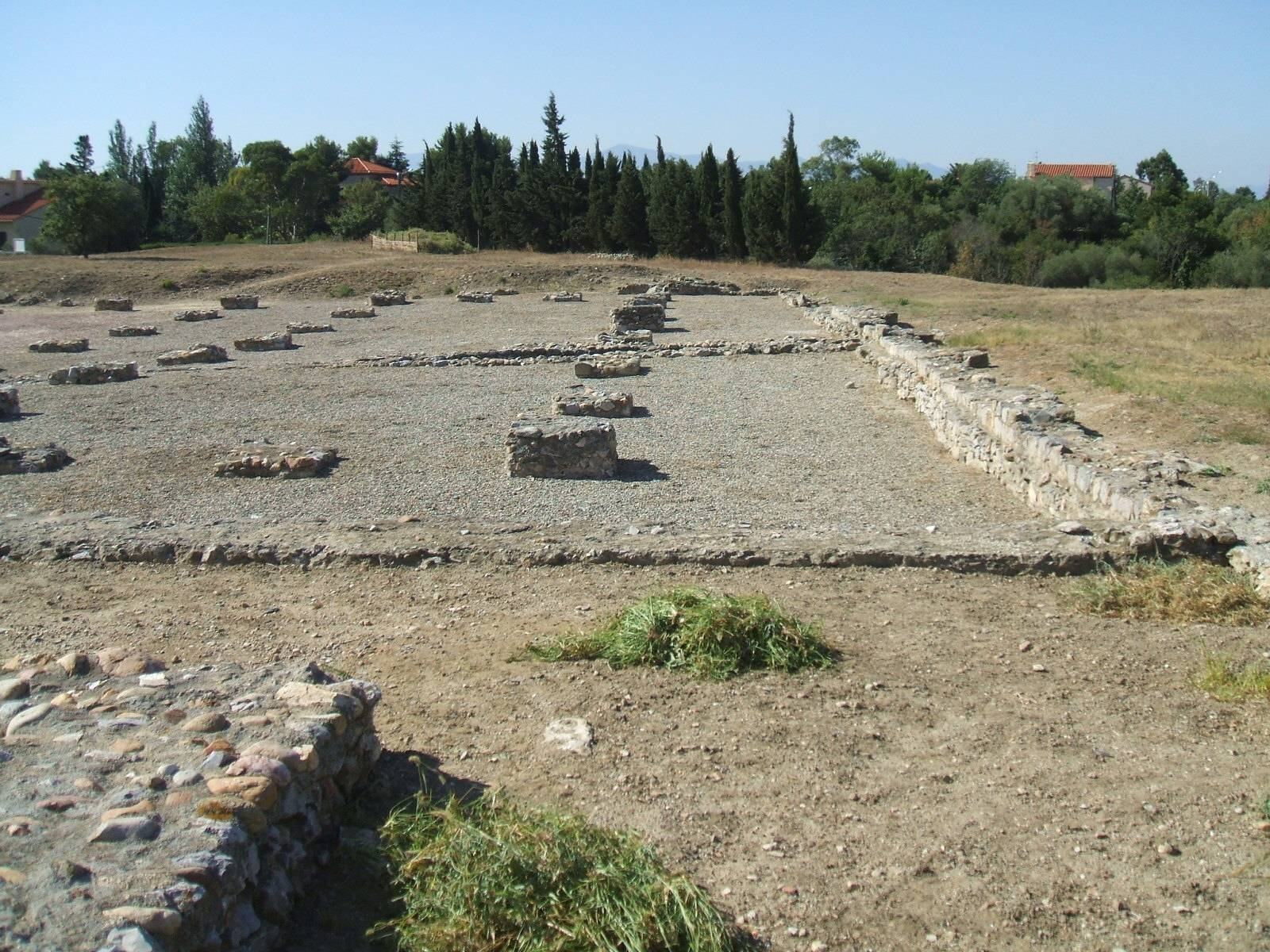
Il forum di Ruscino.
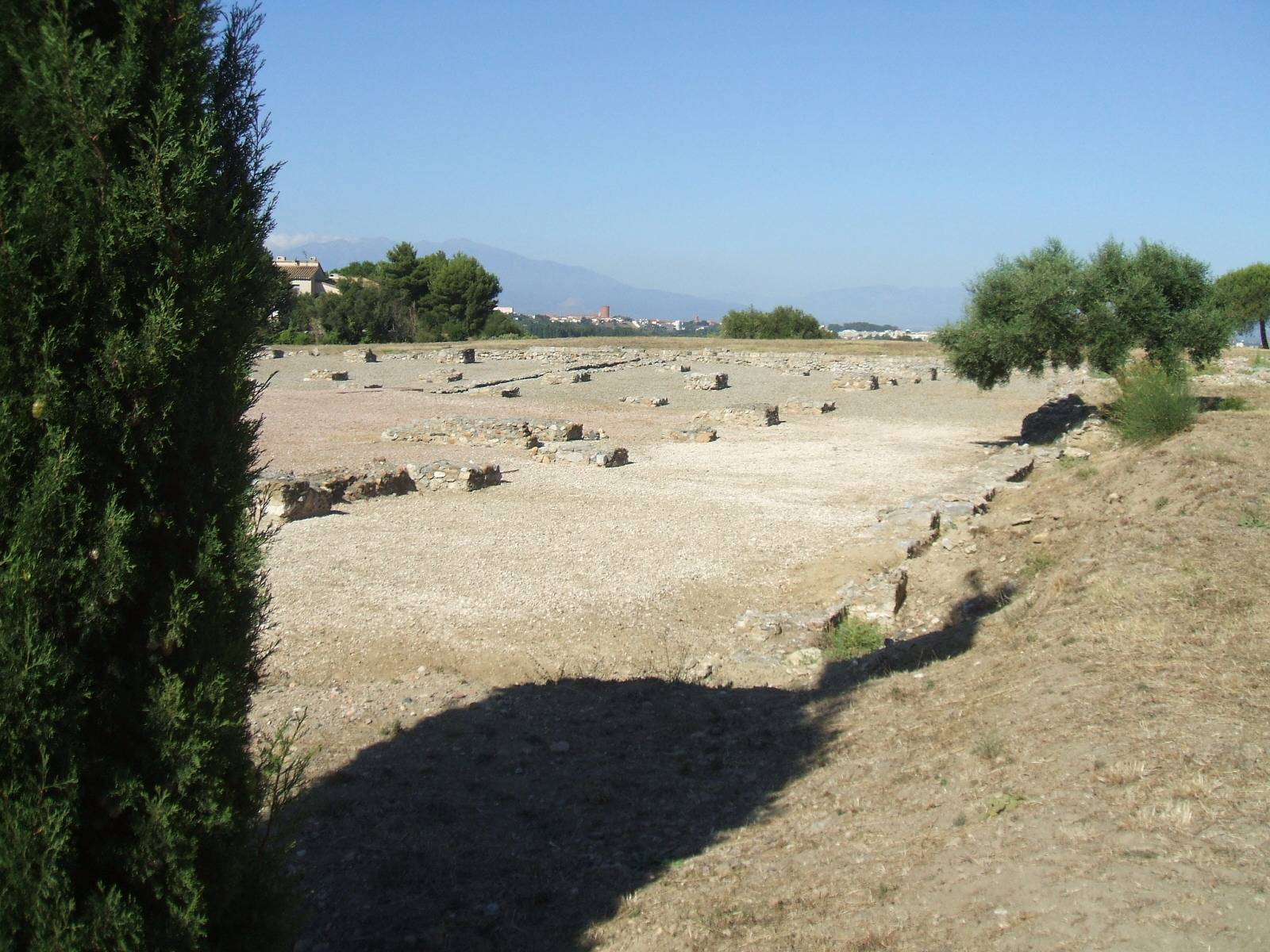
Altra visione del forum di Ruscino.

- Tolosa (Tolosa), città dei Volci Tectosagi, fu prima della conquista, alleata di Roma. Ribellatisi ai Romani furono sconfitti nel 107 a.C. e la città divenne parte della Repubblica romana. Sotto Augusto (verso la fine del I secolo a.C.), fu creato il nuovo centro di Tolosa, non molto distante da quello attuale. Qui i Romani costruirono acquedotti, come in altre grandi città, oltre ad un teatro, un anfiteatro da 14 000 posti ancora visibili nel quartiere Purpan-Ancely, le terme e diversi templi. A partire dal 30 fu eretta una cinta muraria tutta intorno alla città. Nel 250, Tolosa viene ricordata per il martirio cristiano di Saturnino di Tolosa. Nel III e IV secolo la città continua a crescere ed è fiorente. La prima basilica cristiana fu iniziata nel 403. Nel 413, i Visigoti invasero la città e scelsero Tolosa come capitale del loro regno. Seppure avessero una cultura e una religione diversa, i gallo-romani ed i Visigoti riuscirono a coesistere a Tolosa, fino a quando nel 508, il re dei Franchi, Clodoveo, dopo aver sconfitto i Visigoti nella battaglia di Vouillé (nel 507), occupò la città.

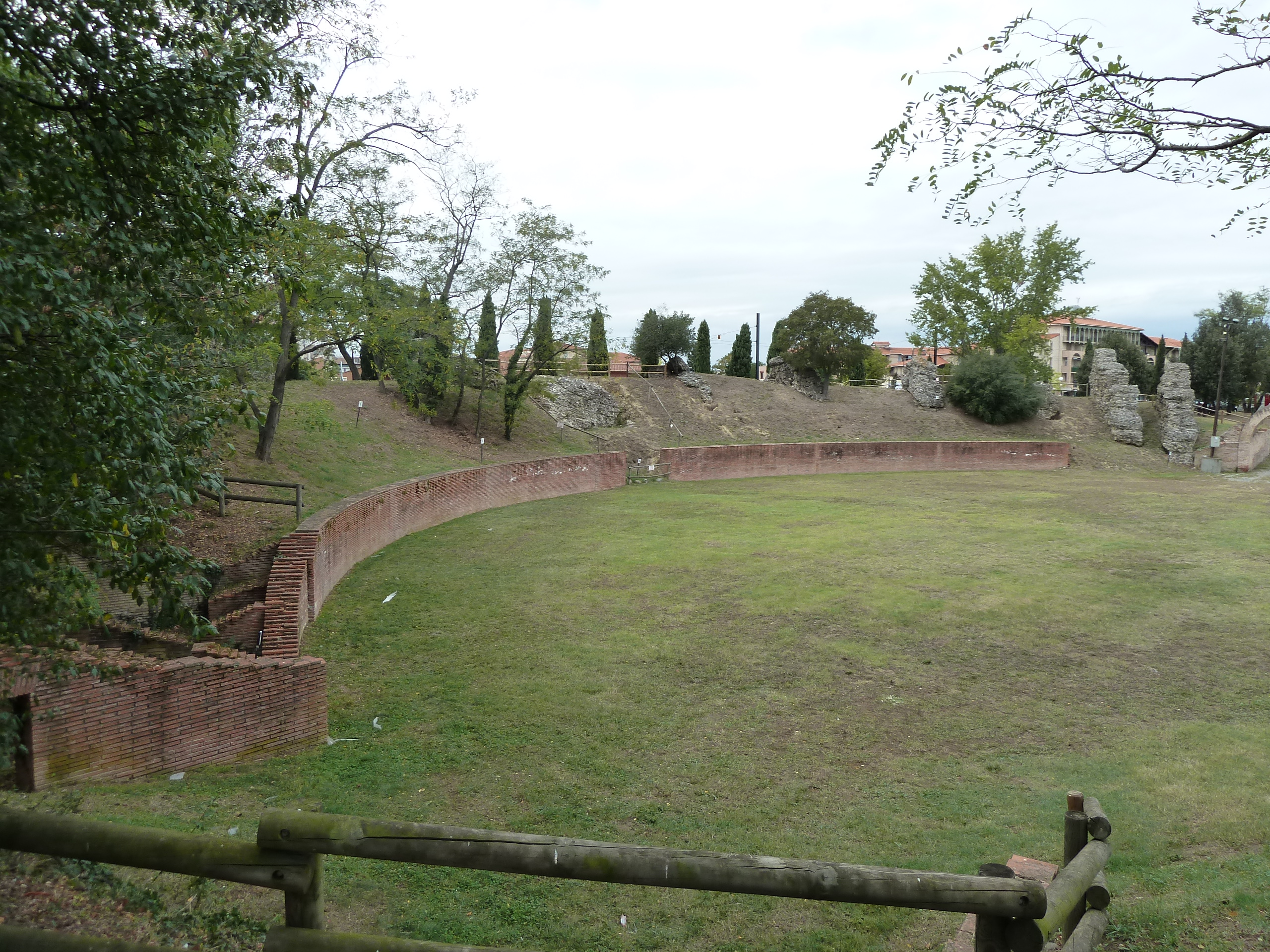
Anfiteatro romano di Tolosa.
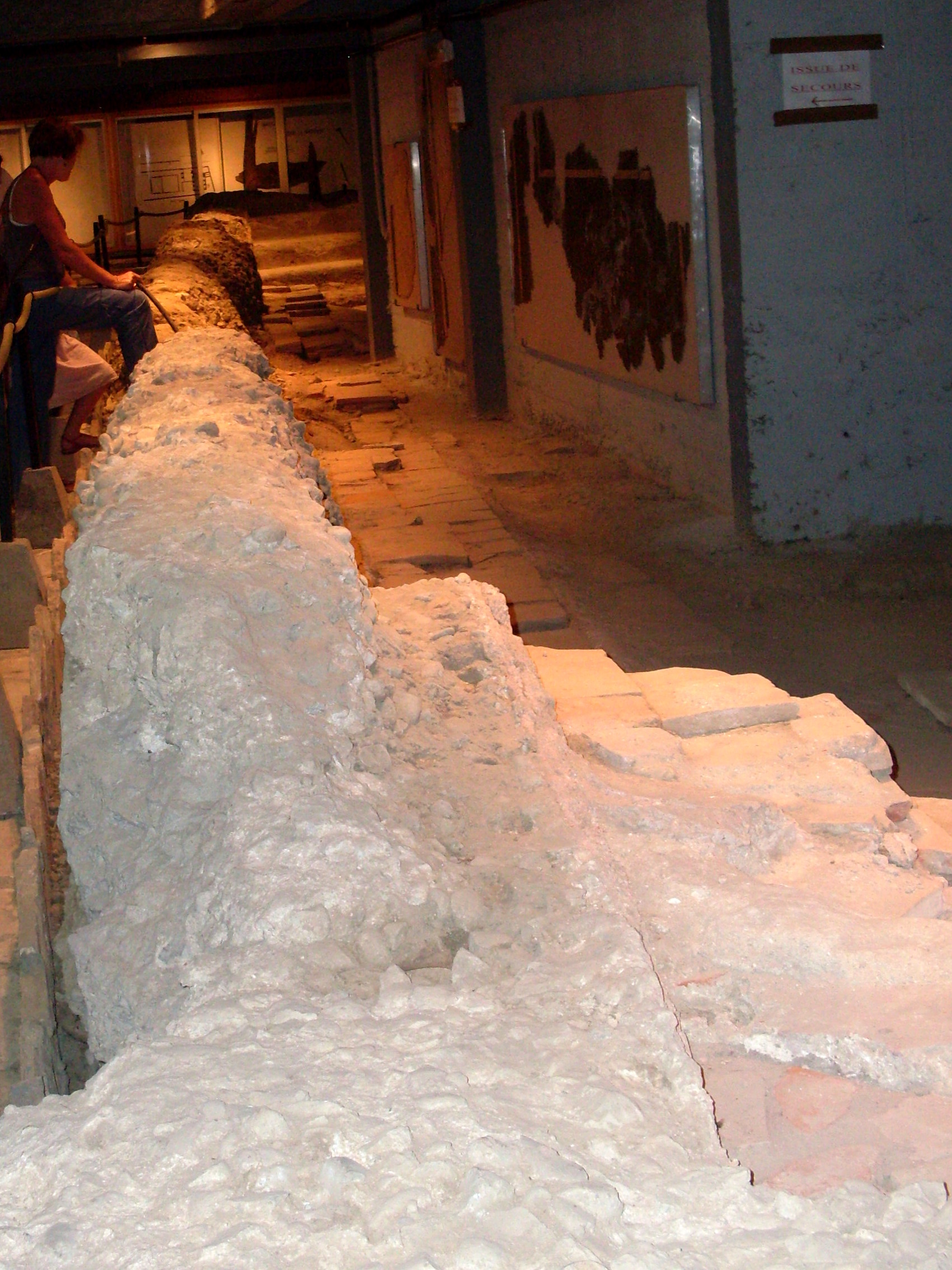
Resti delle terme romane di Tolosa.
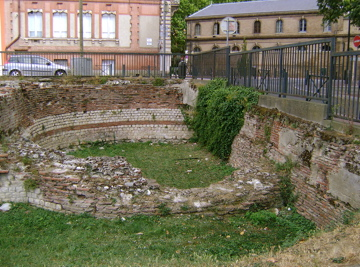
Mura romane e fossato a Tolosa.
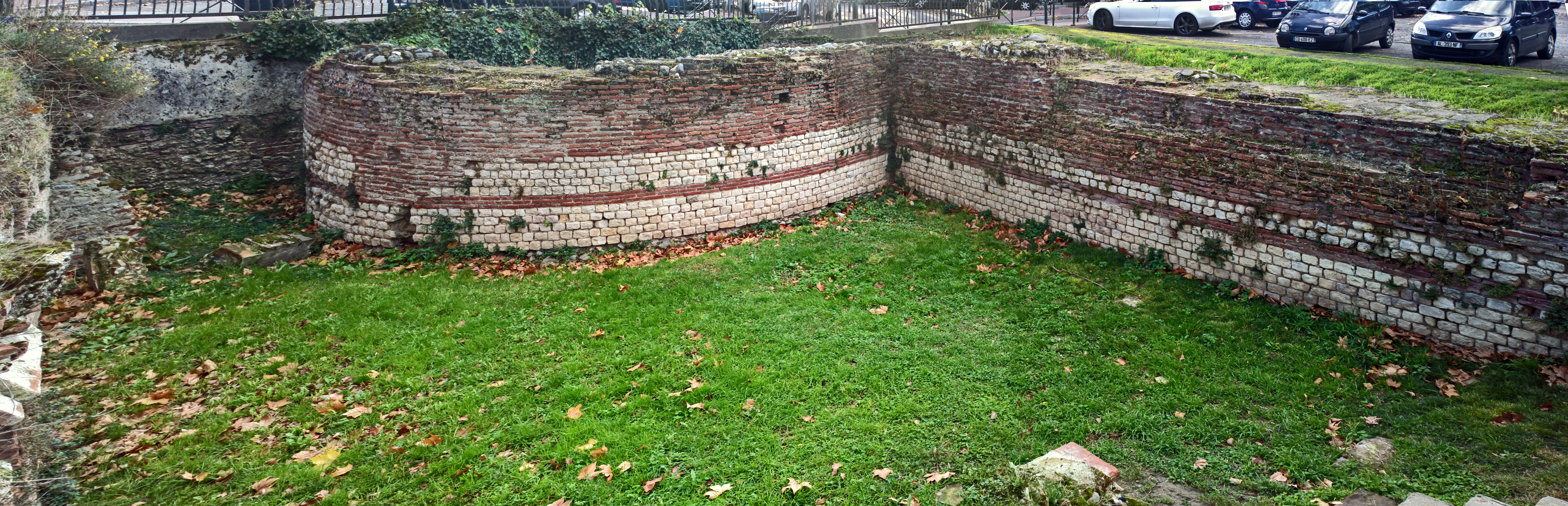
Mura romane a Tolosa.
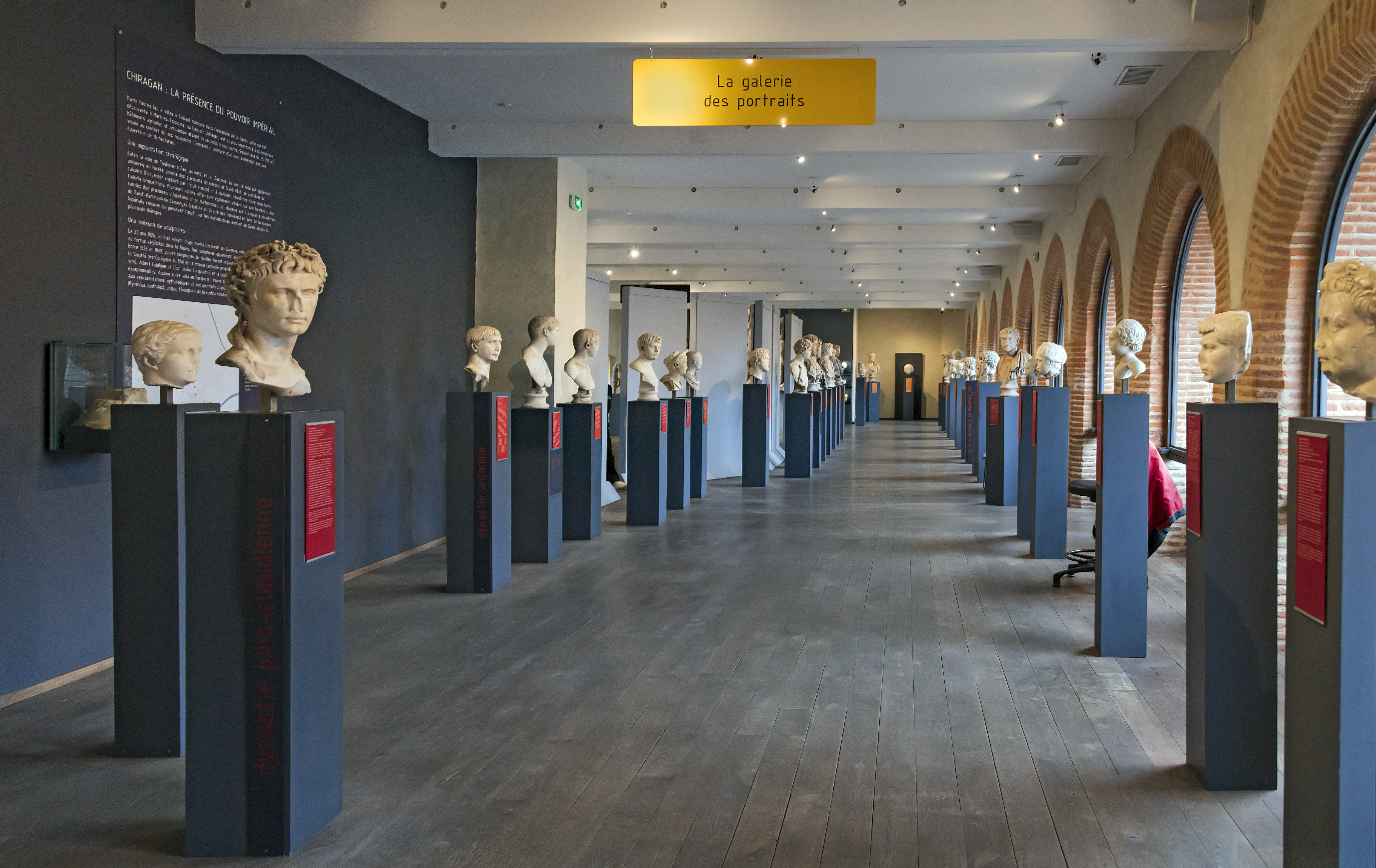
Sala dei busti romani rinvenuti a Tolosa (oggi al Museo Saint-Raymond).

- Valentia (Valence), fu una città a pianta ortogonale, come tante altre. Il cardo maximus cittadino si trovava lungo la via Agrippa, che tagliava la città da nord a sud e lungo la quale si trovava anche il Foro (costruito tra il 15 a.C. ed il 15 d.C.), con annessa una basilica civile, la curia, un tempio, ecc. Vi era poi un teatro, delle terme, ed un acquedotto. Vi era poi anche un circo, un anfiteatro (probabilmente lungo il fiume Rodano, al di fuori delle mura), un teatro ed un Odeon (?). Vi era poi un porto, che si trovava forse nel territorio della città attuale di Bourg-lès-Valence. A partire però dal IV secolo dovette affrontare numerose invasioni barbariche.[68] La città cadde nelle mani dei Visigoti nel 413.

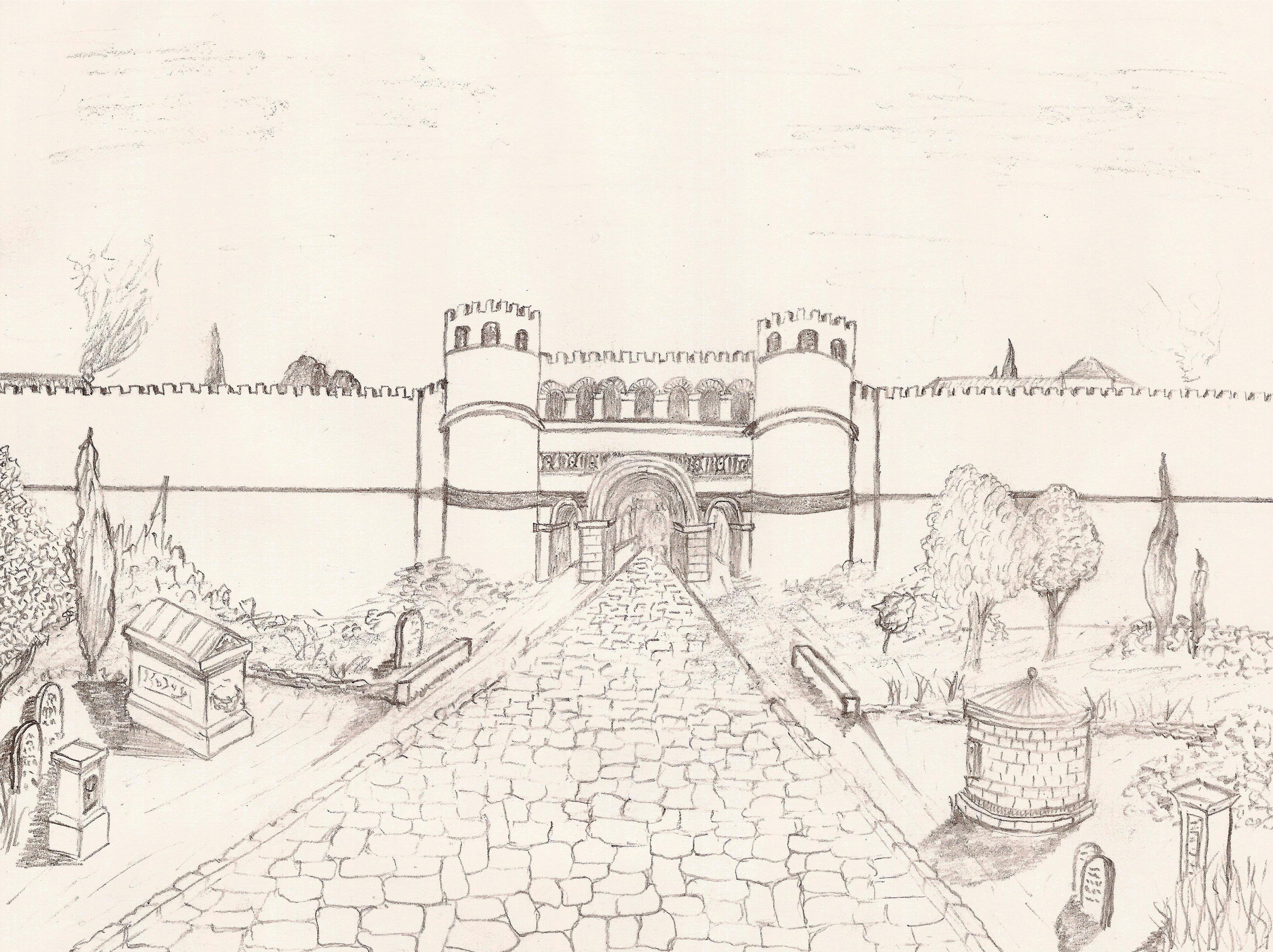
Ricostruzione ideale della porta sud di Valentia nel tardo Impero romano.

- Vienna (Vienne), fu inizialmente capitale degli Allobrogi. Poi Cesare vi fondò una colonia di diritto latino, chiamata Colonia Julia Viennensis. Ancor oggi si possono ammirare in città, e nei suoi immediati dintorni, alcuni importanti monumenti ed edifici di età romana come il Tempio di Augusto e Livia, il santuario di Cibele e il teatro romano. Molti dei manufatti sono esposti nel Musée gallo-romain nel sito archeologico del limitrofo comune di Saint-Romain-en-Gal, una riserva archeologica ultimata nel 1967, estesa per circa sette ettari sulla sponda del fiume, dove era presente anche un grande circo. Vienne fu posta poi al centro di una diocesi del tardo Impero romano, sotto il comando della prefettura del pretorio delle Gallie. Essa comprendeva l'Aquitania e parte della Narbonense, ovvero la Francia a sud e a ovest della Loira, compresa la Provenza, vale a dire le province di: Aquitania prima, Aquitania seconda, Novempopulana (o Aquitanica Tertia), Narbonensis prima, Narbonensis secunda, Gallia Viennense e Alpi Marittime. Questa diocesi fu creata in seguito alla riforma tetrarchica di Diocleziano, da parte di Costantino I attorno al 314. Nel 407 Vandali, Alani e Suebi invasero la Gallia, devastandola, per poi passare in Spagna nel 409. Successivamente la diocesi subì il passaggio dei Visigoti di Ataulfo che nel 411 si stabilirono nella Gallia meridionale, ma furono poi costretti dal generale Flavio Costanzo dapprima a spostarsi in Spagna e successivamente a negoziare con l'Impero.

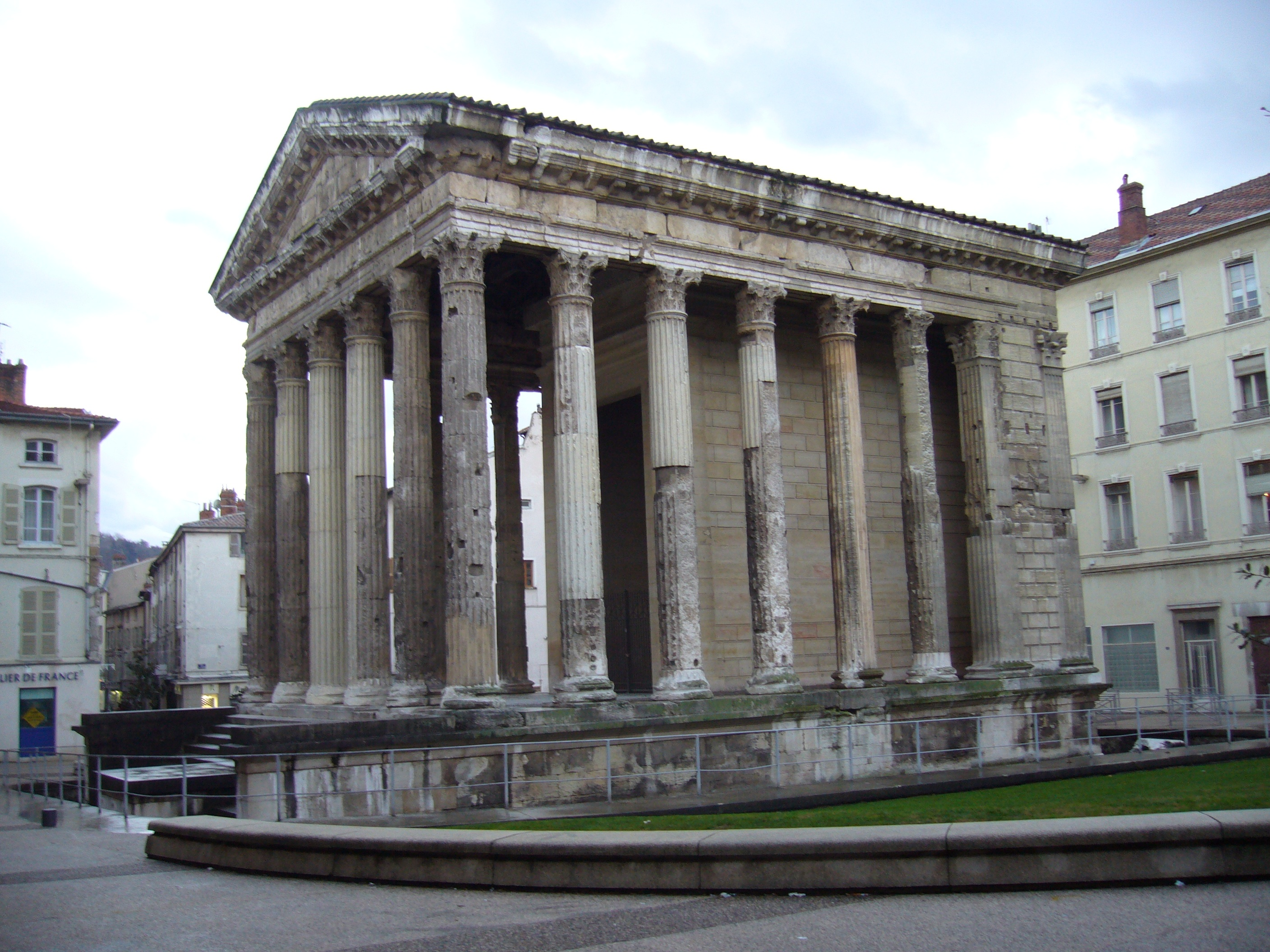
Il Tempio di Augusto.
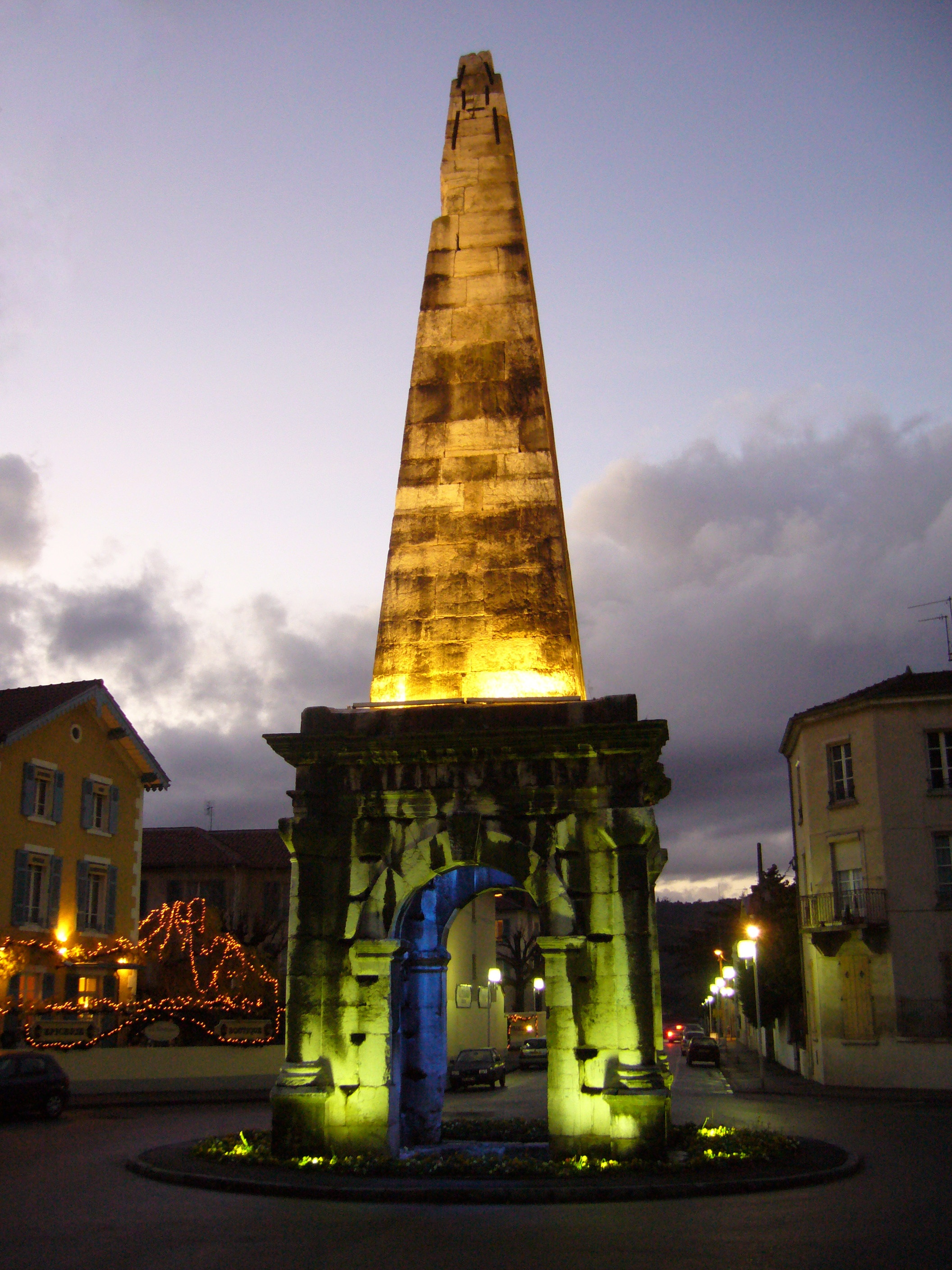
Obelisco del circo romano di Vienne.
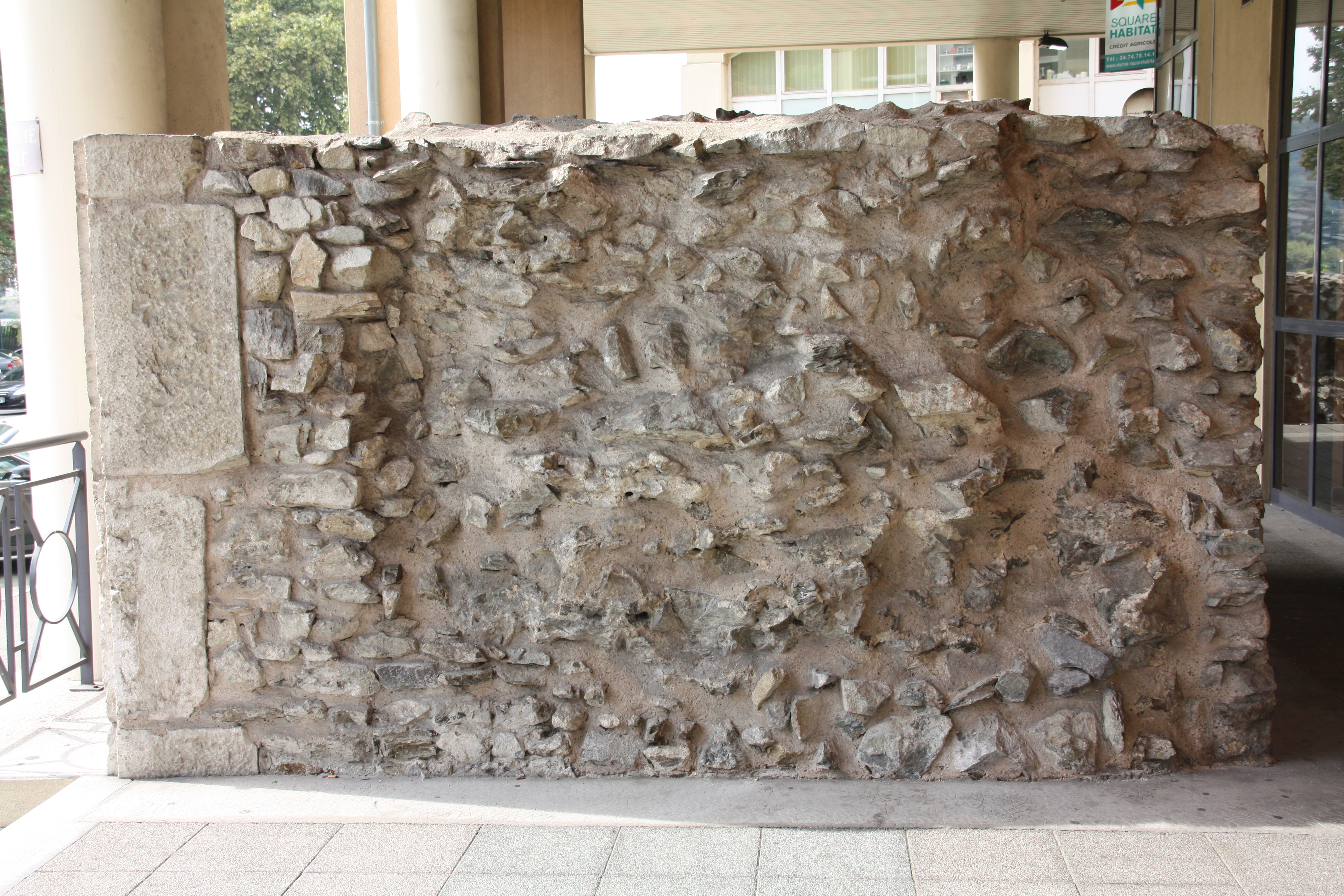
Resti della cinta muraria di Vienna.
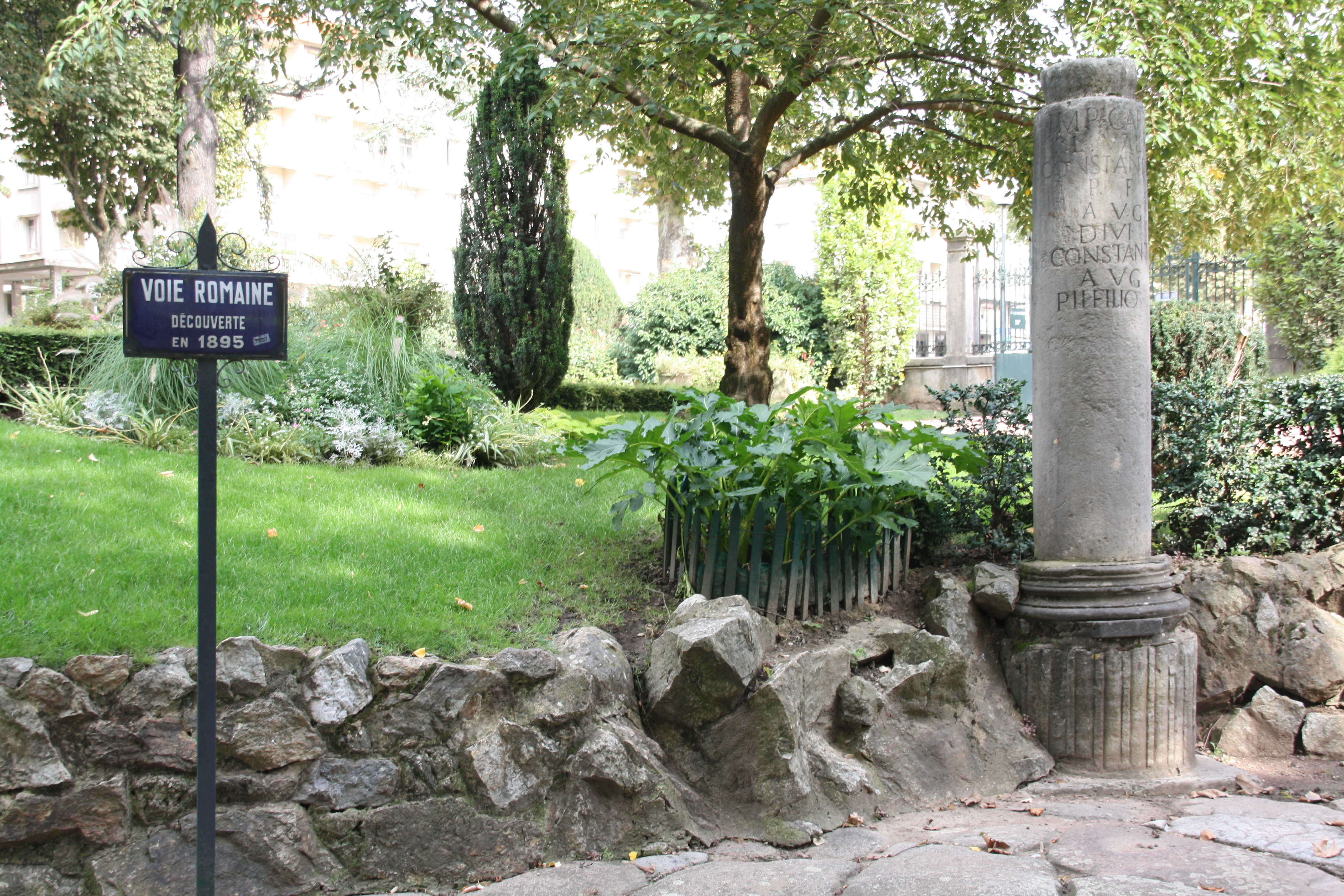
Miliario lungo una via popo fuori Vienna.
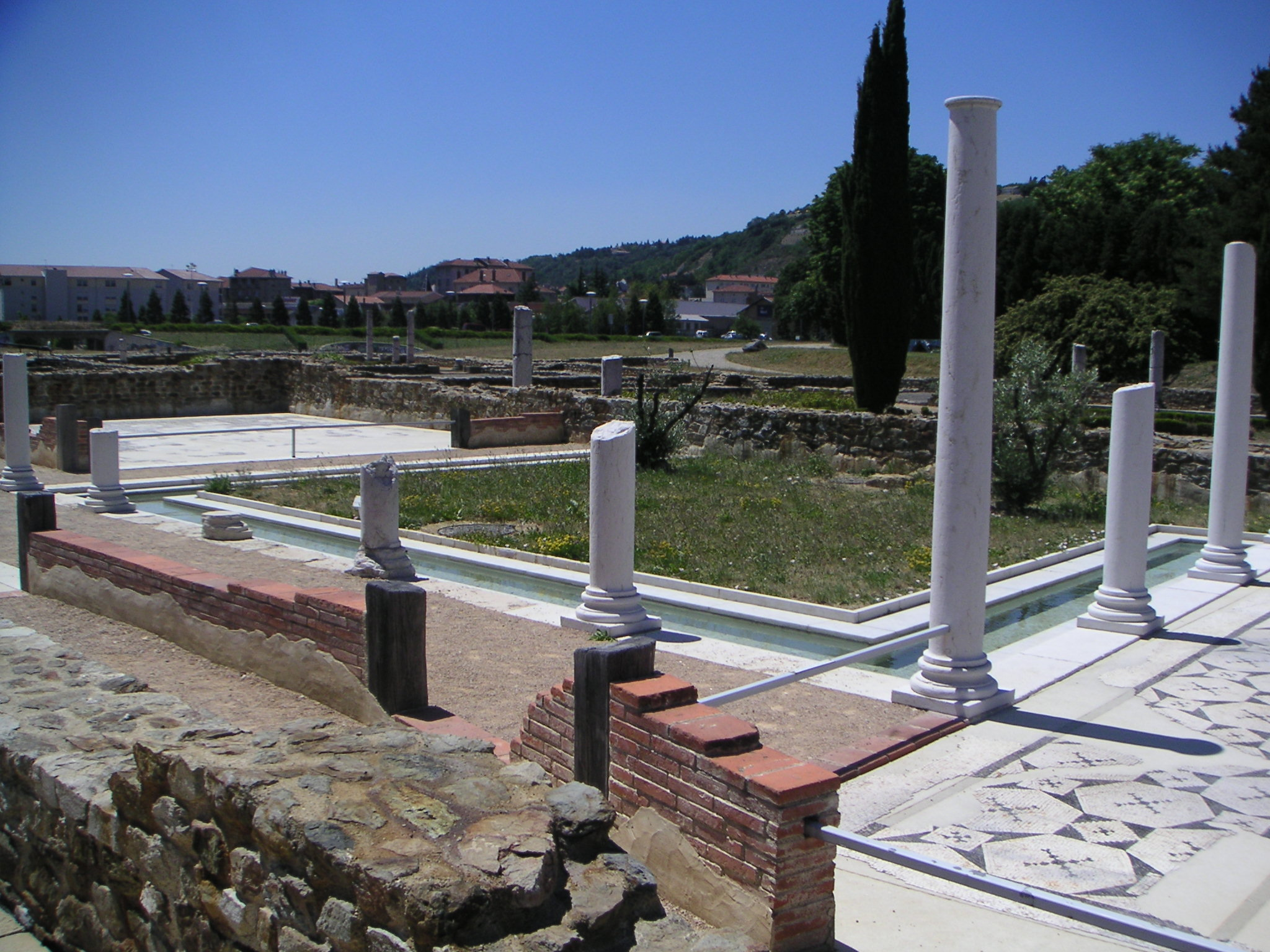
Villa romana a Vienna.
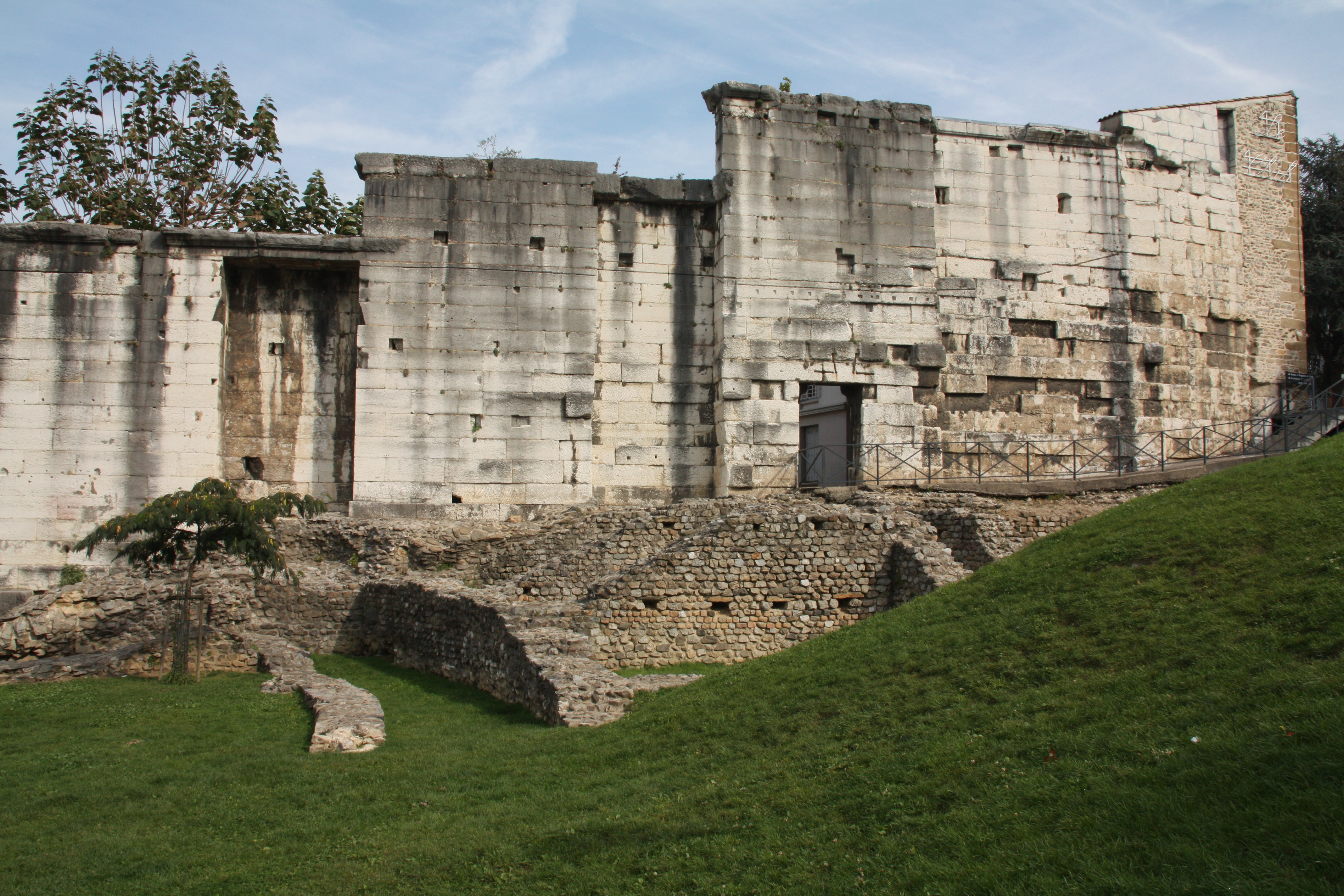
Giardini archeologici del santuario di Cibele.
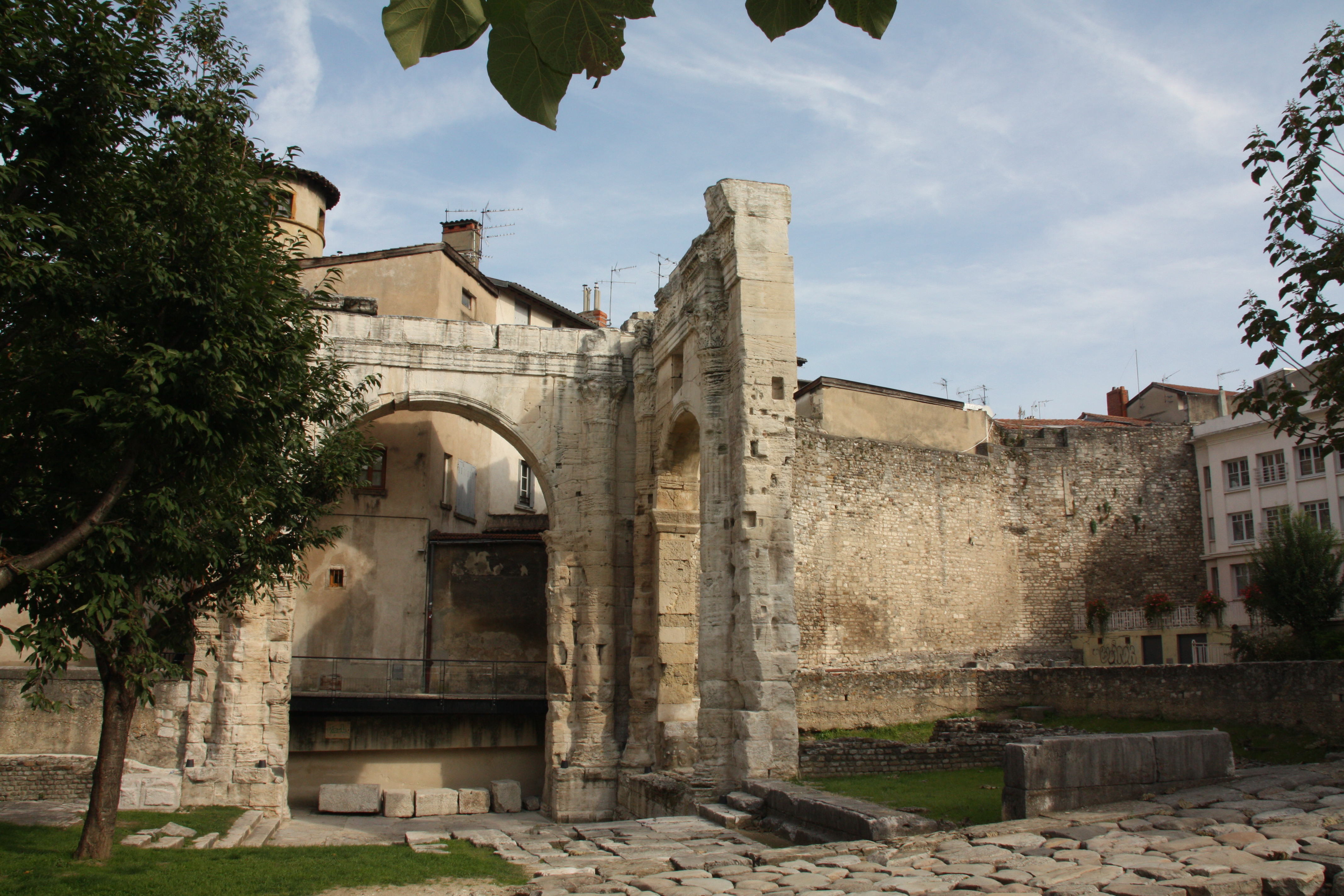
Santuario di Cibele (2)
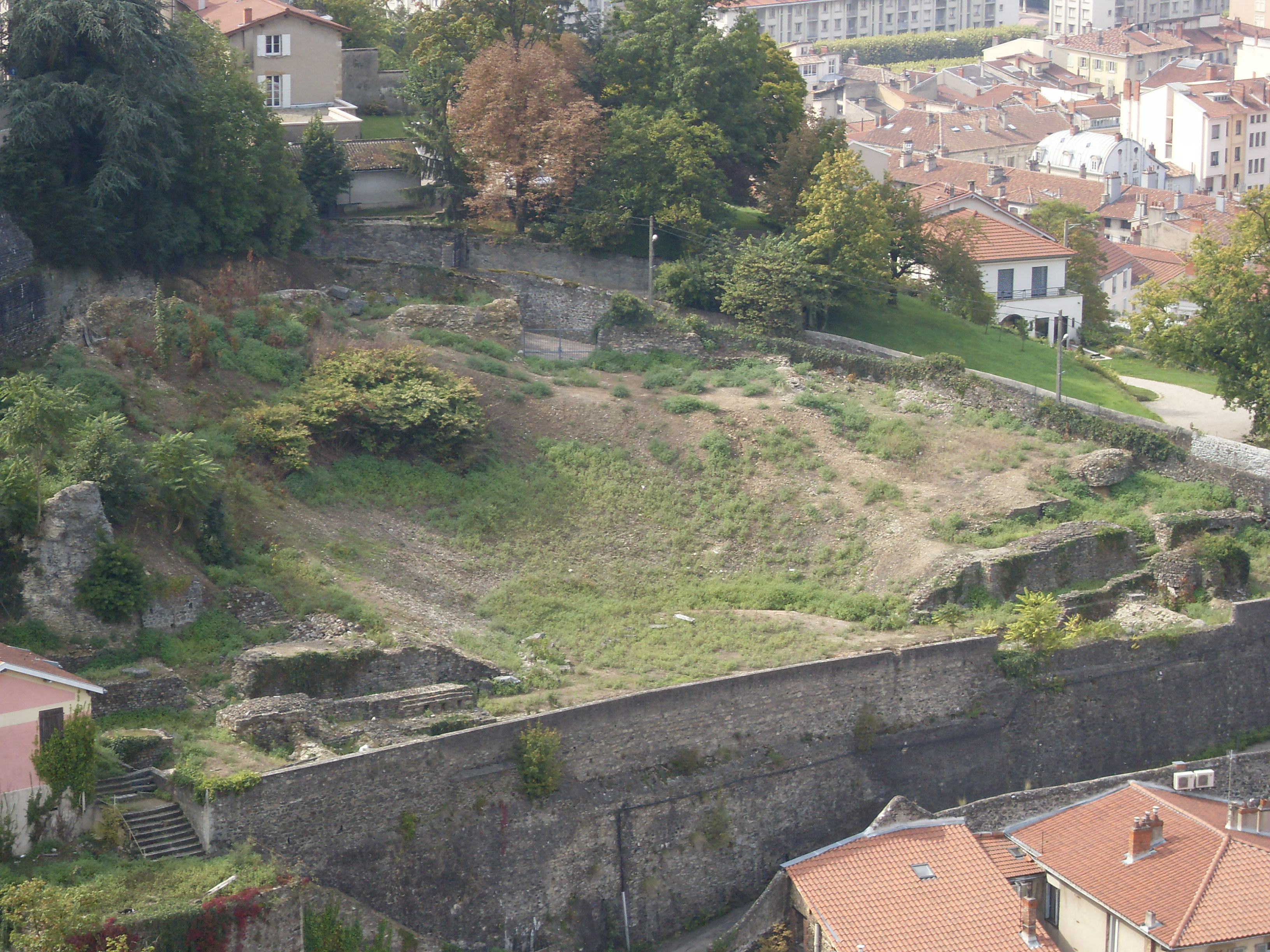
Rovine dell'Odeon a Vienna.
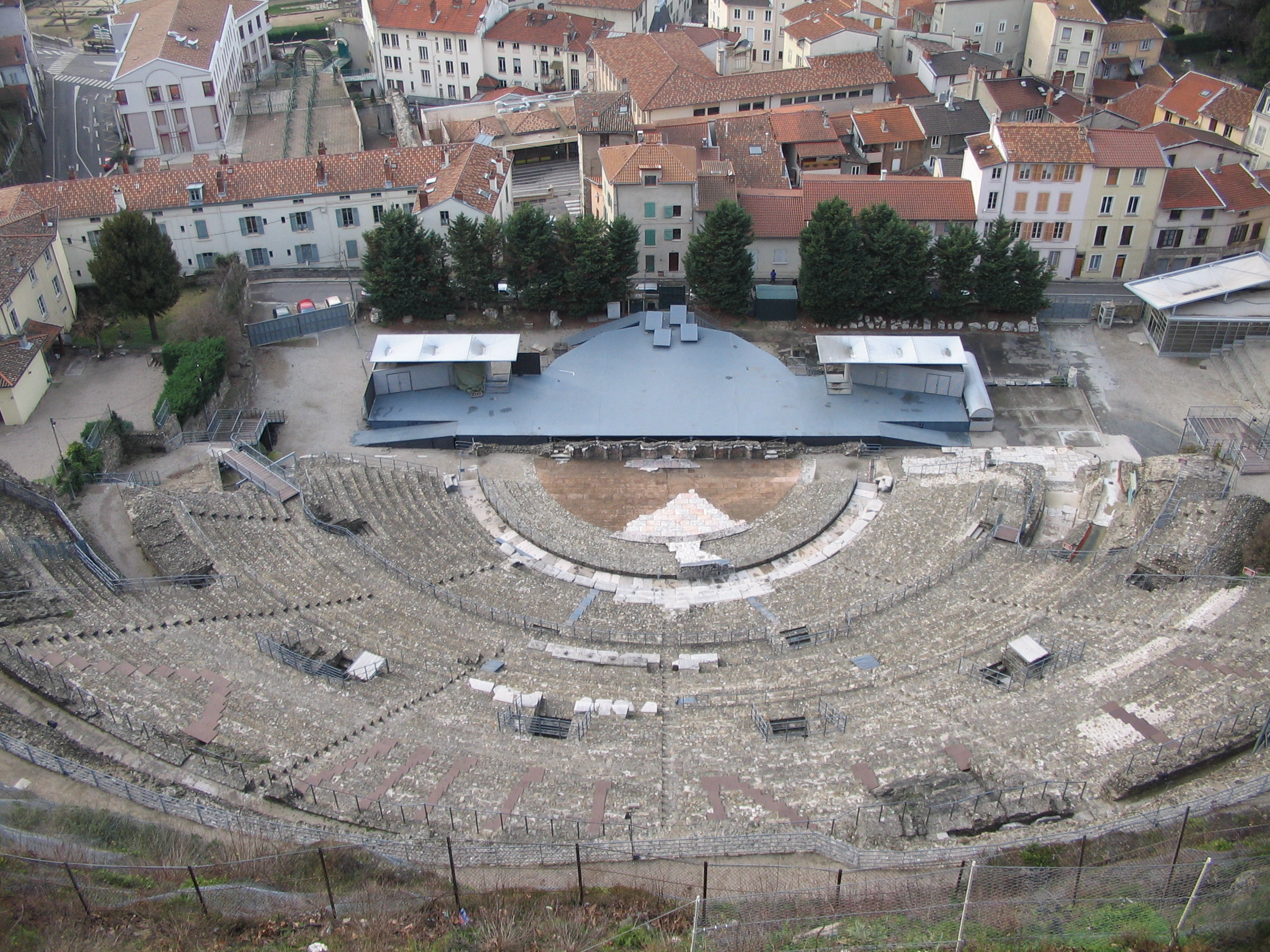
Antico teatro romano di Vienna.
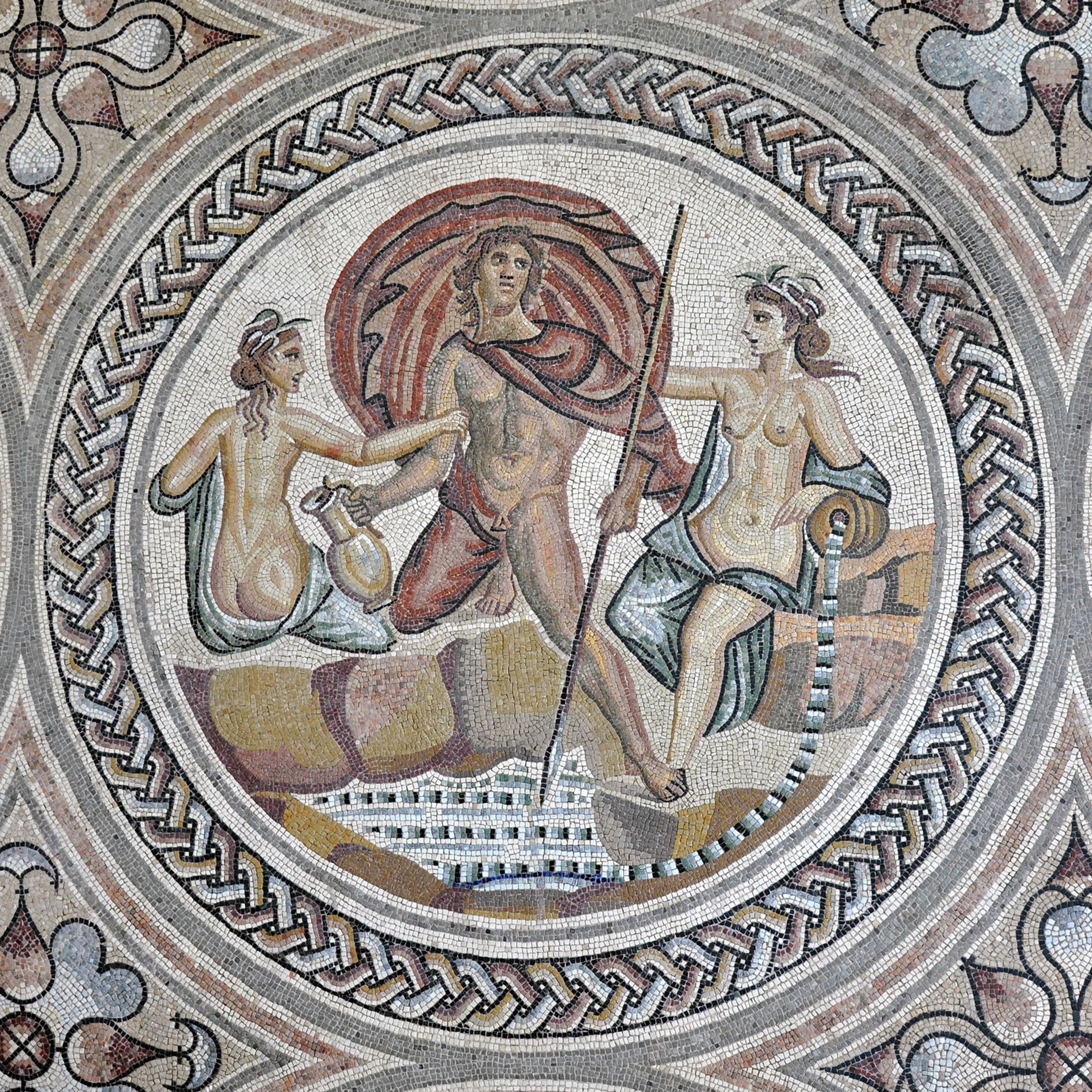
Mosaico dal Museo gallo-romano di Saint-Romain-en-Gal.
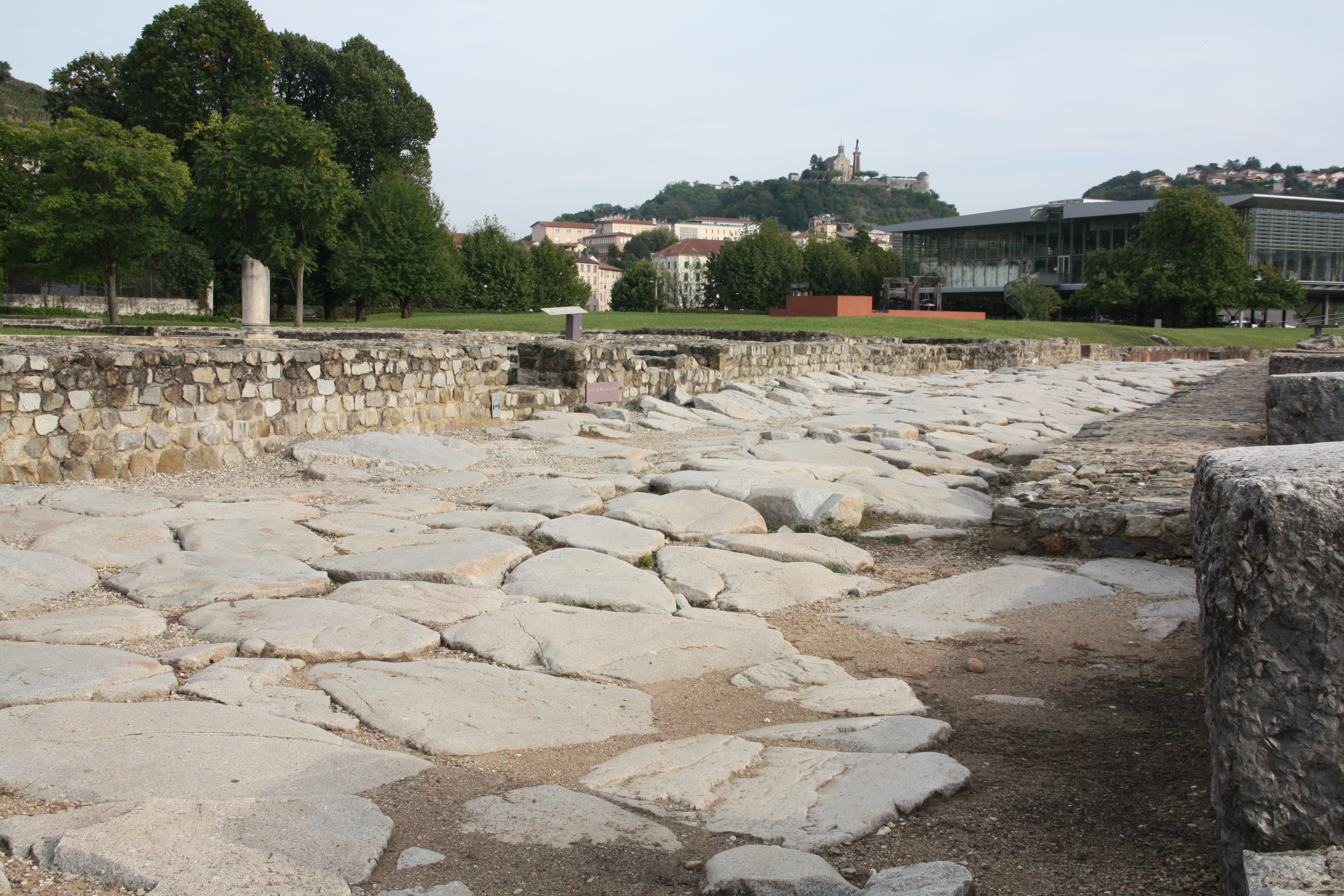
Sito romano di Saint-Romain-en-Gal.
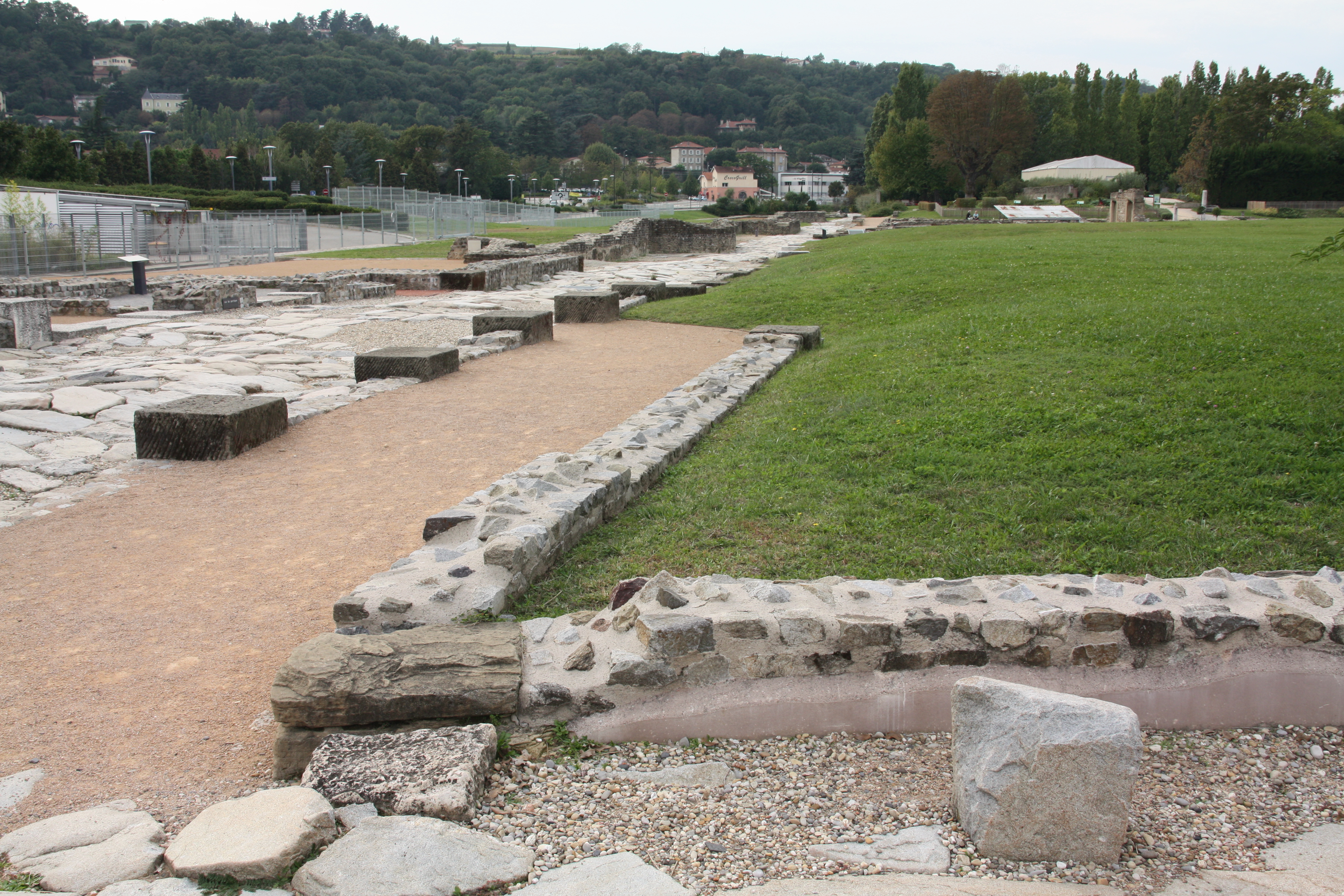
Sito romano di Saint-Romain-en-Gal (2).

### Principali vie di comunicazione
Le principali vie di comunicazioni provinciali erano:
- la via Domitia, costruita a partire dal 118 a.C. per collegare l'Italia romana con la Spagna romana, ed attraversava l'intera provincia della Narbonense.
- la via Agrippa che costruì Marco Vipsanio Agrippa, dietro le indicazioni di Ottaviano, collegava le città di Arelate, Avenio (Avignone), Arausio, Valentia Julia, Vienna e Lugdunum.
- la via Aquitania, costruita a partire dal 14 per collegare Narbo Martius (capitale della Gallia Narbonense) con Tolosa e Burdigala.
- la via Julia Augusta-via Aurelia (che giungeva fino a Roma), costruita a partire dal 13 a.C., per collegare l'Italia lungo la costa, passando attraverso Cemenelum, Forum Iulii, Aquae Sextiae fino ad Arelate.

### Arte e architettura provinciale

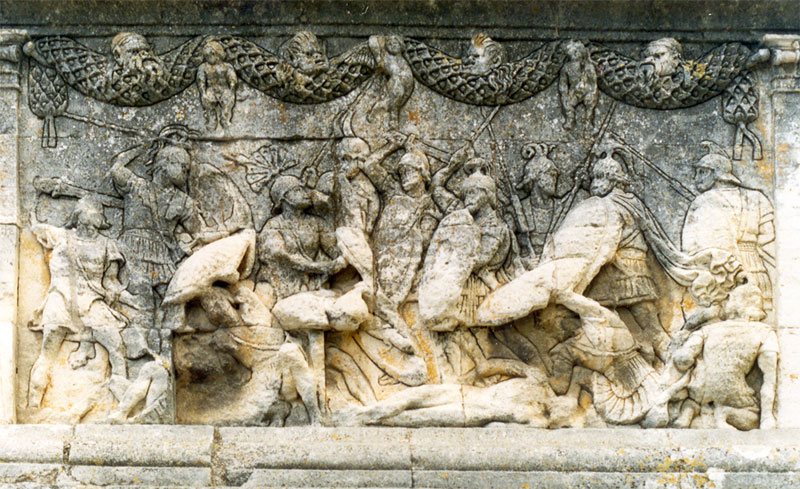
Rilievo sul monumento dei Giulii a Glanum (St. Remy)

Singolari sono le caratteristiche della produzione artistica della Gallia Narbonensis (a St. Remy de Provence, Carpentras ed Orange). I monumenti di questa provincia, sulla cui datazione si è a lungo discusso, presentano uno stile ricco, dotato di libertà spaziale superiore perfino ai coevi monumenti di Roma, con elementi stilistici (quali il contorno delle figure evidenziato a con una linea scavata dal trapano corrente) che a Roma compaiono solo dal II secolo. Scartata l'ipotesi di una datazione più tarda (II-III secolo) grazie a precise datazioni archeologiche, la spiegazione più plausibile di questa fioritura è che si abbia avuto in questa zona una più diretta discendenza dall'arte ellenistica sia in pittura che scultura. Alcune conferme hanno rafforzato questa convinzione, come il rinvenimento a Glanum di uno strato di epoca ellenistica con sculture in stile pergameneo, legato probabilmente alla remota ascendenza greca di quegli insediamenti.

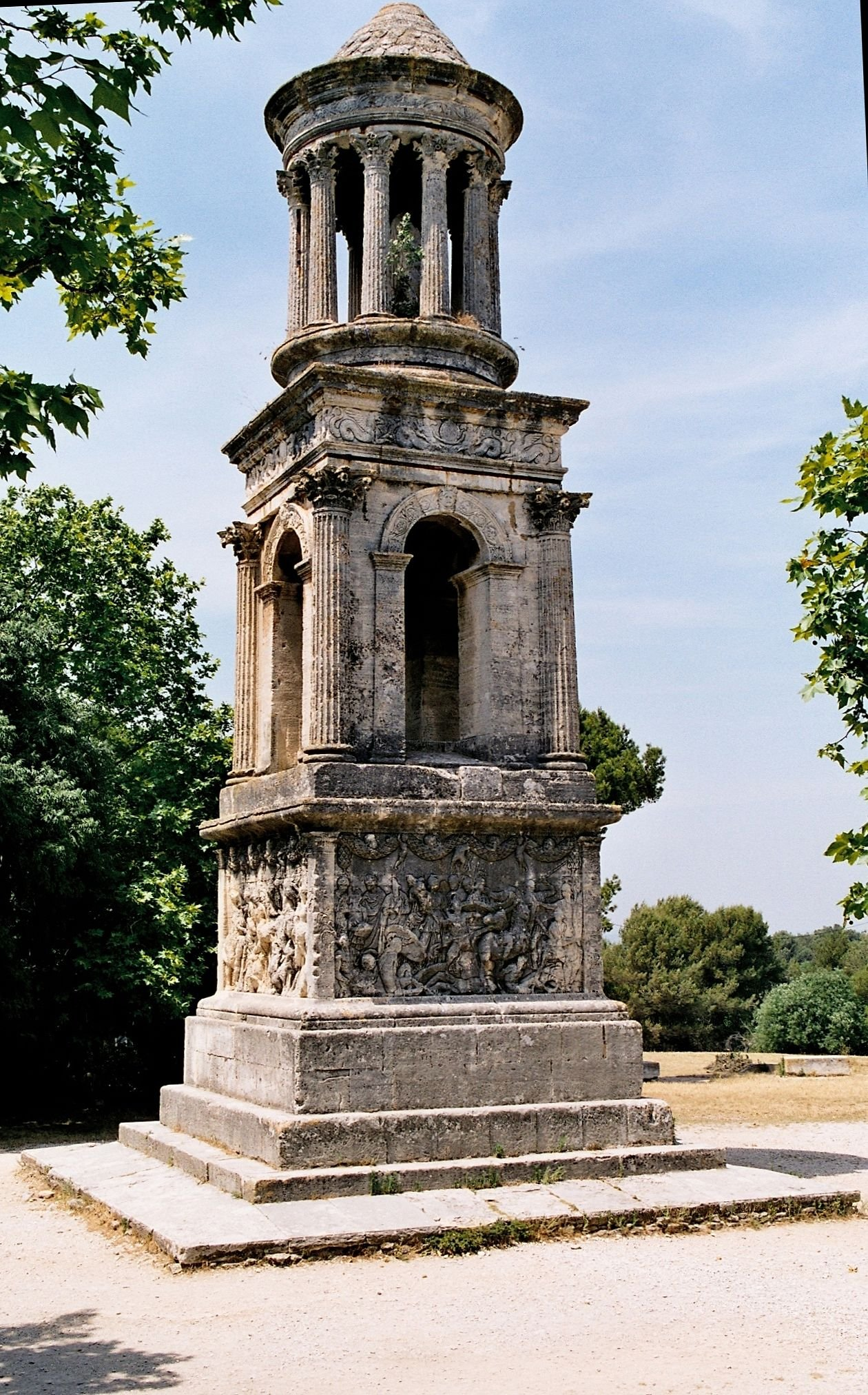
Mausoleo di St. Remy
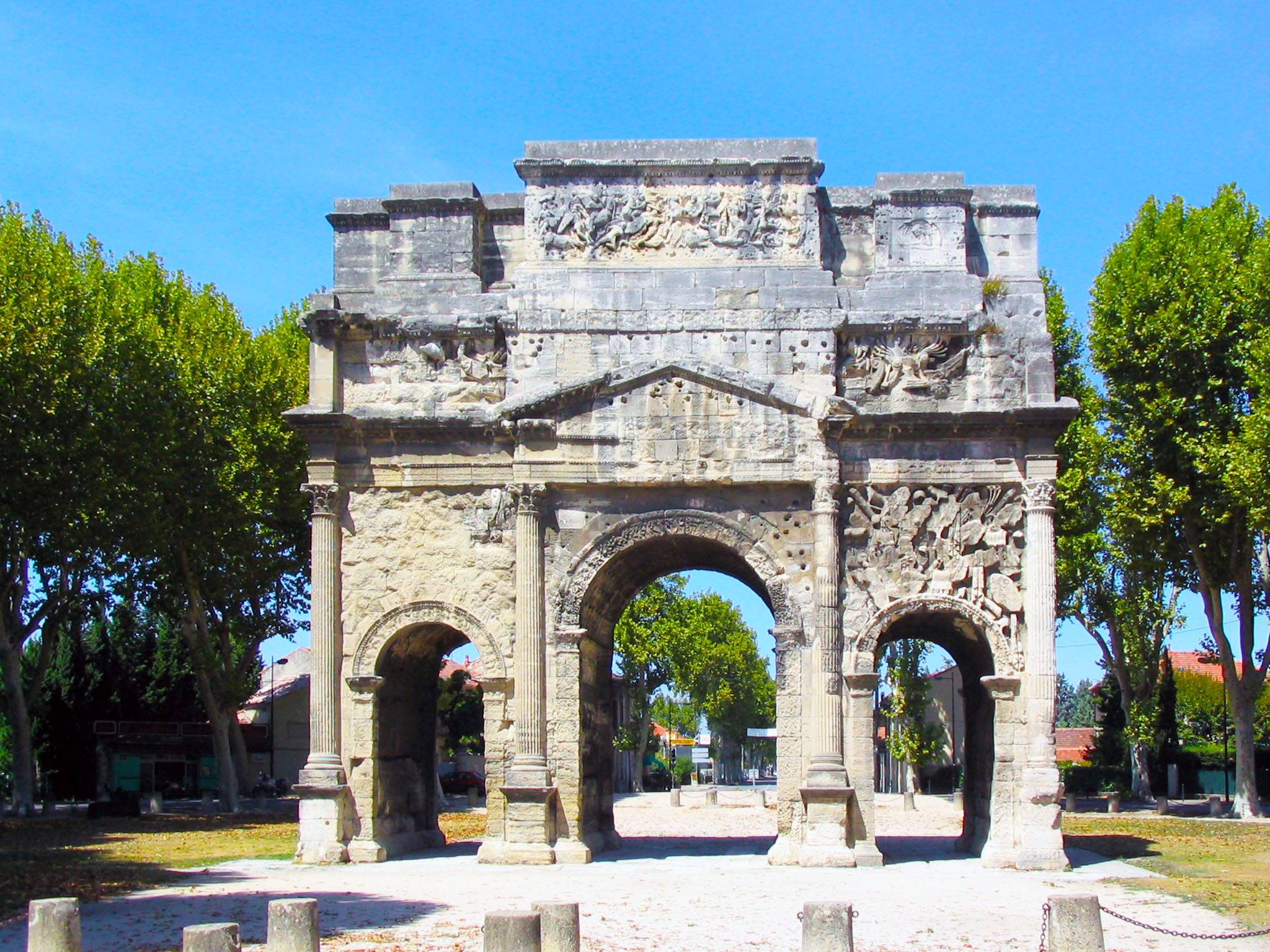
Arco di Orange
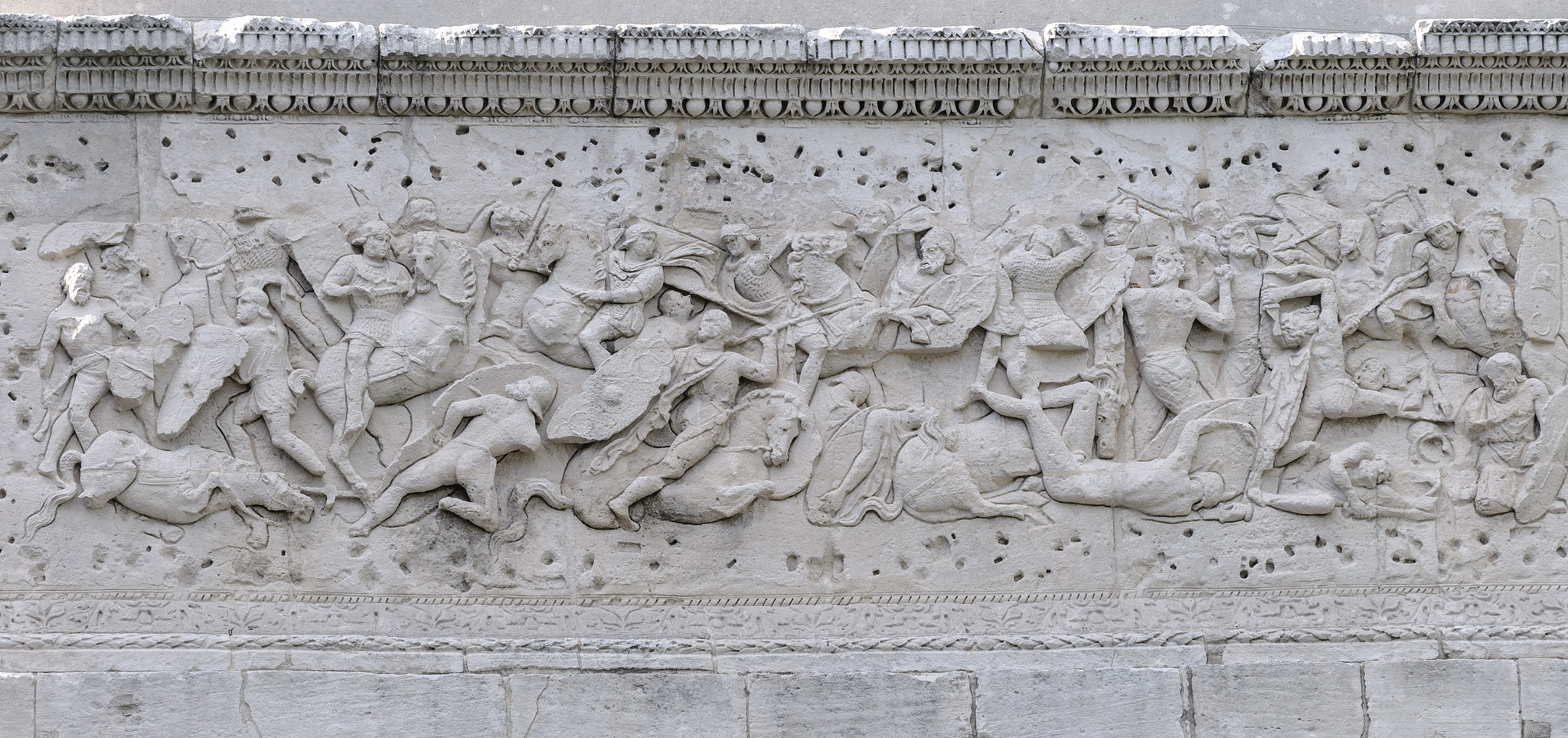
Rilievo dell'Arco di Orange

Risalgono invece all'epoca di Traiano i più cospicui resti di decorazioni pittoriche nelle province europee dell'Impero: Vienne.